# Abbaye de Montmajour
L'abbaye Saint-Pierre de Montmajour est une abbaye bénédictine fondée en 948 à environ quatre kilomètres au nord-est du centre historique d'Arles dans le département des Bouches-du-Rhône. Dès la fin du Xe siècle, elle devient l'une des abbayes les plus riches de Provence et le monastère se développe, entre le XIe siècle et le début du XVIIIe siècle, par la construction d'une série de bâtiments religieux et militaires. Abandonné à la fin du XVIIIe siècle, puis fortement dégradé après la Révolution, cet ensemble architectural fait l’objet d’un classement au titre des monuments historiques par la liste de 1840,, les bâtiments annexes étant classés en 1921.

## Histoire
Le nom de l'abbaye est attesté sous la forme latinisée Monsmajoris[Quand ?].

### Le Moyen Âge

#### Fondation

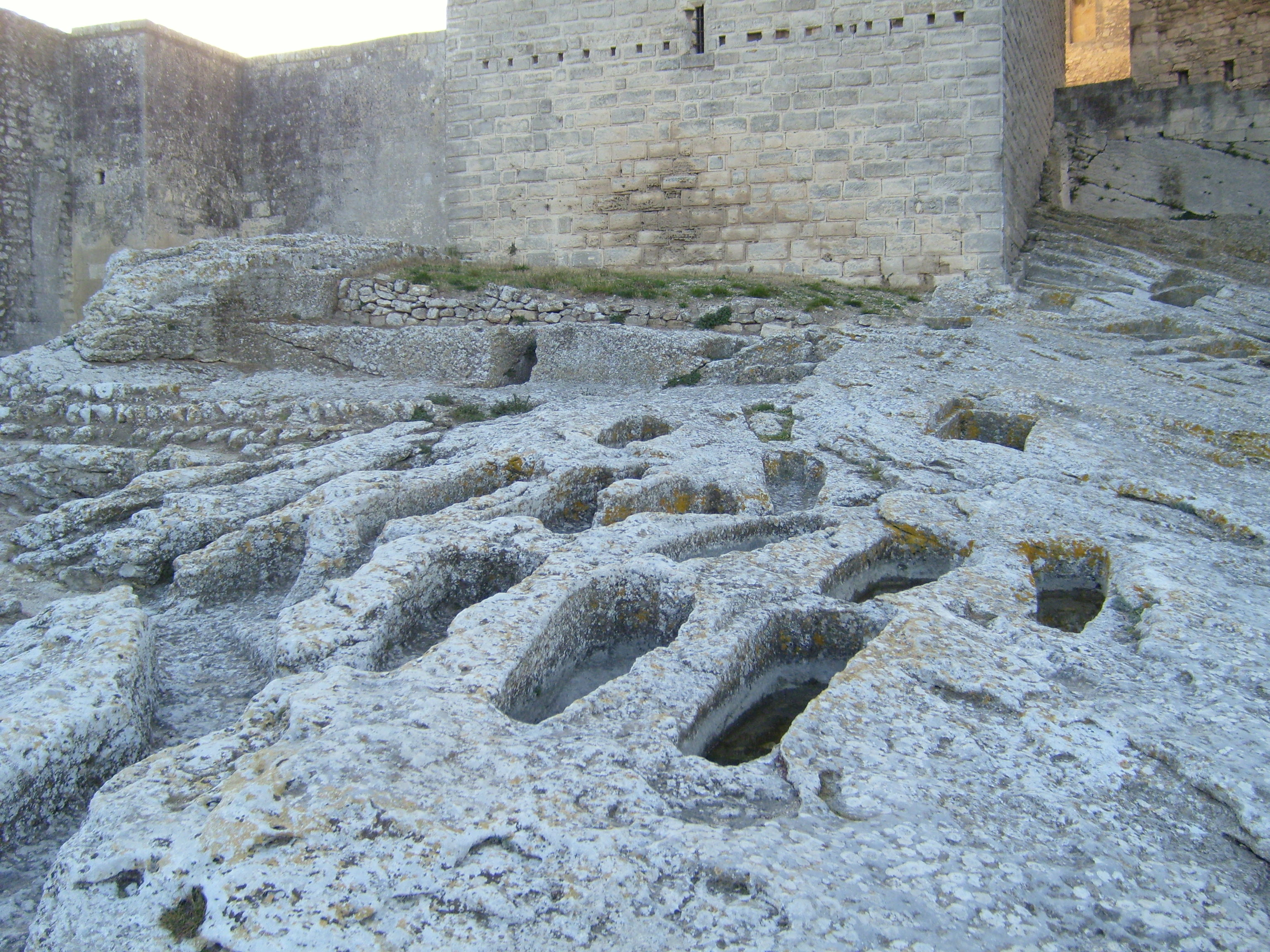
Le cimetière des moines.

En octobre 949, Teucinde, une femme de l’aristocratie bourguignonne qui a suivi Hugues d'Arles en Provence, également sœur du prévôt du chapitre Gontard, achète l’île de Montmajour qui appartient à l'archevêque d'Arles Manassès et en fait donation aux religieux qui y vivent ; l’abbaye est fondée,. Teucinde confirme sa donation en 977. Dès 960, de nombreuses autres donations sont effectuées en faveur de l’abbaye à l’époque de son premier abbé Mauring et de son premier prieur Pons. Une donation particulièrement importante est celle de 961, effectuée par la comtesse Berthe, nièce d’Hugues d'Arles et épouse de Raimond, comte de Rouergue et marquis ; elle donne à la nouvelle communauté quelques-unes de ses res proprietatis, certaines situées à l’est du Rhône, in regno Provinciae, et d’autres à l’ouest jusqu’au comté d’Agde, in regnum Gociae. En 963, signe de la prospérité et notoriété naissantes de cette abbaye, le pape Léon VIII place le monastère sous son autorité directe.

#### Rayonnement

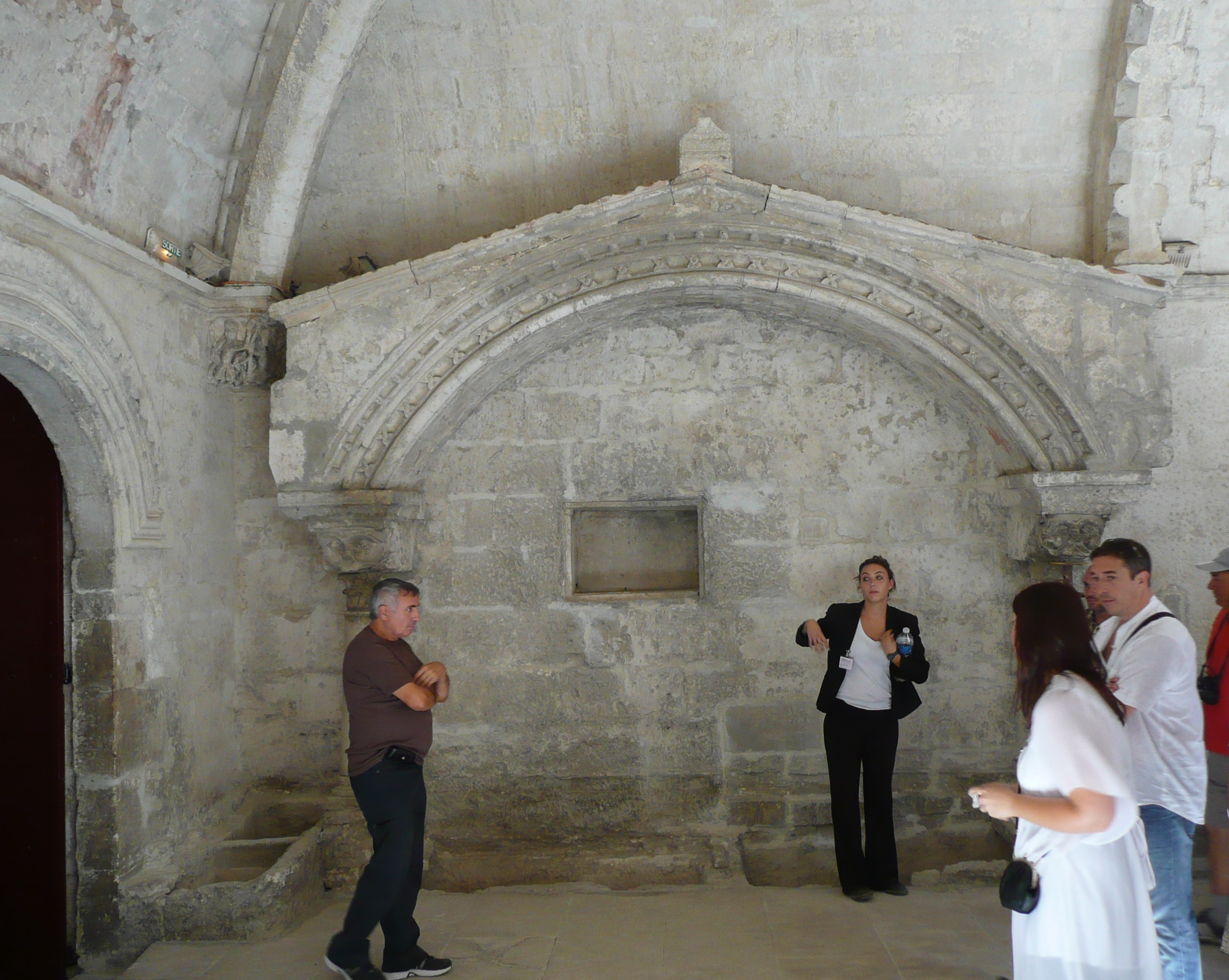
Enfeu des comtes de Provence.

Dès 1005, voulant être enseveli à Montmajour, Franco de Marignane, père de l'archevêque d'Arles, Pons de Marignane, offre à l’abbaye, après son décès, une série de biens dont une manse dans la villa de Marignane, la moitié d’une dîme de la pêcherie de Bolmon… et en 1013, il offre également à Montmajour les biens de sa femme Gala de Baux situés sur Marignane.
Mais en ce XIe siècle l'abbaye devient surtout la nécropole des comtes de Provence. En 1018 a lieu l'inhumation du comte Guillaume II, en 1026, celle de la comtesse Adelaïde et en 1063, celle du comte Geoffroy. Tous les trois sont inhumés initialement dans la crypte du XIe siècle avant d'être transférés au XIIe siècle de la crypte au cloître.
Construite sur un rocher entouré de marais par des moines bénédictins, la petite abbaye Saint-Pierre étend rapidement son influence à Arles et en Provence grâce à un vaste réseau de prieurés (jusqu'à cinquante-six au XIIIe siècle) et au pèlerinage de la Sainte-Croix. Un 3 mai, probablement en 1019, le pèlerinage de Montmajour appelé « pardon de Montmajour » est en effet créé ; ce pardon est institué sous l’abbé Lambert, lors de la consécration de la première église Notre-Dame, en cours de construction, par l’archevêque d’Arles Pons de Marignane qui accorde à cette occasion la première indulgence historiquement attestée. Pendant tout le Moyen Âge, l'abbaye draine tous les 3 mai de nombreux fidèles de la région, jusqu'à 150 000 pèlerins d'après Bertrand Boysset, un chroniqueur arlésien de la fin du XIVe siècle. En 1426, on compte 12 à 15 000 pèlerins venant par le Rhône jusqu'à Arles pour le pèlerinage de Montmajour.
De plus, l’abbaye, réputée, reçoit de nombreux dons et vers 1100, 112 églises et prieurés dépendent d’elle en Provence.
Du XIe au XIVe siècle, l'abbaye entretient avec la ville d'Arles des rapports conflictuels, en particulier en ce qui concerne les limites de son territoire, les marais et les droits de pêche et de chasse. Mais paradoxalement Arles, où l'abbaye possède deux églises paroissiales, représente un marché financier et une cité où les moines trouvent leurs fournisseurs, marchands et artisans. Les Arlésiens constituent également pour le monastère un réservoir de main-d'œuvre. Au XIIIe siècle, l'abbaye de Montmajour est très riche et son abbé a le train de vie d'un grand seigneur. Toutefois à partir du XIIIe siècle, si le « pardon de Montmajour » continue d'avoir du succès, l'abbaye n'attire plus les aumônes des fidèles.

#### Début du déclin
En 1357, quand les grandes compagnies ravagent la Provence, puis entre 1389 et 1399, lors du conflit avec Raimond de Turenne, les moines menacés protègent leur monastère par des ouvrages militaires : un mur d’enceinte aujourd’hui disparu et une tour encore appelée tour de Pons de l’Orme, du nom de l’abbé.
En 1405, l'abbaye perd l'indépendance de son abbatiat et se trouve rattachée à l'archevêché d'Arles. Resurgit alors un long conflit avec son prieuré de Saint-Antoine-en-Viennois qui réussit même à s'annexer temporairement Montmajour en 1490. Les dissensions portent en particulier sur les reliques de saint Antoine disputées par les deux monastères. La querelle apaisée, l'abbaye est mise en commende et ses prieurés ne cessent de régresser. Beaucoup passent à d'autres ordres ou à des laïcs contre un cens versé à l'abbaye-mère.

### L'Ancien Régime
En 1593, lors des guerres de religion, l’abbaye est occupée par les soldats de la Ligue catholique et les moines doivent se retirer pendant deux ans à Arles. À leur retour, ils retrouvent une abbaye dévastée.

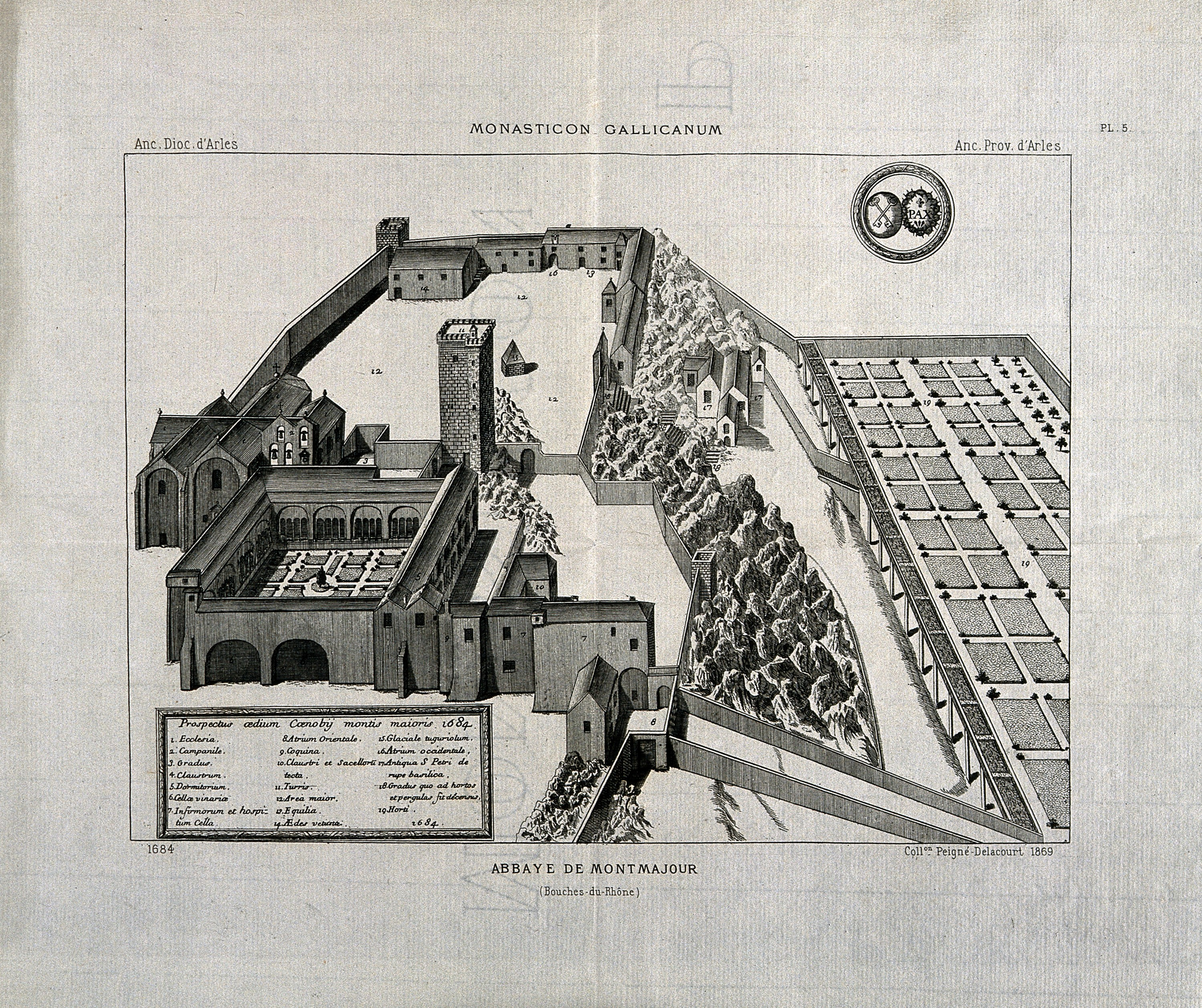
L'abbaye à la fin du XVIIe siècle.

Au XVIIe siècle, l'archevêque d'Arles, Jean Jaubert de Barrault y introduit la réforme bénédictine de Saint-Maur, mais il se heurte à une forte opposition des moines. Il doit faire appel en 1638 à des lettres patentes du roi l'autorisant si nécessaire à recourir à l'Intendant de Provence pour imposer le concordat de 1639. Les mauristes prennent possession de ce monastère à la Saint-Michel 1639.
Sous la direction des nouveaux moines, des extensions sont entreprises : le lundi de Pâques 1703 l'archevêque d'Arles, François de Mailly pose la première pierre des nouveaux bâtiments conventuels de l'abbaye.
En 1726, un incendie très important nécessite des travaux de reconstruction, dirigés par l'architecte Jean-Baptiste Franque.
Le dernier abbé de Montmajour est le cardinal de Rohan, connu par l'affaire du collier de la reine. L’abbaye est sécularisée en 1786.

### Les Temps modernes

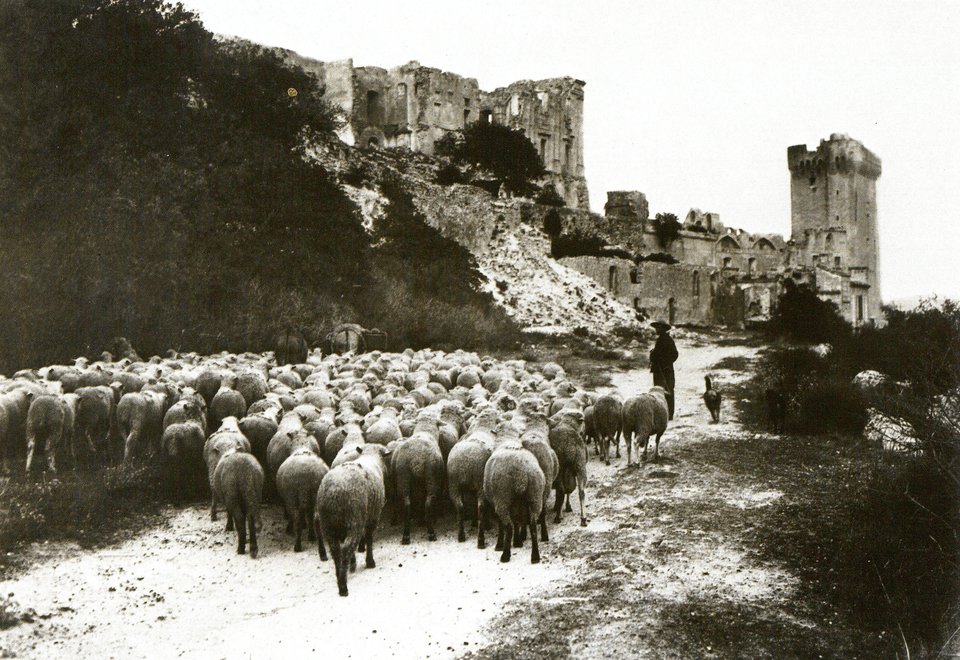
Montmajour, vers 1900.

À la Révolution, l'ensemble monastique est vendu comme bien national. Les bâtiments, pour la plupart fort dégradés ou partiellement détruits, sont rachetés par la ville d’Arles en 1838. L'abbaye est classée monument historique à partir de 1840 et les bâtiments restaurés sous le Second Empire, sous la direction d'Henri Révoil.
Depuis 1945, l’abbaye est propriété d’État.

## Description

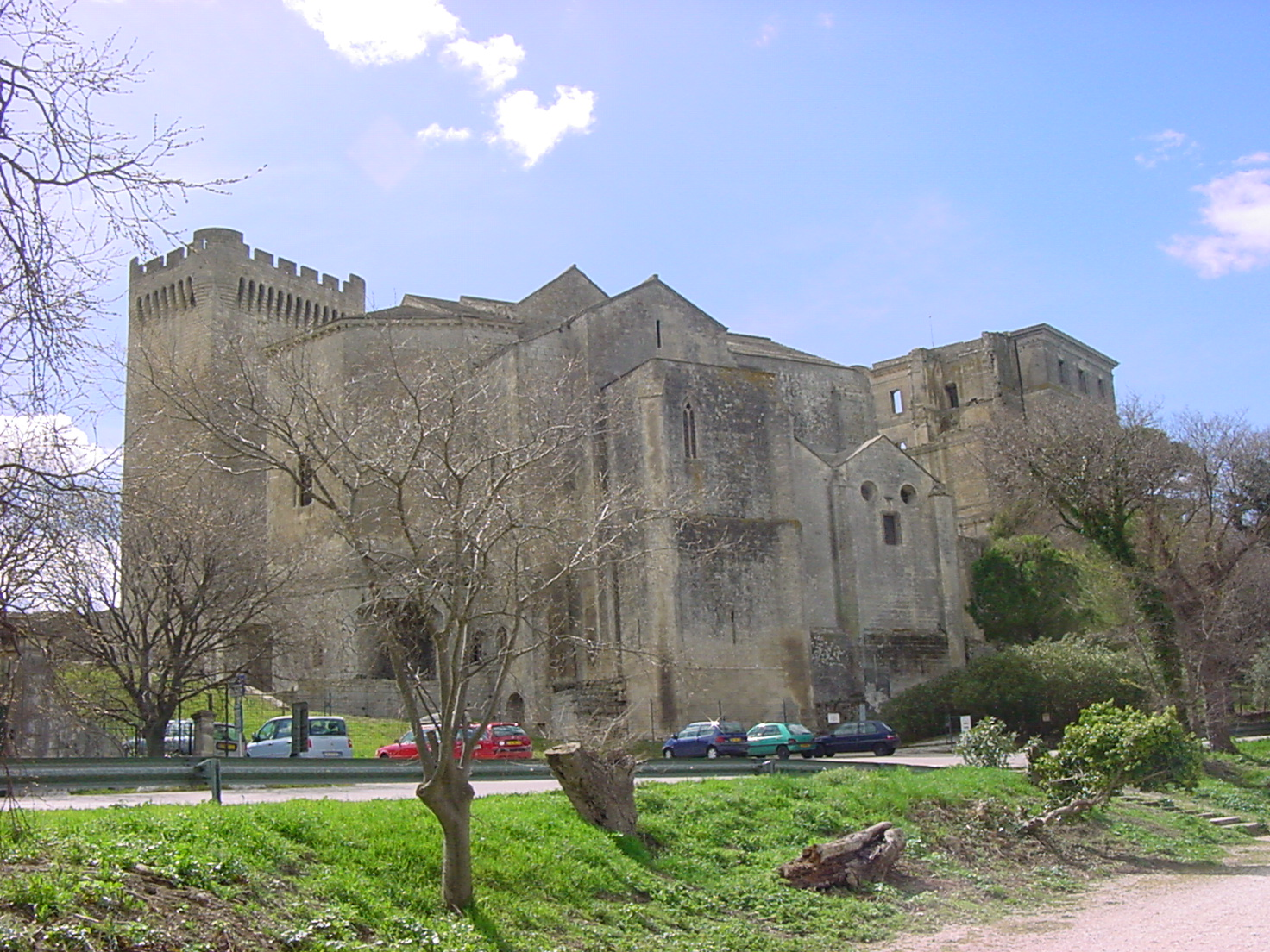
L'abbaye en 2005.

L'ensemble de Montmajour est composé d'un ermitage (XIe siècle) essentiellement représenté par la chapelle Saint-Pierre ; d'un couvent de type médiéval (XIIe – XIIIe siècles) : le monastère Saint-Pierre ; d'un donjon défensif (XIVe siècle) : la tour de l'abbé Pons de l'Orme ; et d'un édifice classique (début XVIIIe siècle) : le monastère Saint-Maur.

### La première église Notre-Dame
Cette première église Notre-Dame aujourd'hui disparue, est édifiée, côté est, entre 1016 et 1069 peut-être à l'emplacement de l'église du XIIe siècle.
Les documents du XIe siècle évoquent des constructions nouvelles. Le moine et historien bénédictin de Montmajour, Dom Chantelou, indique, dans un texte dont l’original a été perdu et qui mentionne l’année 1016, une basilique en l’honneur de Marie la mère du seigneur. Un autre texte conservé à la bibliothèque d’Arles institue le jour de l’Invention de la Sainte-Croix, à laquelle une crypte est consacrée. Il s’agit d’un Pardon dont les aumônes étaient destinées à la construction de l’église Notre-Dame. Cet acte, non daté, mais souscrit par l’archevêque d’Arles, Raimbaud de Reillanne(1030-1069), est postérieur à la consécration de la crypte effectuée par son prédécesseur Pons de Marignane (1003-1029), un 3 mai probablement en 1019, à la demande du septième abbé de Montmajour, l’abbé Rambert.
L’église Notre-Dame est donc en cours de construction en 1016. Elle reçoit dès 1018 le corps du comte Guillaume II qui y est inhumé dans ses fondations, ainsi qu’en 1026, le corps de la comtesse Adélaïde, la femme de son père le comte Guillaume Ier. L’acte de fondation du Pardon de Montmajour indique qu'entre 1030 et 1062, l’église Notre Dame est toujours en construction. En revanche, en 1069, date de l’acte par lequel l’archevêque d’Aix, Rostaing, renonce à des biens en faveur de Montmajour, l’église de Notre-Dame est terminée. Cet édifice appartiendrait donc à la vague de constructions du XIe siècle, presque totalement disparues lors des reconstructions du XIIe siècle.

### L'ermitage Saint-Pierre

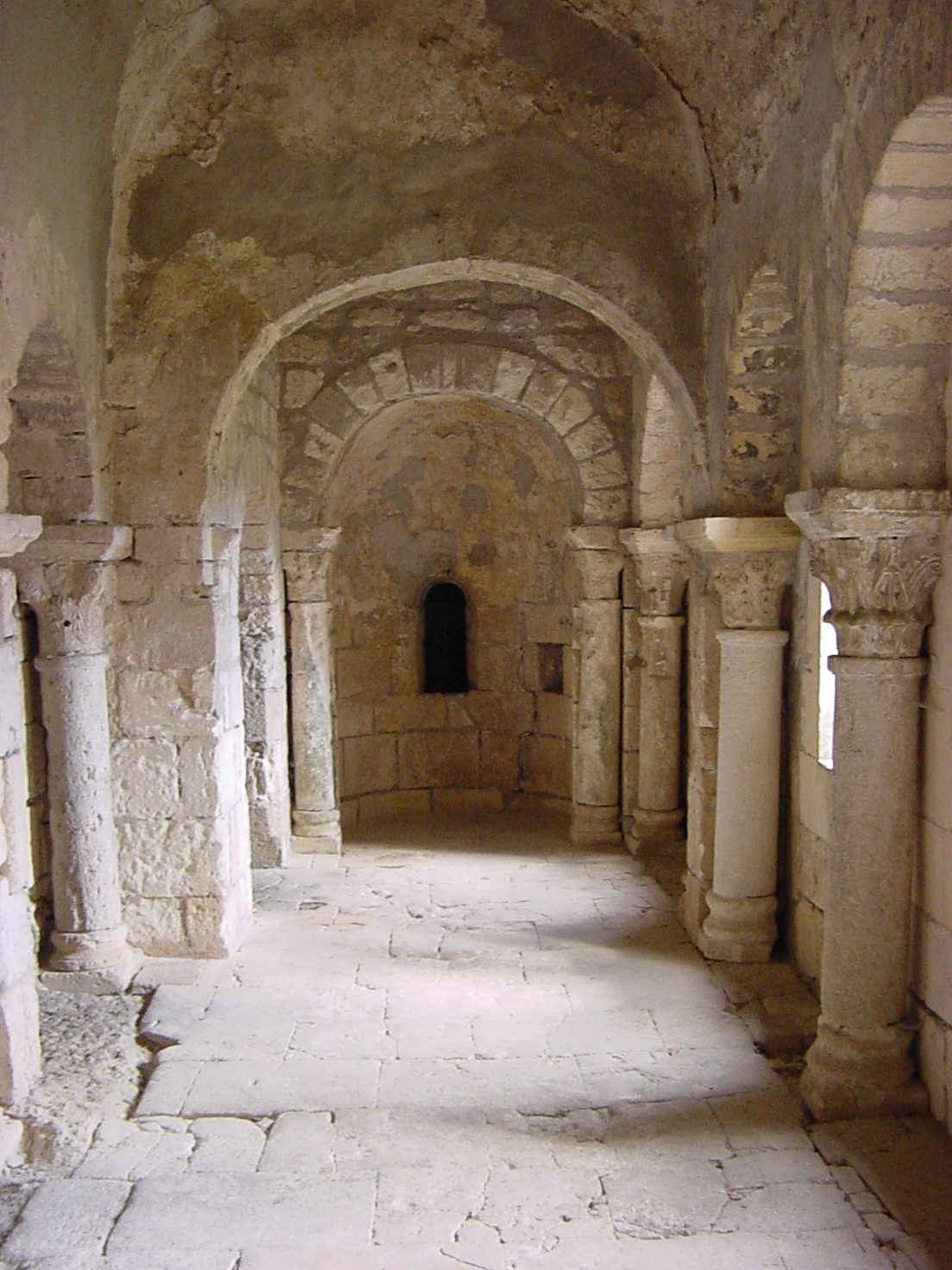
Montmajour, l'église Saint-Pierre (XIe siècle).

Il est constitué pour l'essentiel d'une chapelle semi-troglodyte, installée sur le flanc sud de la colline de Montmajour entre 1030 et 1050, et représente le plus ancien témoin architectural du site. Cette datation résulte de la comparaison stylistique des douze chapiteaux avec ceux du cloître de l'abbé Ardain à Tournus datés entre 1028 et 1052.
Ces chapiteaux, de style corinthien, pourraient provenir de deux ateliers, celui de Montmajour - Venasque et celui de Saint-Victor de Marseille - Vaison-la-Romaine. Cette présence de chapiteaux corinthiens annonce la résurrection des chapiteaux corinthiens antiques au XIIe siècle en Provence. D'une manière générale, le décor sculpté est remarquable par la persistance d'éléments stylistiques carolingiens associés à des motifs, tels les rosaces et palmettes, proches de l'art roman.
La chapelle, précédée d'un vestibule utilisé pour des inhumations rupestres, comprend deux vaisseaux parallèles dont celui du fond, le plus ancien, est intégralement taillé dans la roche ; c'est un mode de construction traditionnel en Provence calcaire où un élément bâti en appentis contre la paroi naturelle s'ajoute à la partie troglodytique de l'édifice. Même s'il est de faibles dimensions, le vaisseau méridional, couvert d'une voûte en berceau, est une véritable église avec nef, travée de chœur et abside semi-circulaire. Le mur sud présente des arcatures appareillées retombant sur des colonnes à chapiteaux encadrant, pour chaque travée, une fenêtre ouvrant sur le jardin. La menace d'écroulement de ce mur dominant la plaine a nécessité, au fil des âges notamment au XVe et XVIIIe siècles, la pose de puissants contreforts qui compliquent la vision chronologique des modifications apportées depuis le XIe siècle. En face la liaison avec le vaisseau rupestre se fait par trois grandes arcades retombant sur de robustes piliers carrés, aux angles cantonnés d'une colonne à chapiteau décoré. Toutes les colonnes sont des remplois, souvent antiques, alors que les chapiteaux, d'origine, ont en commun d'énormes rosaces, des corbeilles végétales ou d'entrelacs torsadés, des astragales au ruban de dents-de-loup, qui évoquent le cloître de Saint-Philibert de Tournus, décoré avant 1056.
La chapelle Saint-Pierre renferme la pierre tombale du comte de Provence Geoffroy, mort en 1061 ou 1062.
Un étroit passage conduit à une sorte de grotte naturelle figurant, aux yeux de certains, les cellules des premiers ermites ; on trouve également la « chaire de Saint-Trophime » et, dans un réduit éclairé par une lucarne, son « confessionnal ».
Même si la chapelle Saint-Pierre a été vandalisée en juillet 1976, sa restauration est en voie d'achèvement fin 2012.

### Le monastère Saint-Pierre

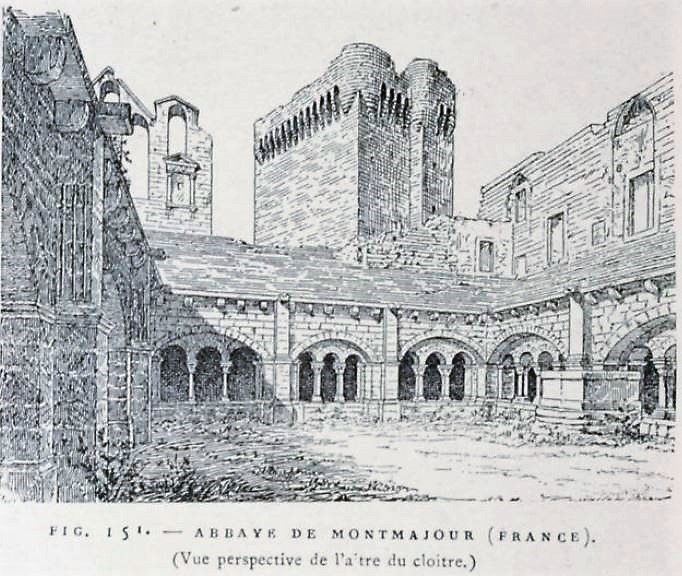
Abbaye de Montmajour vue côté cloître par Édouard Corroyer in L'Architecture romane (1888).

Même si leur mise en œuvre a été bien sûr échelonnée dans le temps, le cloître, comme la salle capitulaire et la section réfectoire-dortoir, fait partie avec l'abbatiale Notre-Dame du plan d'ensemble originel. En témoignent les murs communs entre ces éléments se contrebutant les uns les autres, notamment le mur séparant les deux travées de l'église du chapitre d'abord puis du début de la galerie nord, et se prolongeant tout le long de cette aile en montrant sur sa face nord les piles en attente pour les trois travées de nef projetées, mais non encore réalisées et qui ne le seront jamais.

#### L'église abbatiale Notre-Dame
Notre-Dame a été édifiée en deux campagnes : entre 1130-1150 puis entre 1153-1182, la crypte et la partie nord étant construites en premier. Un texte rapporté par des historiens du XVIIe siècle, mais dont l'original est aujourd'hui perdu, signale l'entrée des moines dans l'église en 1153. Cette date marquerait donc la fin de la première campagne. Toutefois l'église n'est pas achevée, probablement en raison de problèmes techniques liés à la déclivité du terrain ou à cause de difficultés financières. Complété au XVe siècle par deux autres chapelles adjointes au nord, l'ensemble de l'église Notre-Dame, contemporain de la cathédrale Saint-Trophime d'Arles, est resté en bon état et a été peu affecté par les restaurations entreprises dès le XIXe siècle.

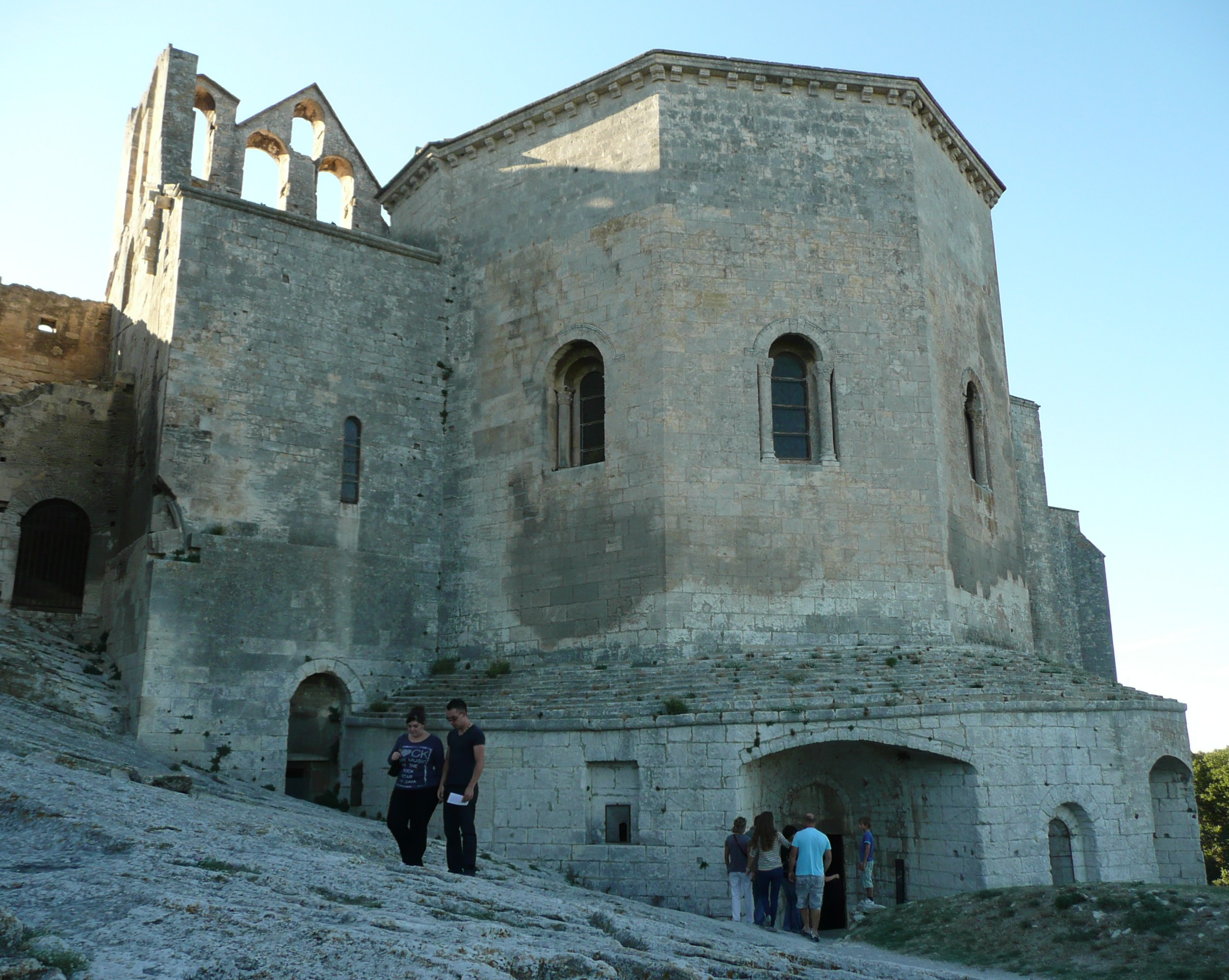
Chevet de l'abbatiale.
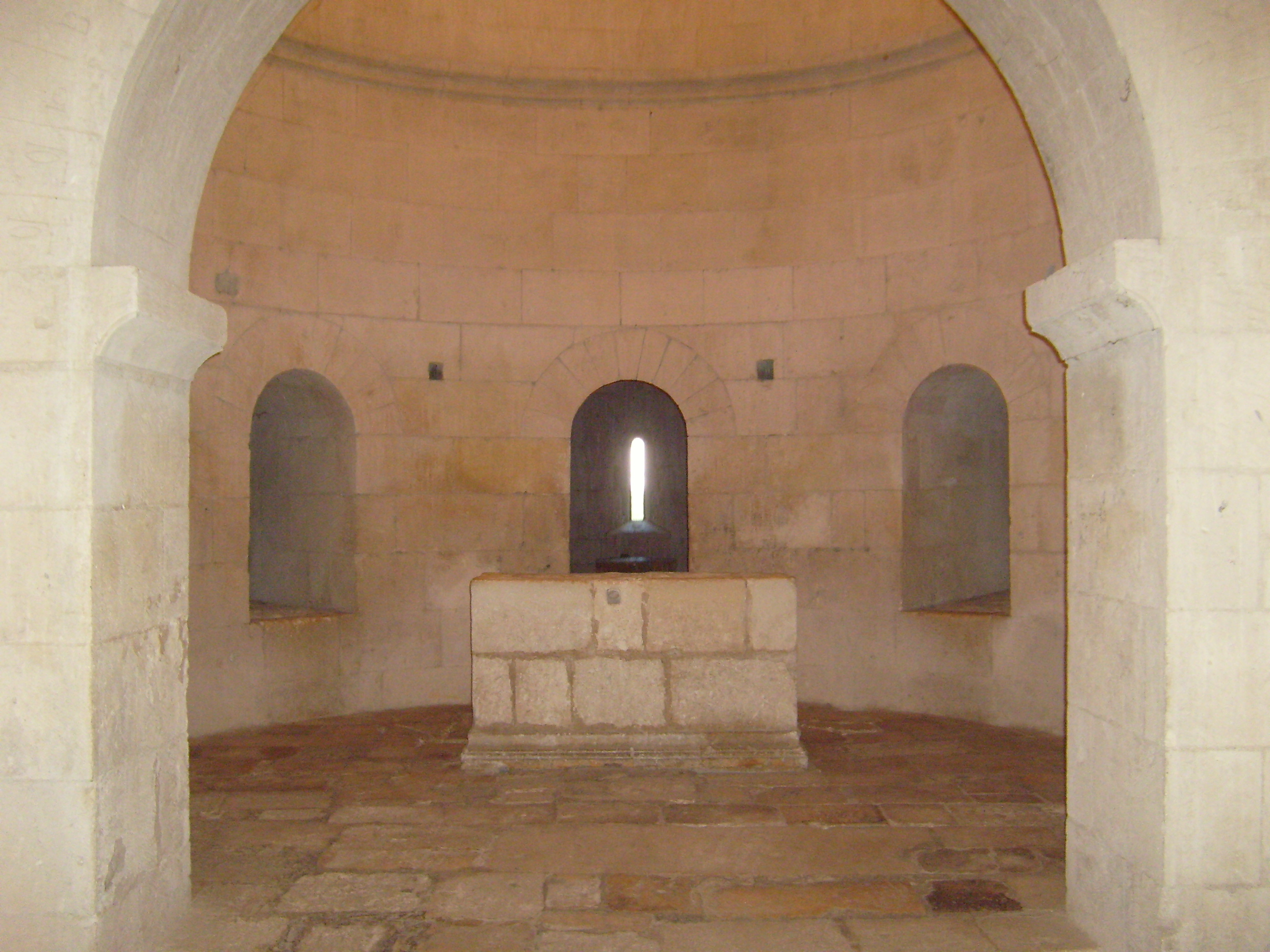
Crypte Saint-Benoît.
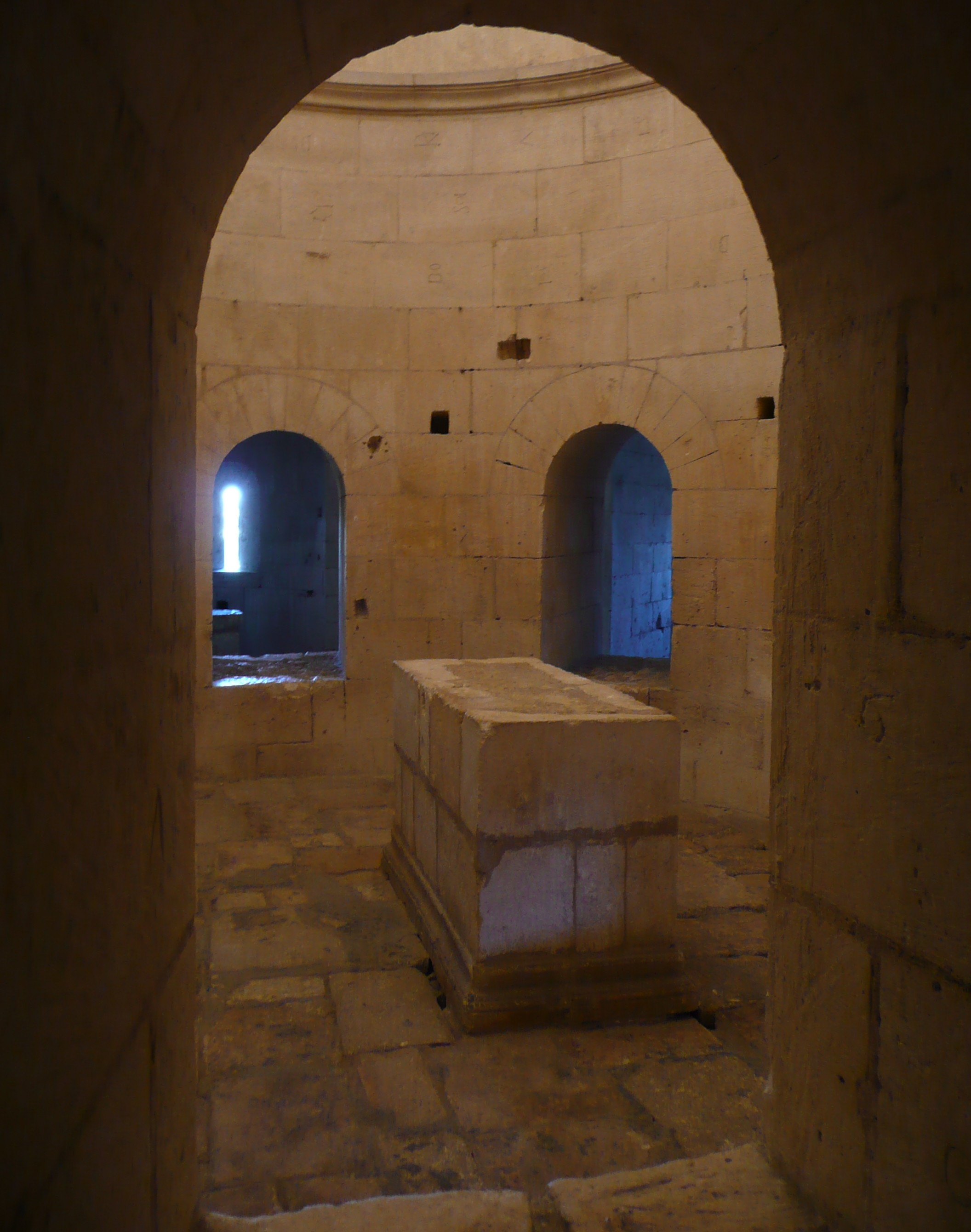
Rotonde vue du déambulatoire.
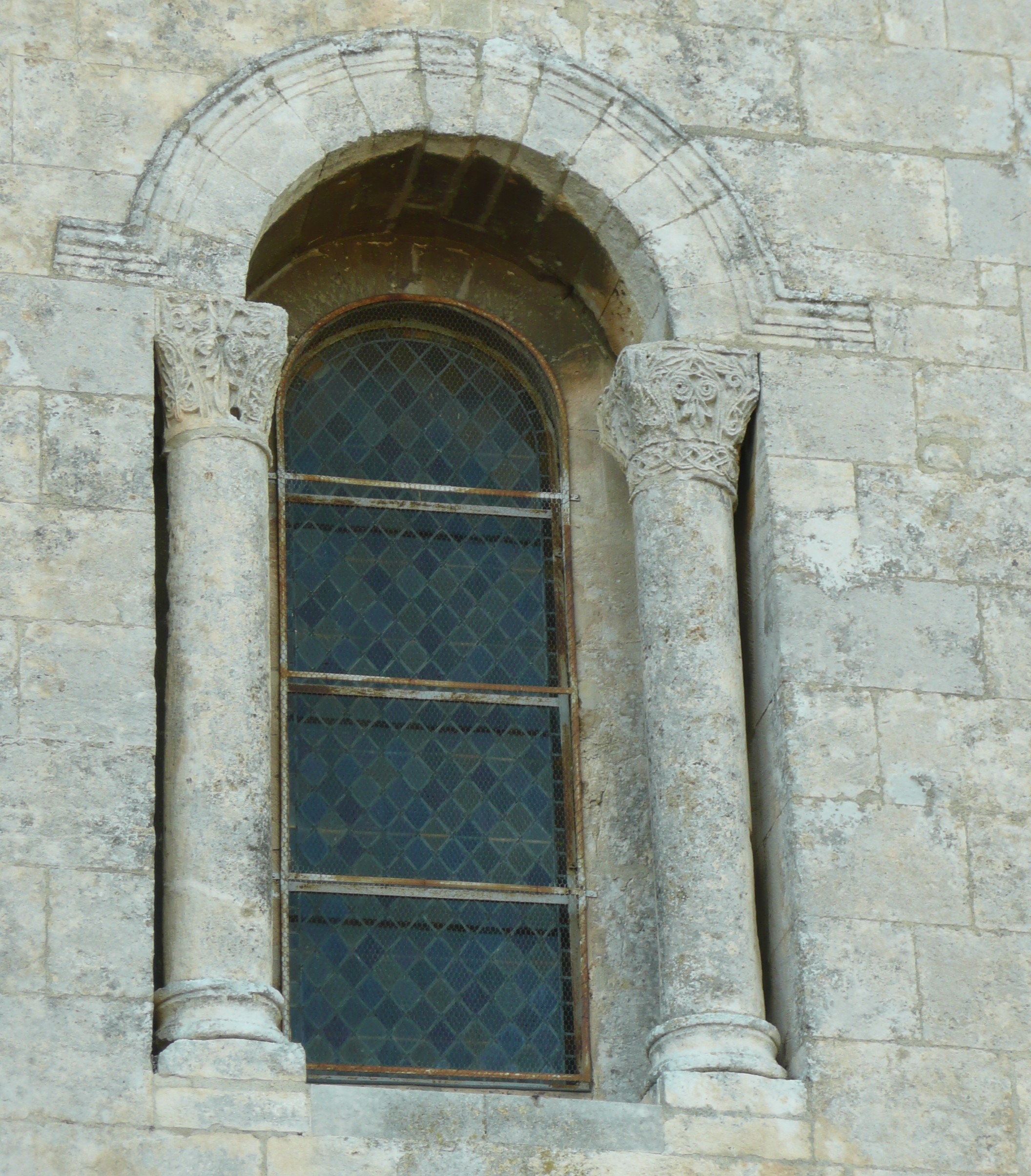
Baie de l'abside.
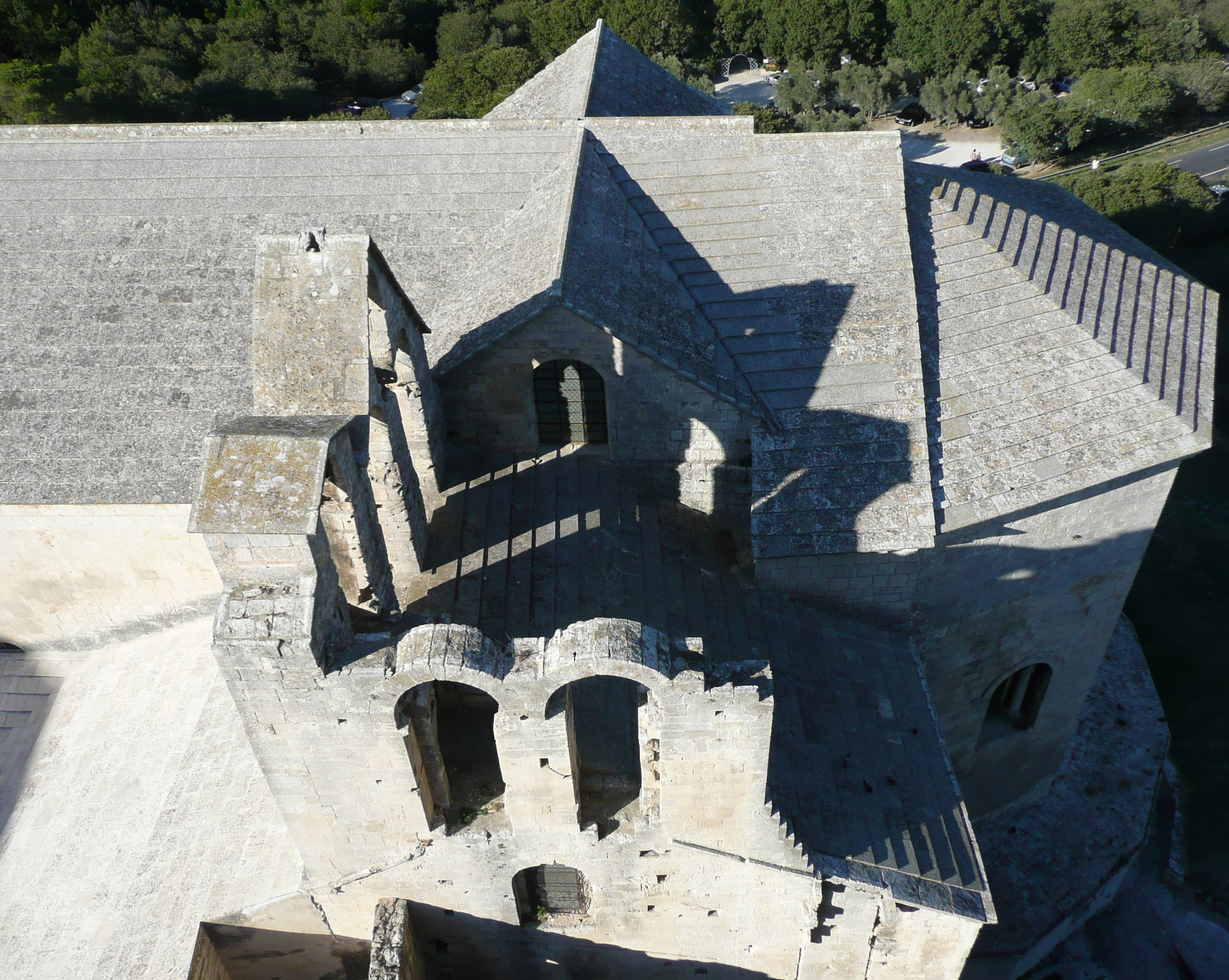
Toitures de l'abbatiale.
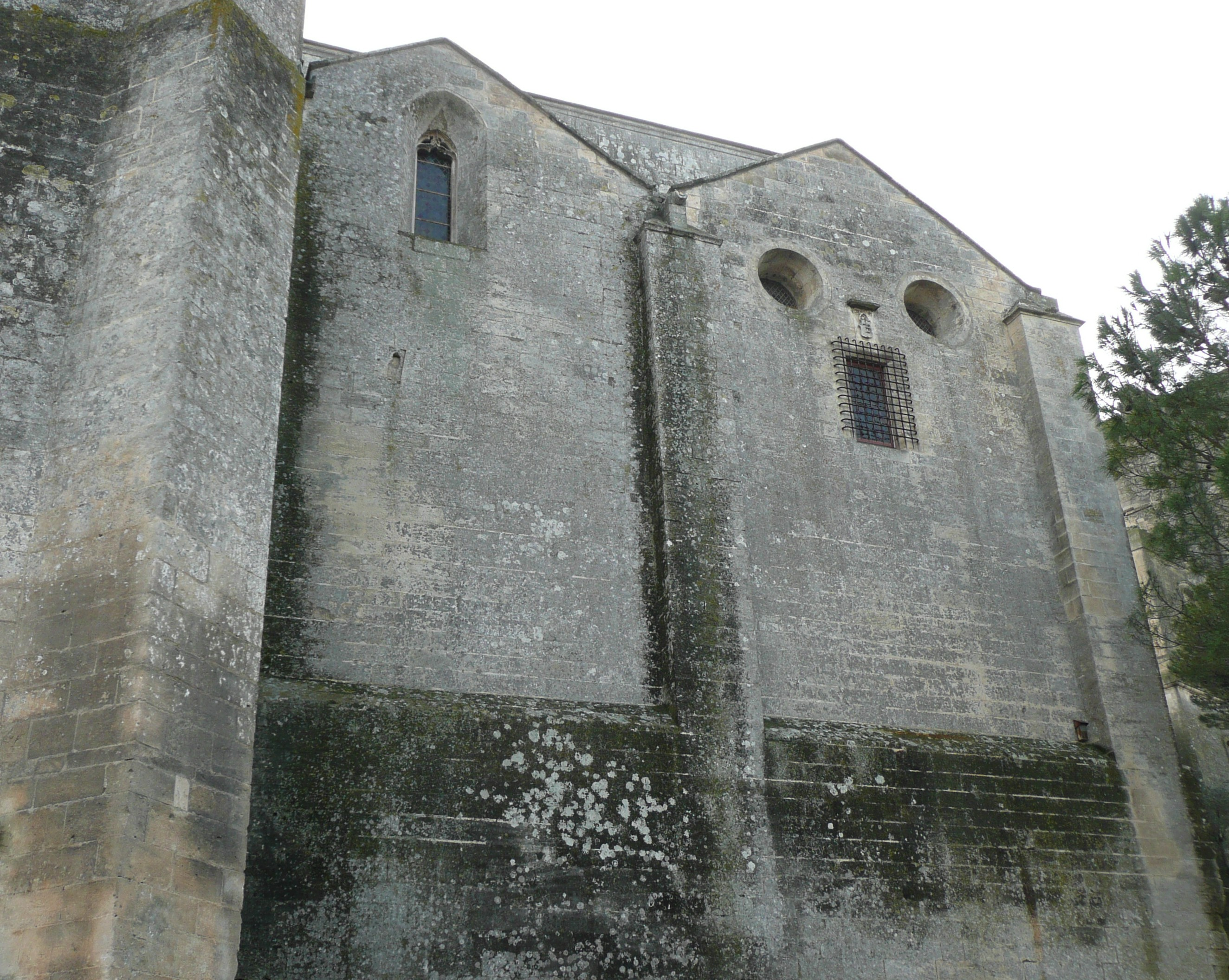
Façade nord des deux travées de la nef.
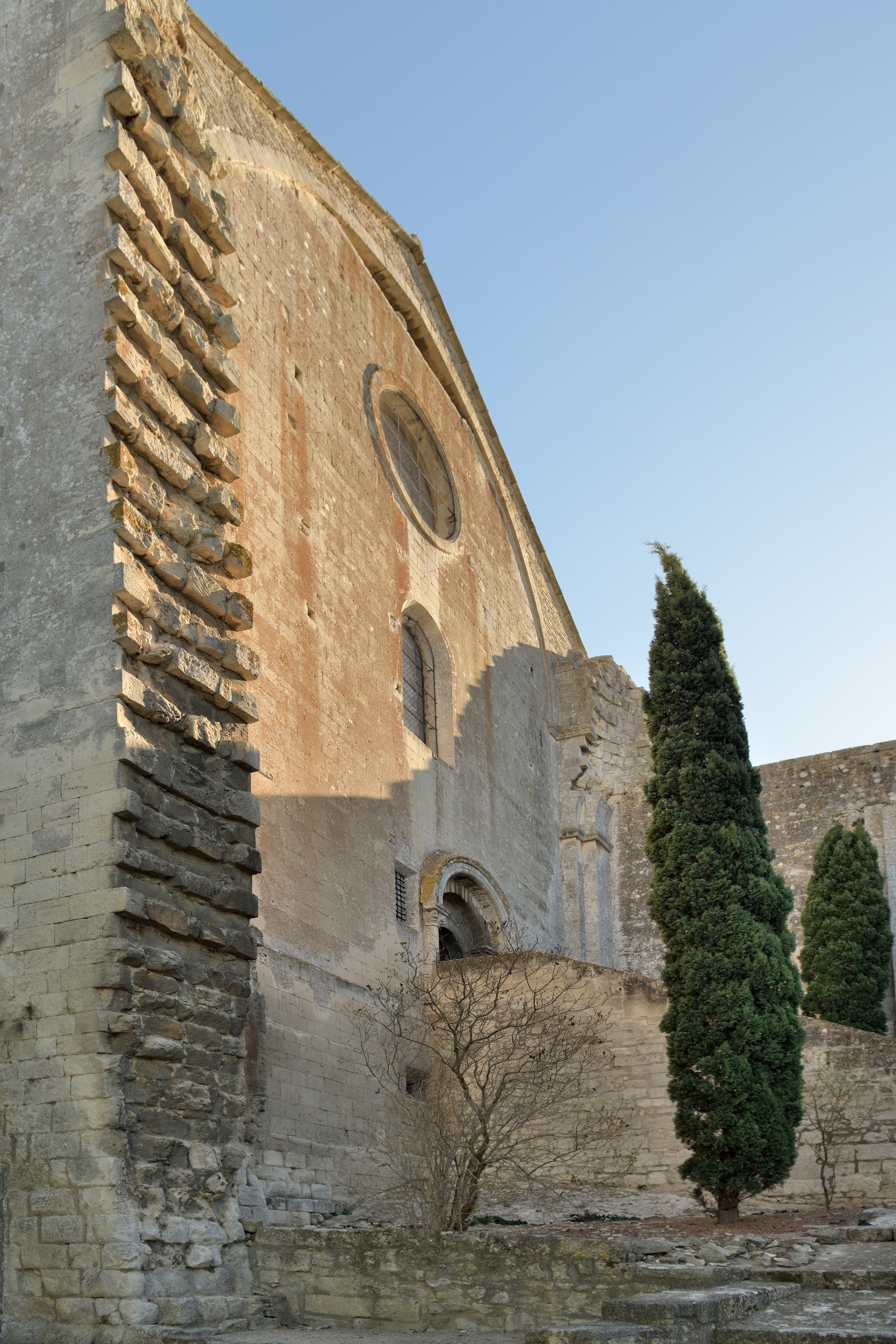
Façade ouest.

Cette église abbatiale placée sous le vocable de Notre-Dame a été édifiée probablement à l'emplacement de la première église sur le versant nord de la colline, la déclivité du terrain se trouvant compensée par la présence d'une crypte, véritable église inférieure, servant de fondation à l'église haute.

##### La crypteSaint-Benoît
Elle a très probablement joué un rôle liturgique lié au pèlerinage de la Sainte-Croix jusqu'à la construction de la chapelle dédiée de même nom. Adaptée à la configuration du terrain, elle est presque entièrement troglodytique du côté sud alors qu'à l'opposé elle repose sur de fortes substructions.
Cas unique en Provence, elle présente un plan concentrique avec un transept, muni de deux absidioles orientées, ouvrant sur une rotonde centrale entourée d'un déambulatoire desservant cinq chapelles rayonnantes, un des chefs-d'œuvre architecturaux de Montmajour.
Ce déambulatoire est un couloir semi-circulaire haut et étroit dont la voûte assisée en berceau continu aspire le regard grâce à la concavité de son volume courbe à peine distrait par les corbeaux ayant servi à porter les cintres d'échafaudage. Au centre de la nef une travée rectangulaire conduit à la rotonde, coiffée d'une coupole, et dont les épais murs sont percés de cinq baies en plein cintre ouvertes chacune dans l'axe des cinq chapelles rayonnantes, conférant à l'ensemble une transparence symbolique imprégnée de mystère. Chacune de ces chapelles ou absidioles constitue un petit sanctuaire miniature avec son petit autel secondaire au centre d'une brève travée de chœur en berceau ouvrant sur l'abside principale voûtée en cul-de-four ; elles sont logées chacune dans un saillant rectangulaire de la couronne extérieure polygonale et reçoivent les premières lueurs du jour pour éclairer leur autel grâce à une étroite fenêtre axiale.
Dans toute cette église basse, on ne peut qu'admirer l'extrême qualité de l'appareillage, avec la finesse des layages, ses tailles pointillées ou en feuilles de fougère ; mais c'est surtout dans le transept que s'impose un art de bâtir hérité du mode de construction des grands monuments gallo-romains provençaux. Du côté sud ce transept a été creusé dans la roche dont le front de taille est resté brut sur les parois, alors qu'au nord il repose sur de massives fondations, accrochées au flanc de la colline, remarquables par la spectaculaire inégalité de largeur des quatre arcs-doubleaux supportant les voûtes. Leur épaisseur croit, en effet, de façon importante depuis le sud où le premier, ancré directement dans le roc, n'a qu'un mètre de large, jusqu'au quatrième, à l'extrême nord, qui atteint trois mètres quatre-vingts.

##### L'église haute
Caractéristique de l'architecture romane provençale à son apogée au milieu du XIIe siècle : simplicité du plan, plénitude des volumes, nudité des parements pratiquement sans décor, puissance des murs gouttereaux doublés de profondes arcatures, élégance des voûtes en berceau légèrement brisé et renforcé de doubleaux à ressauts retombant sur des piles cruciformes à arêtes vives ; cette vaste église à nef unique de presque 14 mètres de large devait originellement comprendre cinq travées, mais, pour des raisons financières, deux seulement furent réalisées, restreignant quelque peu ses impressionnantes proportions pour un édifice roman.

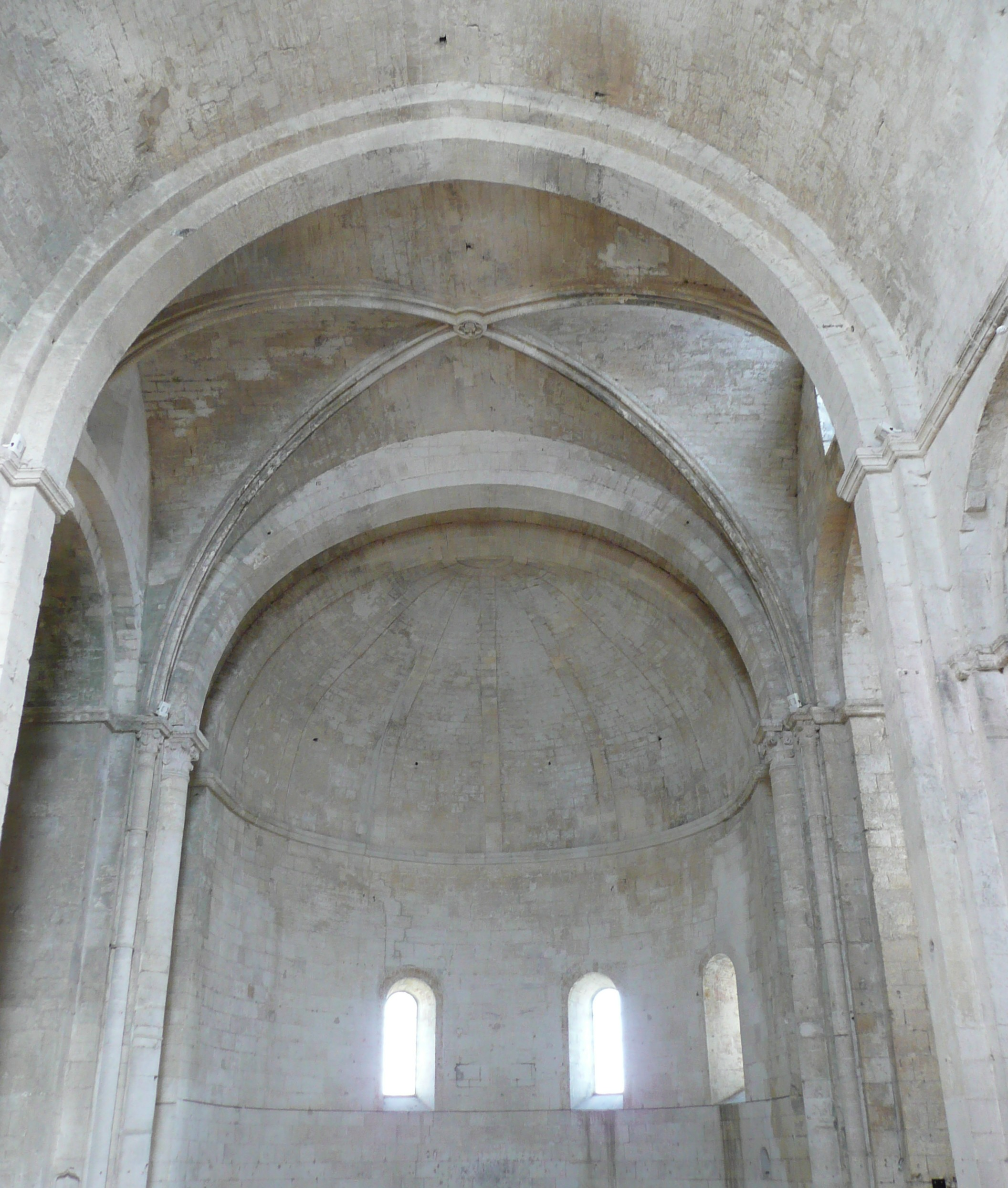
Croisée du transept et derrière l'abside.
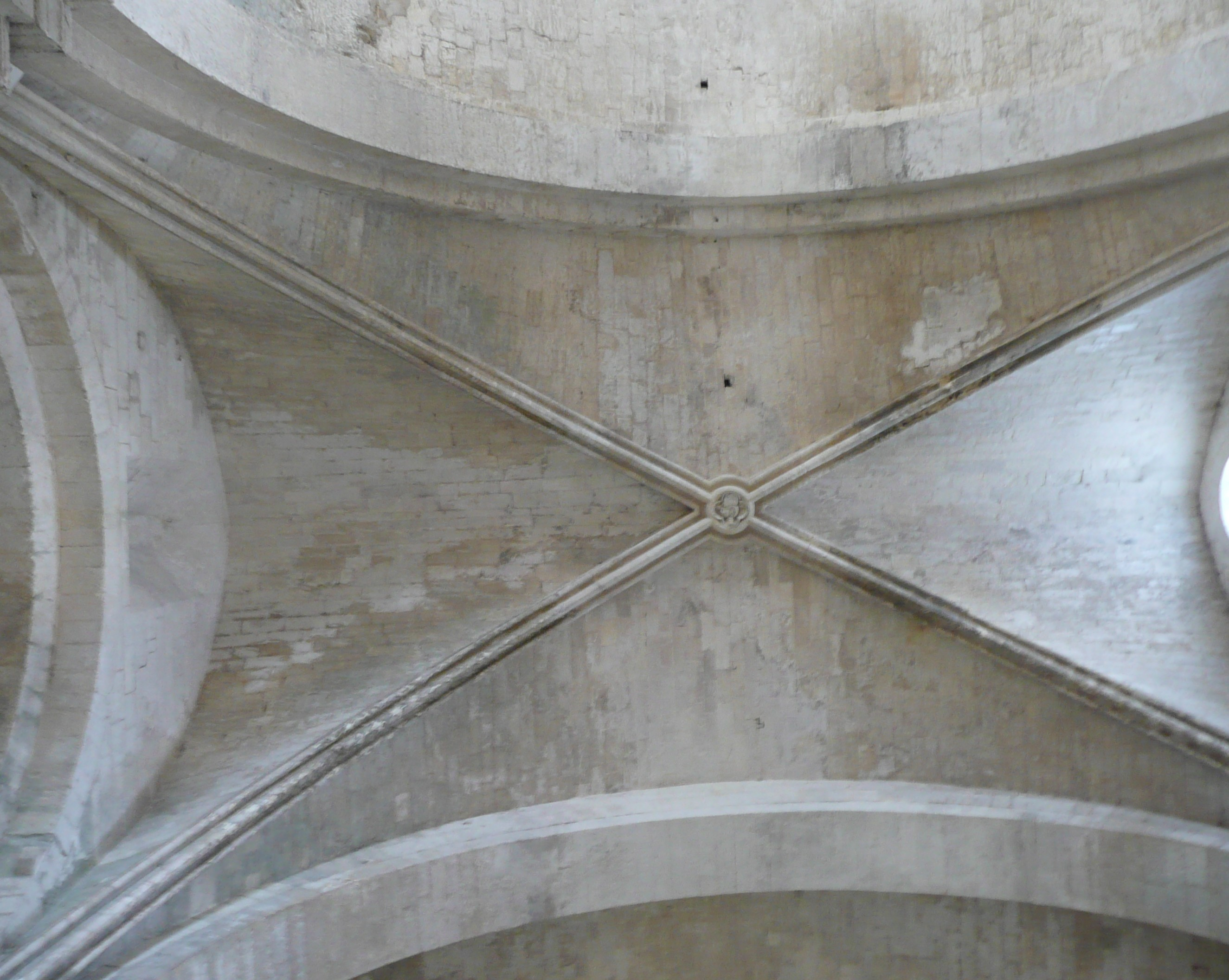
Voûte de la croisée du transept.
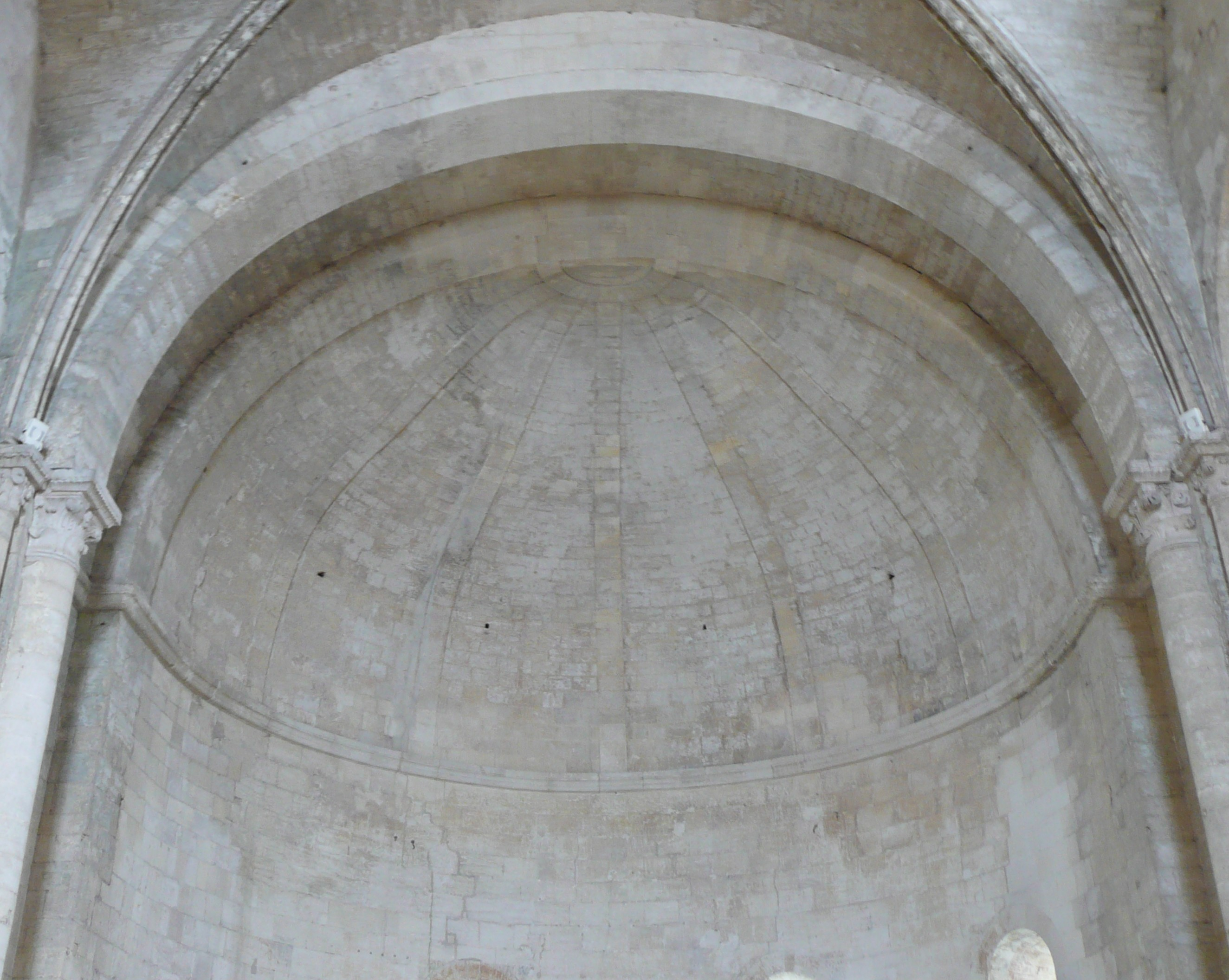
Voûte en cul-de-four de l'abside.
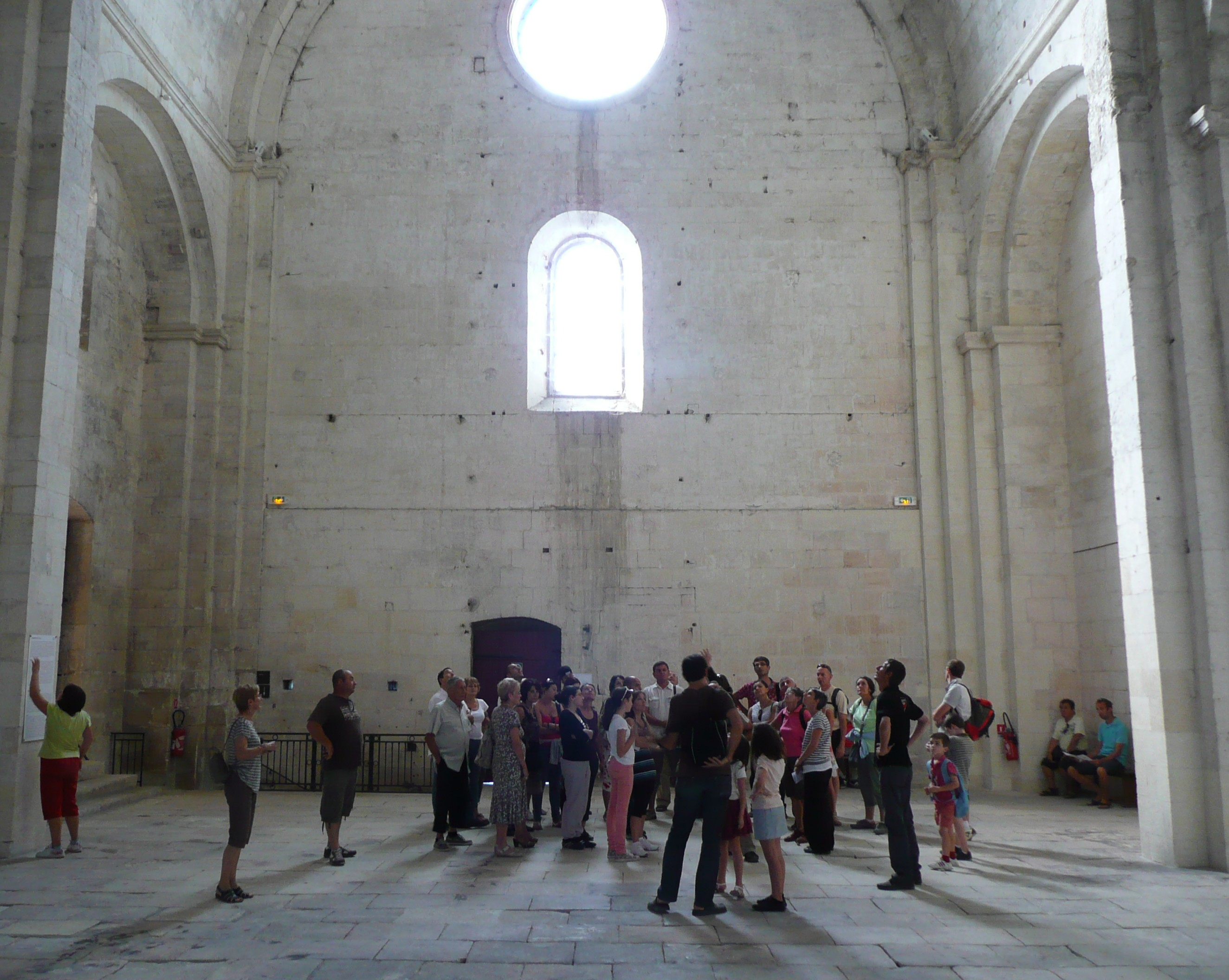
Mur ouest.
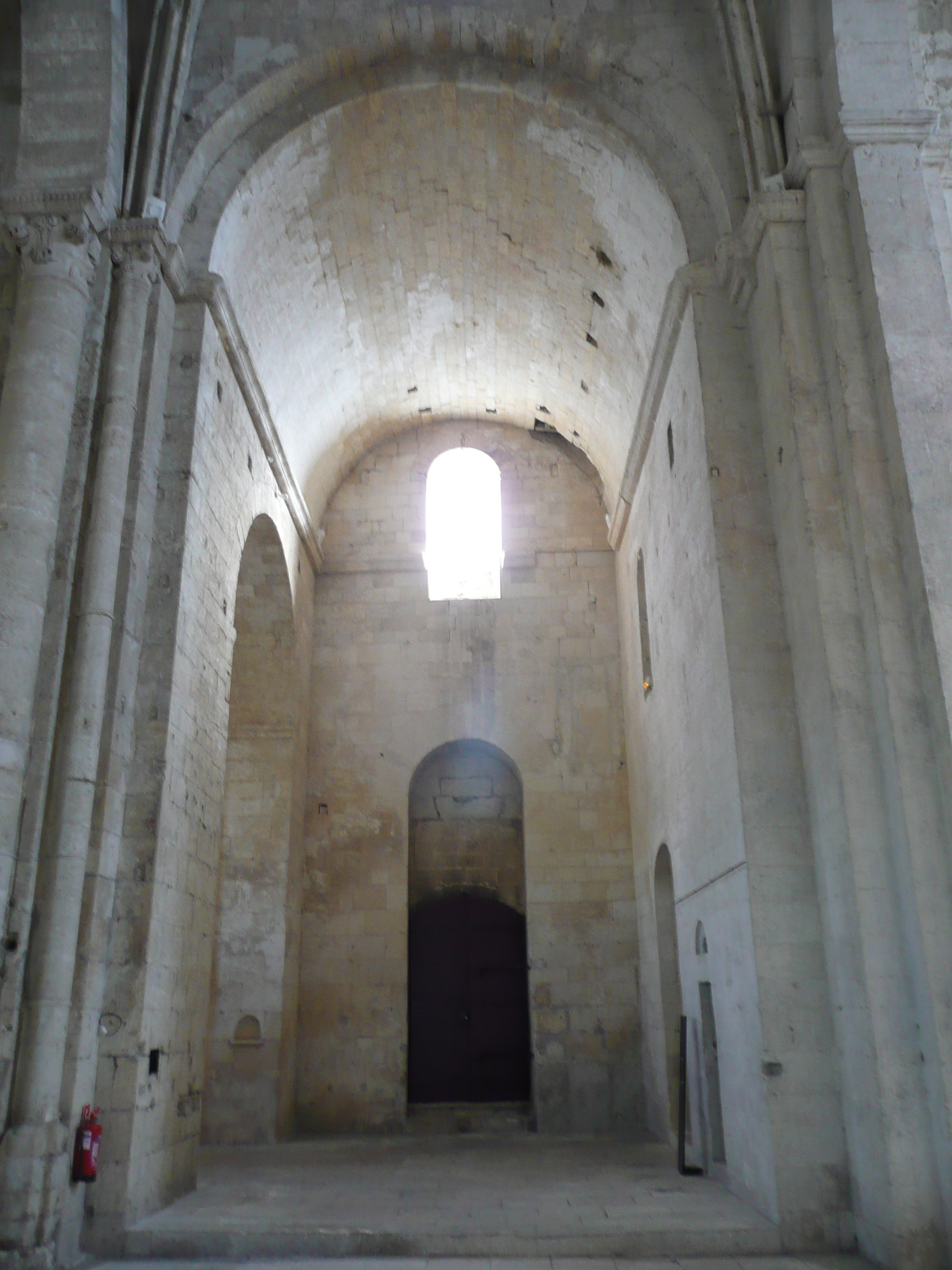
Croisillon sud.

Son abside, de plan semi-circulaire, au diamètre égal à la largeur de la nef, est remarquable par sa couverture en cul-de-four magnifiquement appareillée et sous-tendue par cinq nervures très plates issues du cordon de la naissance de la voûte et s'amortissant en demi-cercle contre le bandeau de la travée du chœur. Afin de se protéger du redoutable Mistral et de ne pas affaiblir les murs nord édifiés sur la crypte, toute la façade nord est aveugle et les trois larges baies en plein cintre ébrasées vers l'intérieur et éclairant le chœur sont disposées asymétriquement de part et d'autre de l'axe médian : deux au sud-est, l'autre au nord-est.
Illustrant une fois de plus l'influence des modèles antiques sur l'architecture romane provençale, la travée de chœur, logée entre l'abside et l'arc triomphal, comme souvent en Provence et comme dans les salles chaudes des thermes romains arlésiens, est singulièrement étroite.
Le transept, relativement court et étroit, comporte sur chacun de ses croisillons une absidiole orientée, semi-circulaire voûtée en cul-de-four. Au sud trois portes donnaient accès au logis abbatial aujourd'hui ruiné et au cimetière rupestre, à l'escalier à vis menant au clocher, et à la salle capitulaire, seul passage encore en service. Le croisillon nord s'ouvre sur une chapelle gothique, édifiée en hors-œuvre au début du XIVe siècle, sous le vocable de Notre-Dame-la-Blanche du nom d'un groupe en marbre représentant entre autres la Vierge dont on peut encore voir quelques vestiges. Elle fut construite pour abriter la sépulture de l'abbé Bertrand de Maussang, dont les armes sont sculptées sur l'enfeu adossé au mur nord et sur la clé de voûte, ainsi que celle de sa sœur dont le tombeau est adossé au mur ouest. Dans la tombe de l'abbé furent trouvés en 1799, une crosse du XIIIe siècle dont la volute représente l'Annonciation et un ciboire de la fin du XIIe siècle signé « maître Alpais », tous deux exposés au département des Objets d'Art du Louvre à Paris. Dans le mur ouest de cette chapelle, une porte permet d'entrer dans deux chapelles en enfilade, bâties au XVe siècle sur le flanc nord de la nef par la famille arlésienne de Loys : la première ayant servi par la suite de sacristie avec un beau lavabo en pierre du XVIIIe siècle et la seconde ayant abrité le trésor des chartes de l'abbaye, malheureusement rongées par l'humidité dès le XVIIe siècle.
La croisée du transept, de plan barlong (rectangle assez allongé) à cause de la grande largeur de la nef, a été remontée au XIIIe siècle comme le prouve sa voûte d'ogives dont la clé s'orne d'un quatre-feuilles ou quadrilobe avec au centre un Christ bénisseur, et qui retombe sur deux colonnettes surmontées de chapiteaux gothiques à crochets, seuls éléments de décoration tardive de l'église avec les colonnes voisines supportant l'arc triomphal. Au sud, sa partie haute a été percée de deux larges baies éclairant largement l'emplacement jadis occupé par le maître-autel, ceci à l'époque (vers 1180) de la construction de la salle capitulaire et de la galerie nord du cloître qui a entraîné l'obturation des ouvertures primitives du flanc sud de la nef. D'ailleurs une ligne de reprise d'ouvrage, visible sur le premier pilier nord de cette nef, indique que deux campagnes successives ont été nécessaires : vers 1150 crypte, abside et croisillon nord, puis avant 1180 croisillon sud et deux travées de la nef ainsi que le mur provisoire fermant l'église à l'ouest devenu définitif par manque de moyens financiers.

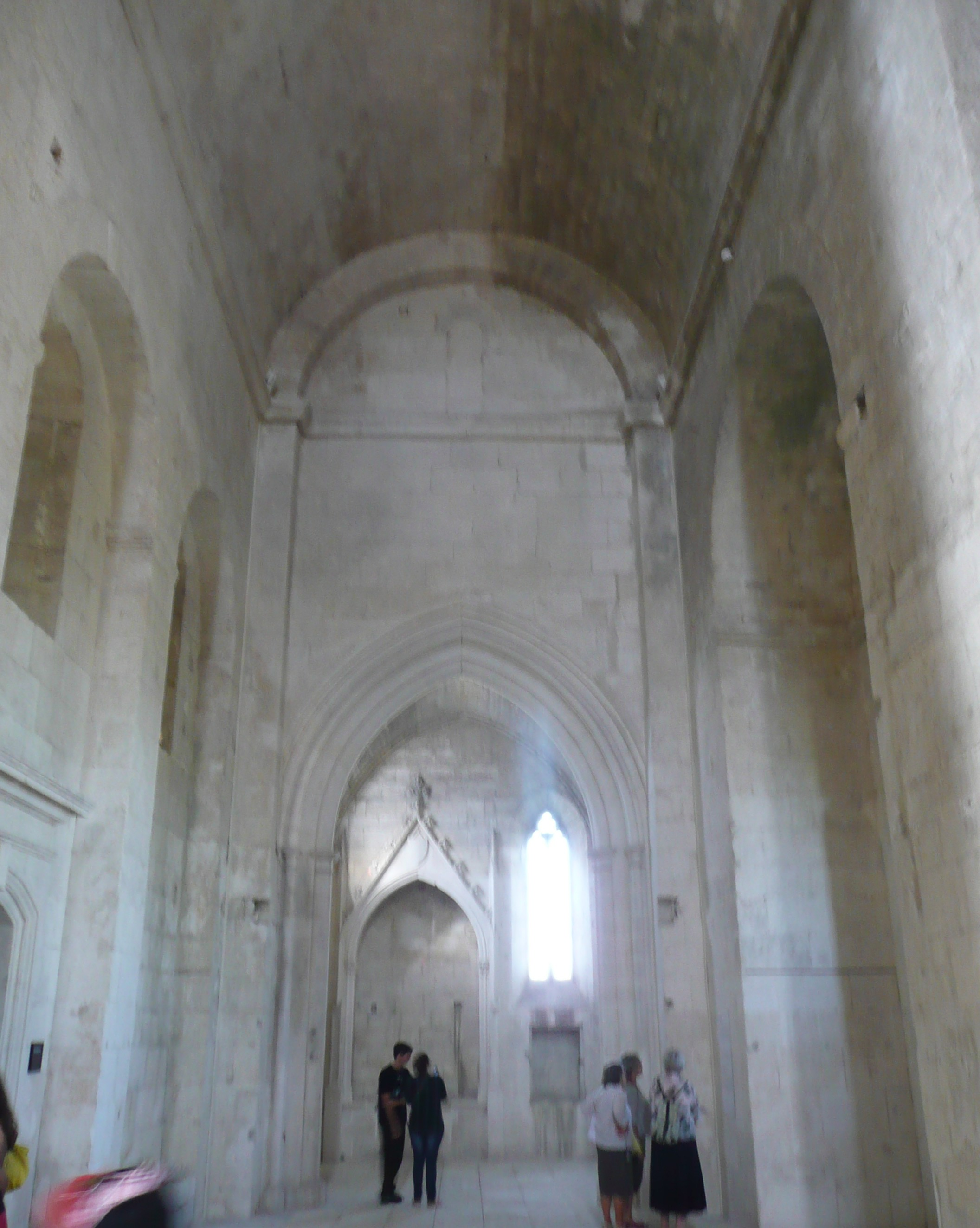
Croisillon nord.
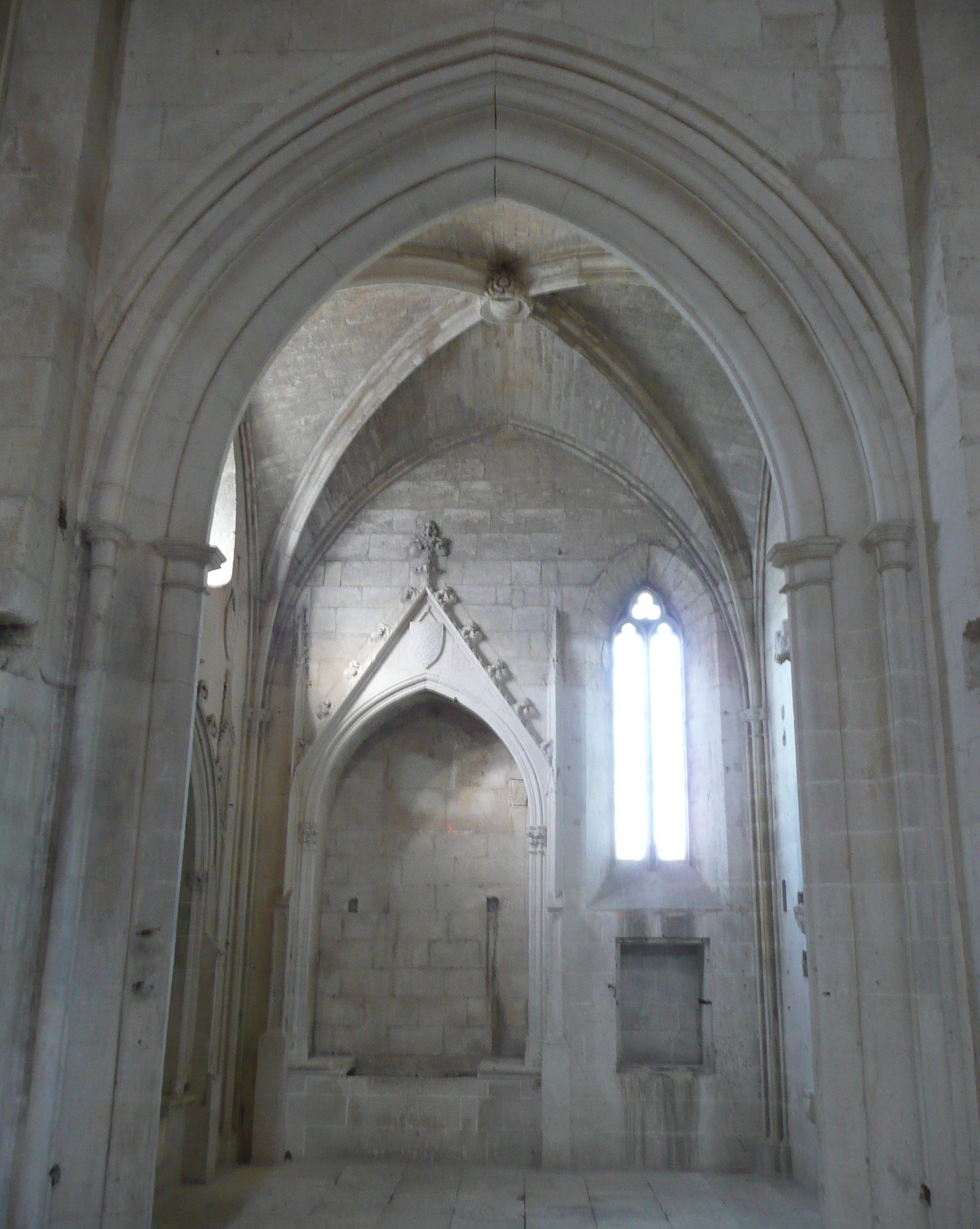
Chapelle gothique Notre-Dame-La-Blanche.
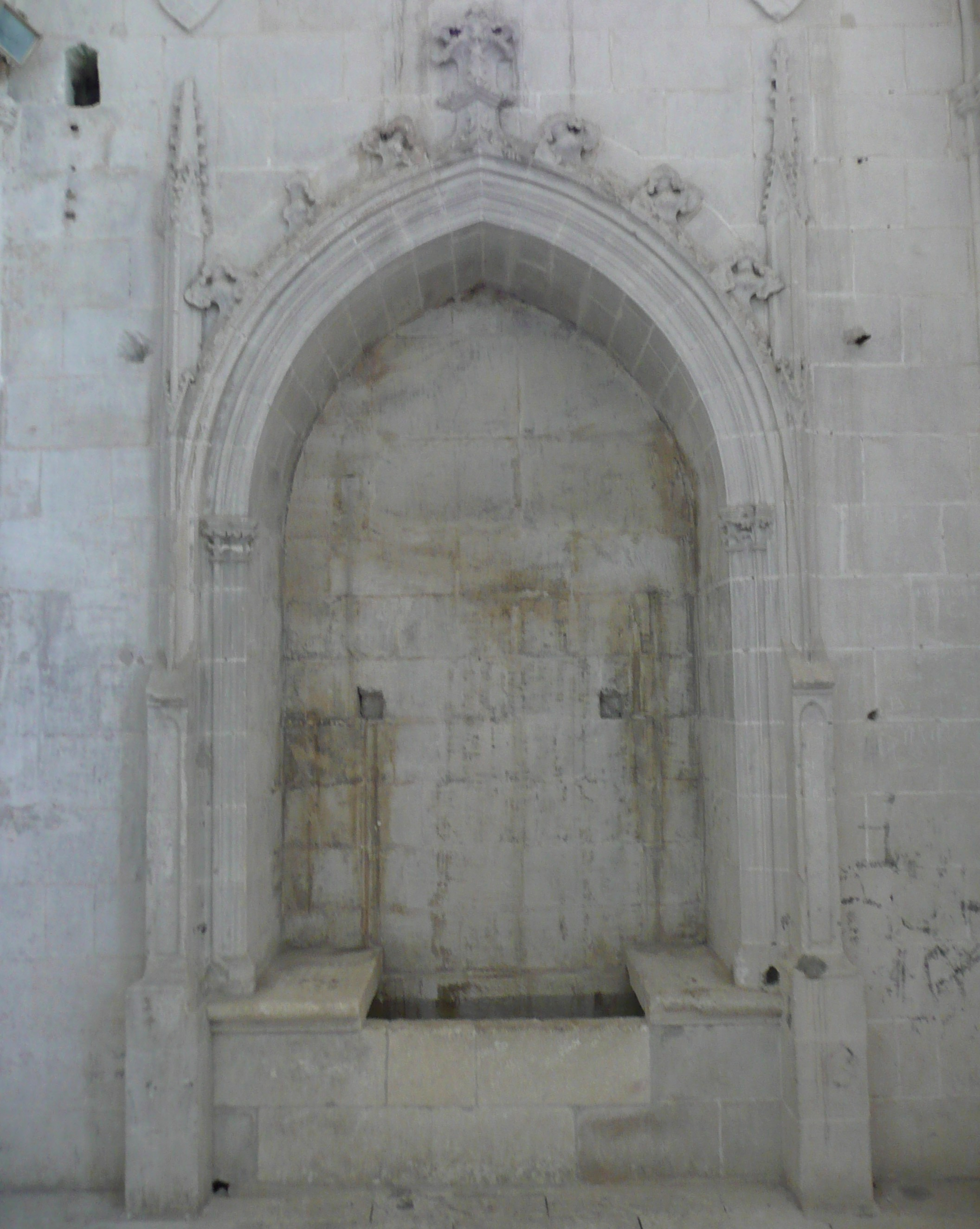
Tombe de la sœur de l'abbé de Maussang.
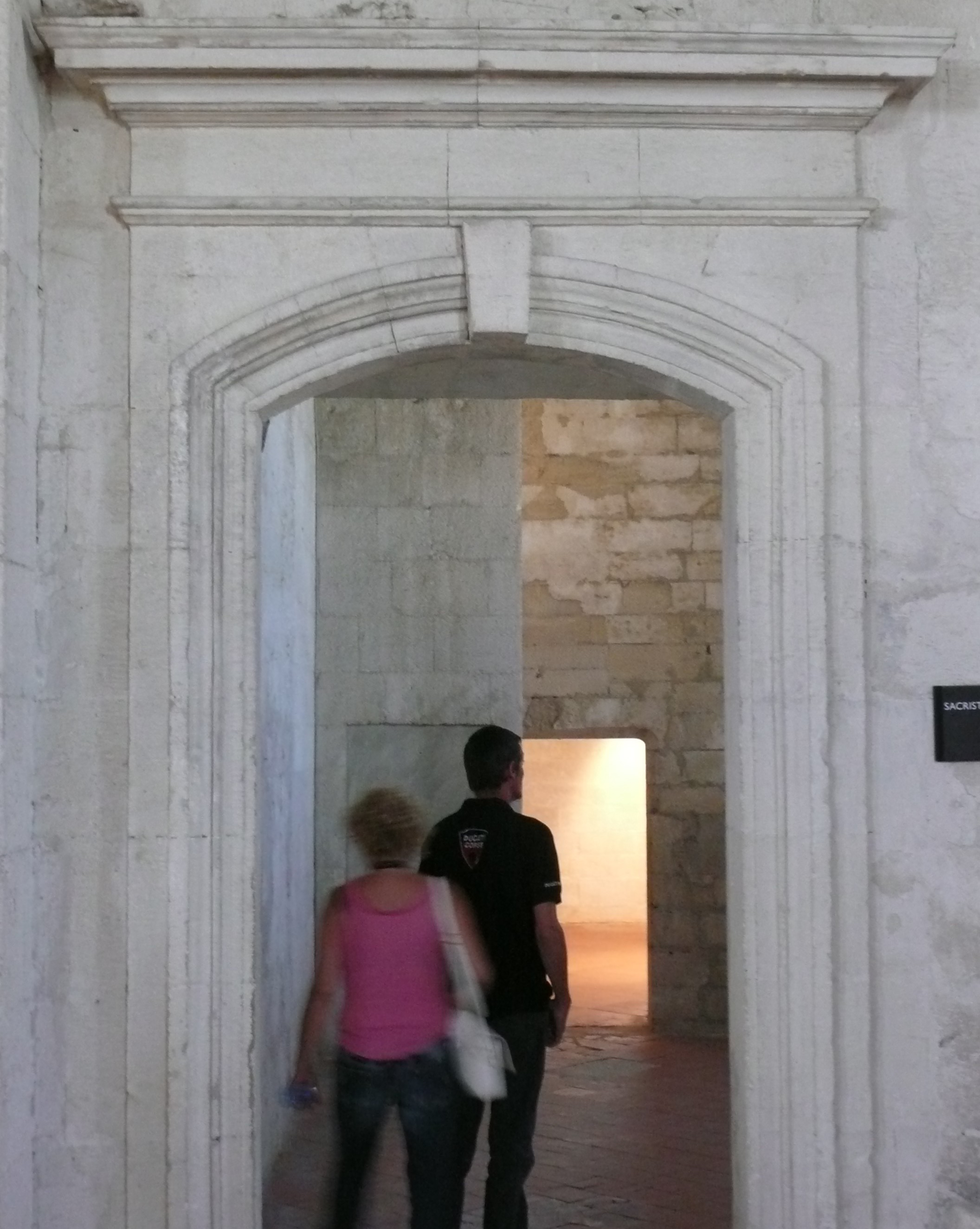
Porte de la sacristie.
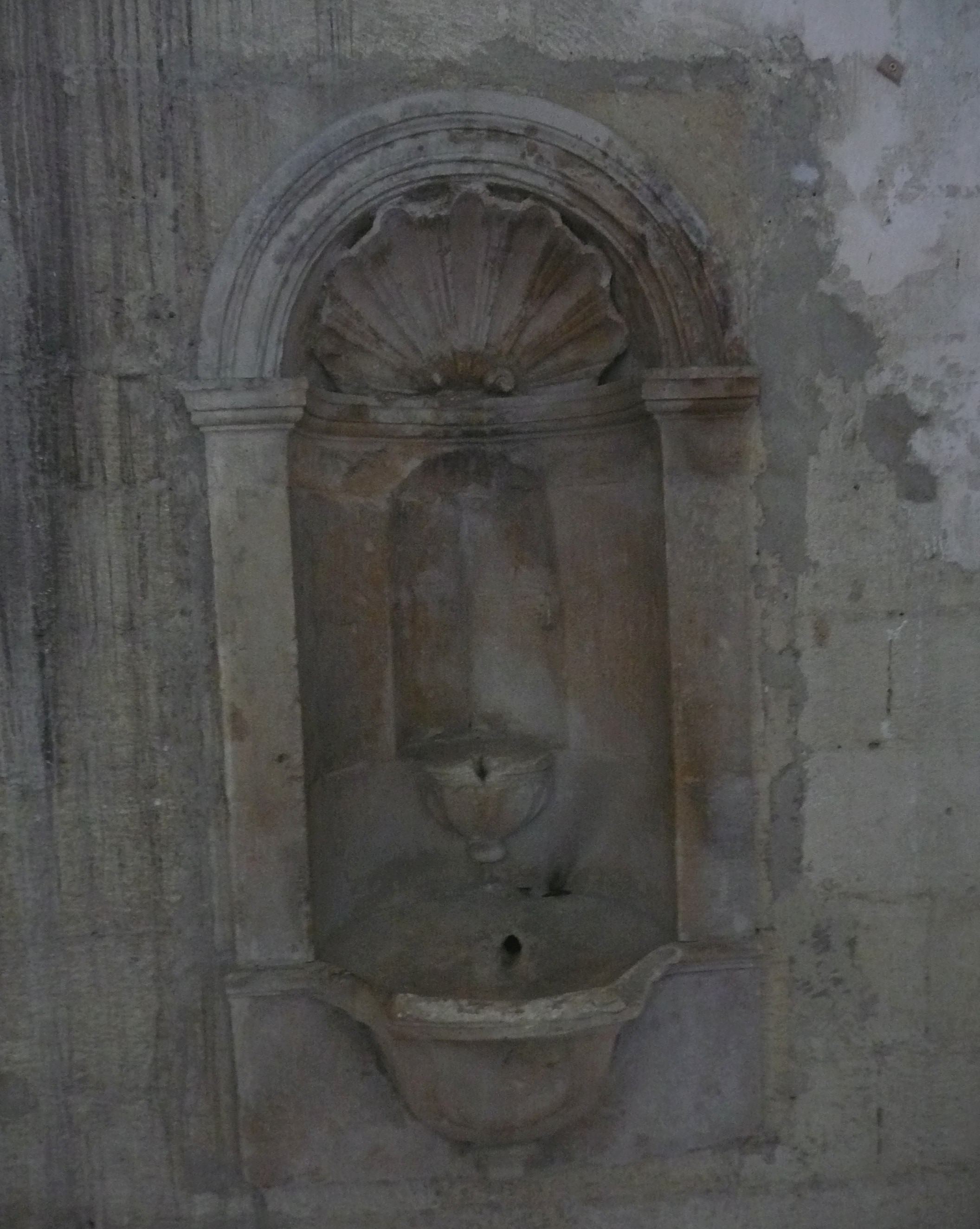
Lavabo de la sacristie.

#### Le cloître et les autres bâtiments conventuels
Le cloître, précédé à l'est de la salle capitulaire, s'insère dans l'angle formé par le bras sud du transept et la nef. Il adopte la forme d'un rectangle de 24 mètres sur 27 et ses galeries spacieuses (4,30 mètres de large) délimitent une cour centrale abritant une citerne, accessible par un puits, recueillant l'eau de pluie collectée par l'impluvium formé par des dalles de toiture imbriquées. Chaque galerie du cloître, voûtée en berceau, est divisée en trois travées par des arcs-doubleaux s'amortissant sur des consoles sculptées, éléments les plus authentiques subsistant de nos jours du décor roman originel. Chaque travée s'ouvre sur le patio par une large baie, encadrée, sauf au sud, de fortes piles de section rectangulaire plaquées de panneaux aux longues cannelures, et étayée par une arcature en plein cintre soulignée d'une archivolte et retombant sur des colonnettes géminées reposant sur un haut mur bahut, quadruple au nord et au sud, triple à l'est, l'aile ouest ayant quant à elle perdu cette disposition originelle au XVIIIe siècle. Le tout est doublé à l'extérieur, selon une disposition assez fréquente en Provence, d'un grand arc surbaissé bandé entre des piliers massifs encore renforcés par des contreforts externes comme on peut en voir dans les cryptoportiques du forum arlésien.

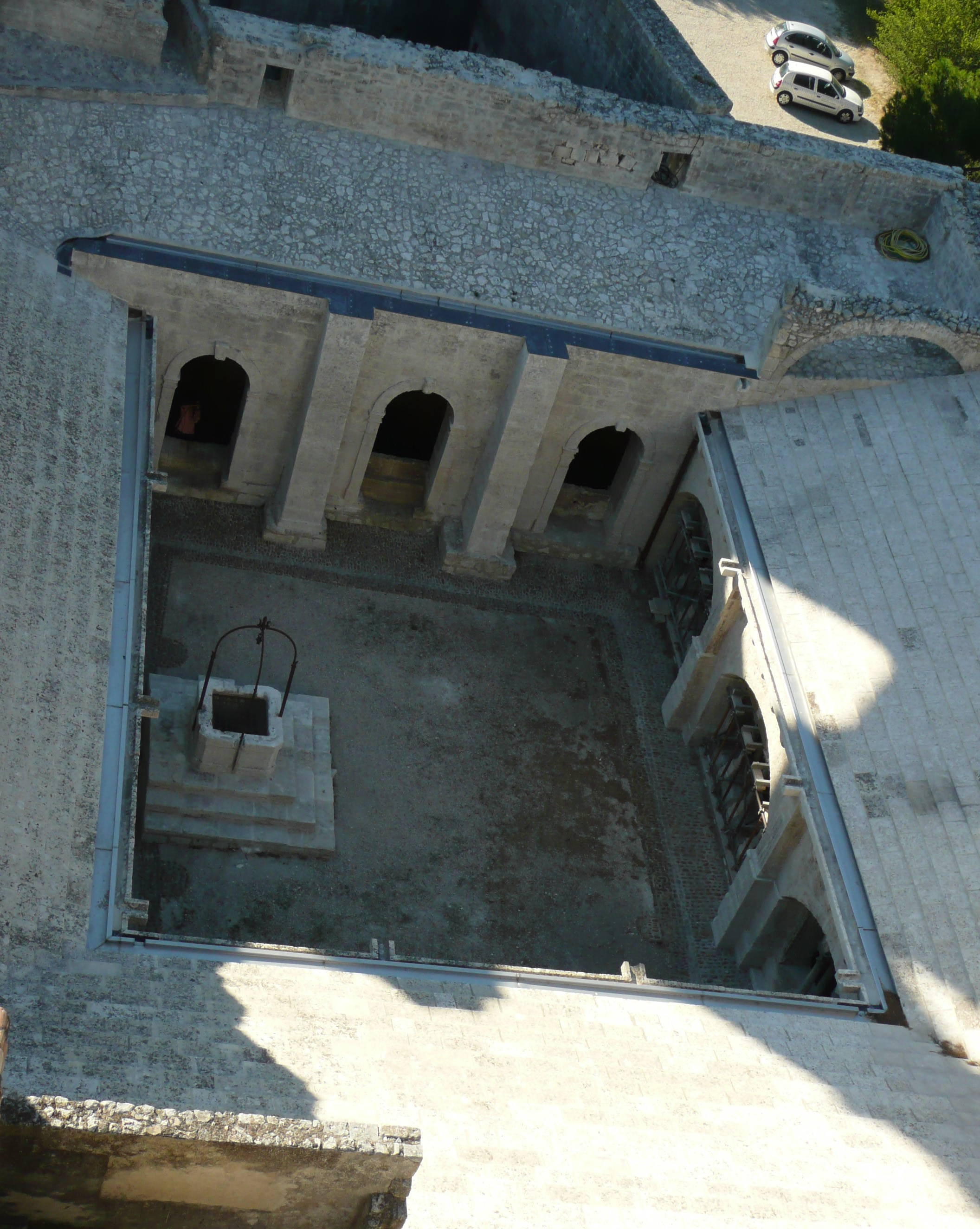
Vue générale du cloître depuis la Tour, galerie ouest.
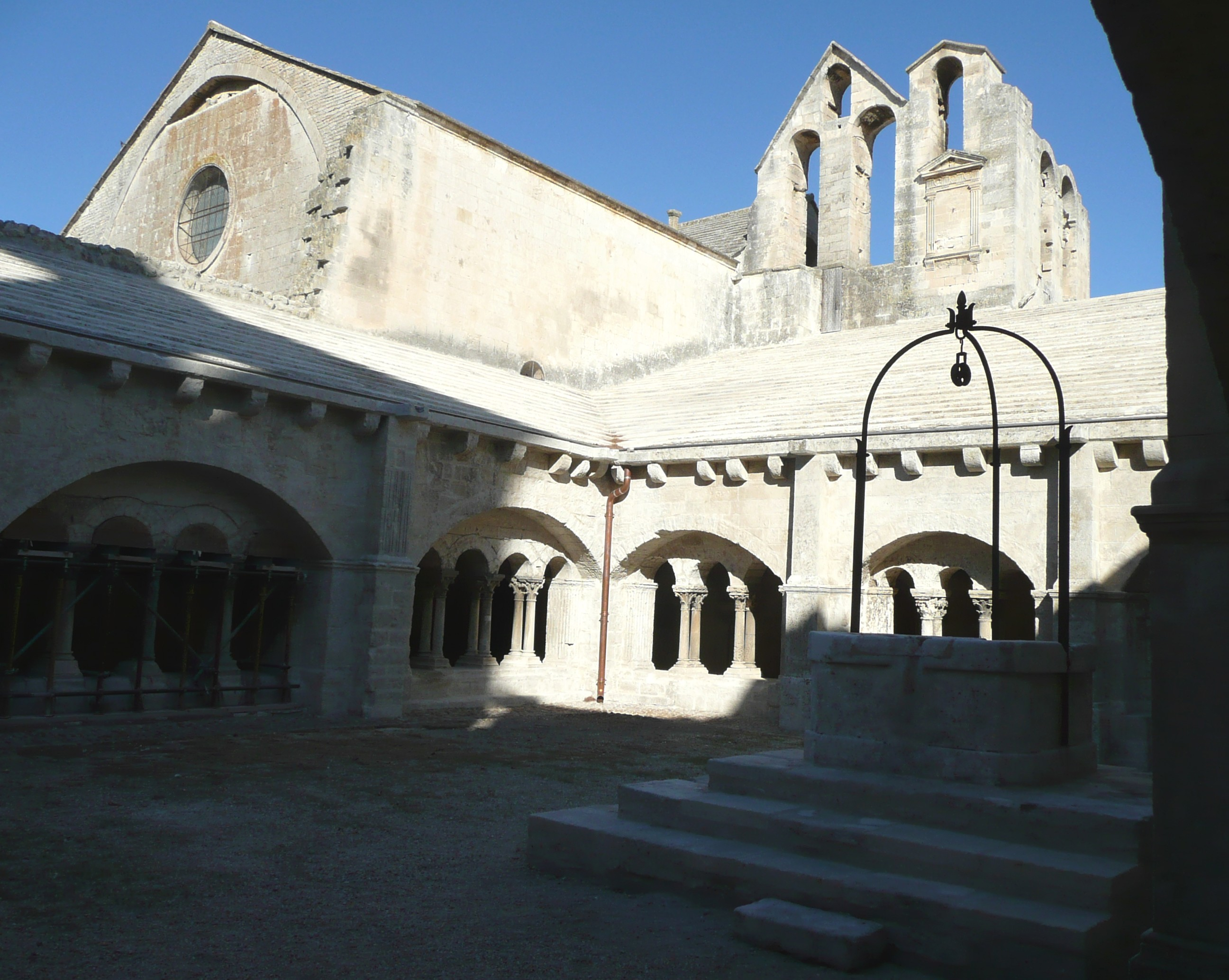
Angle nord-est avec, à l'arrière, l'abbatiale.
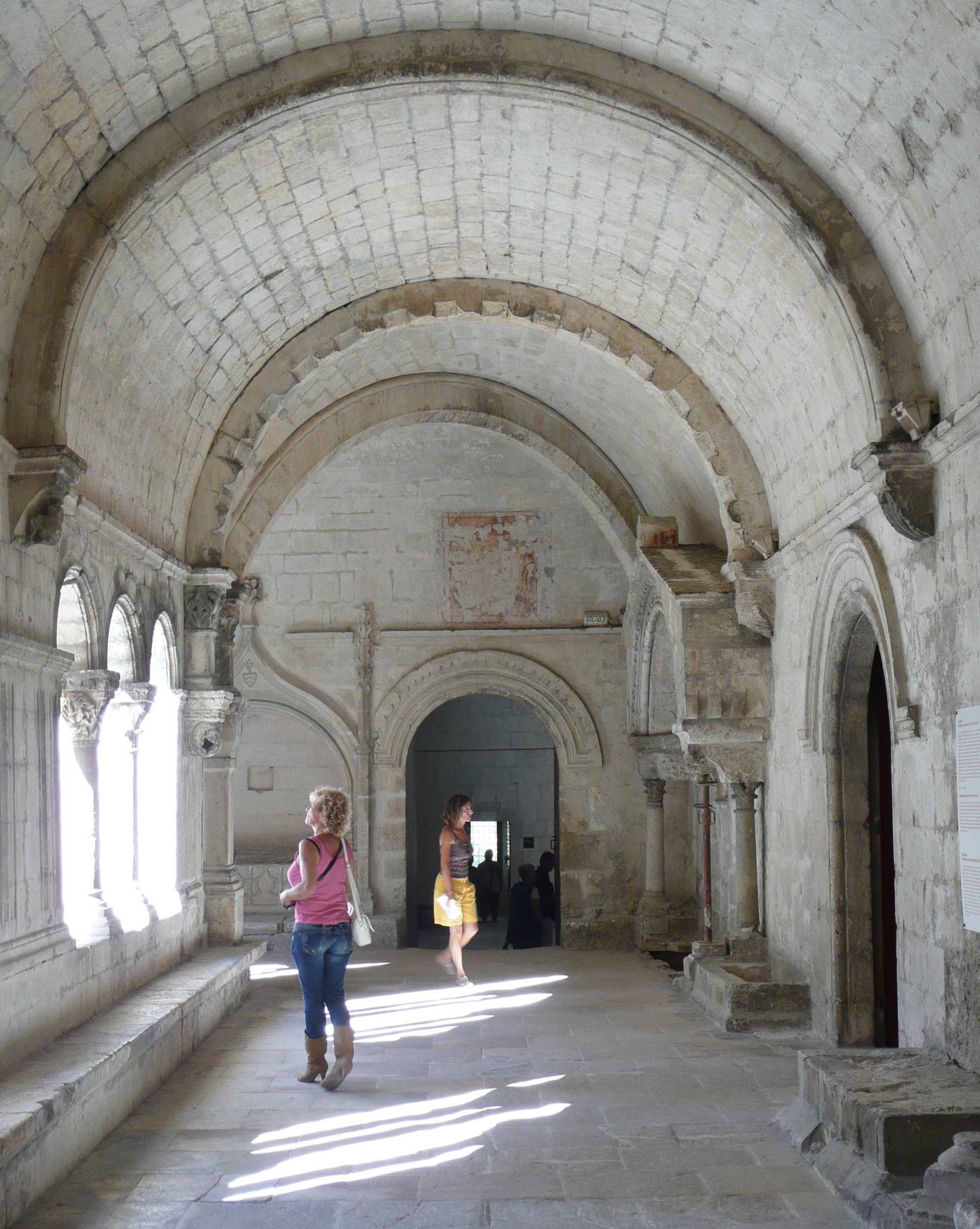
Galerie est, voûte en berceau et arcs-doubleaux délimitant les travées.
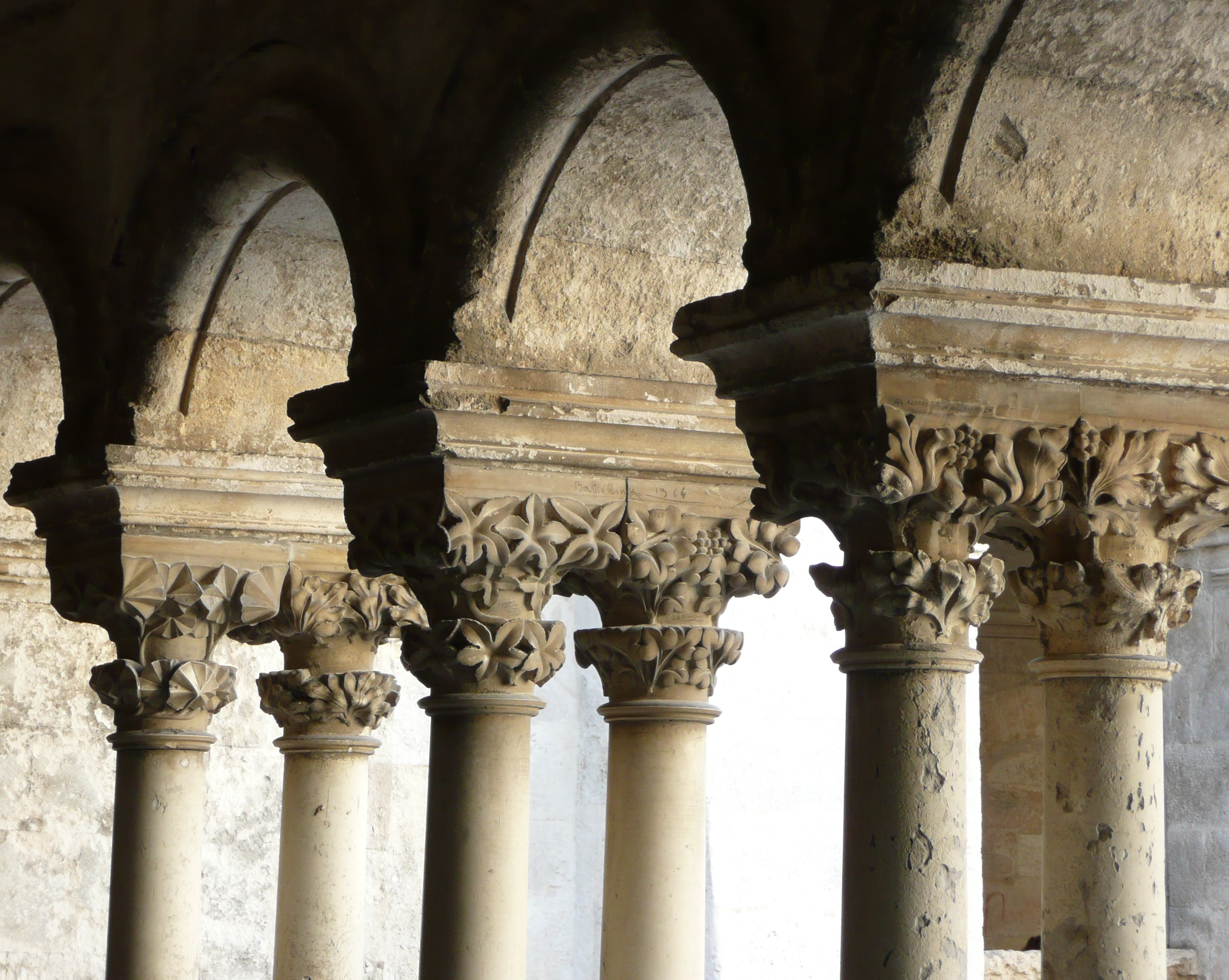
Galerie sud, baie à quadruple arcature, colonnes géminées.
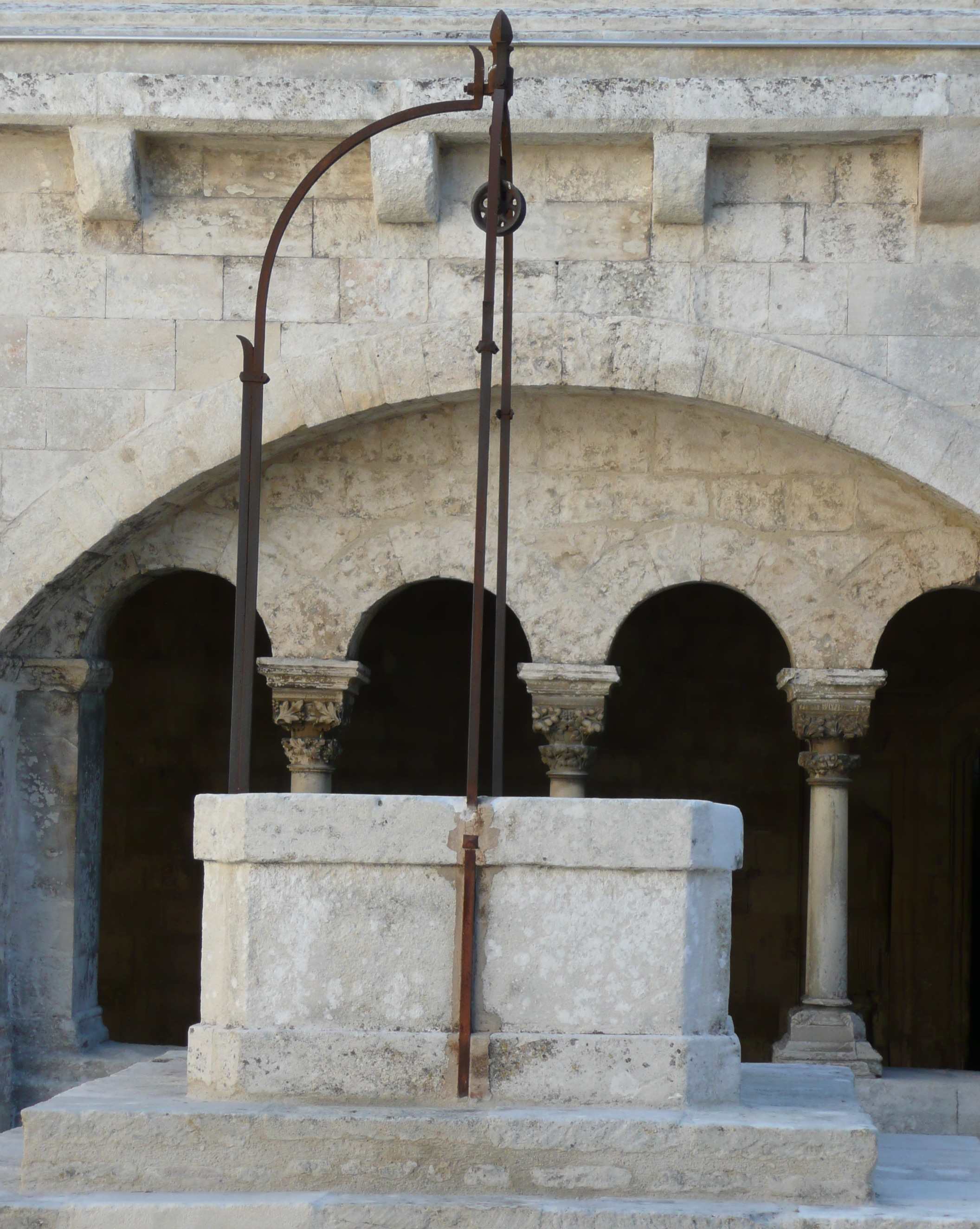
Quadruple arcature de la galerie sud.
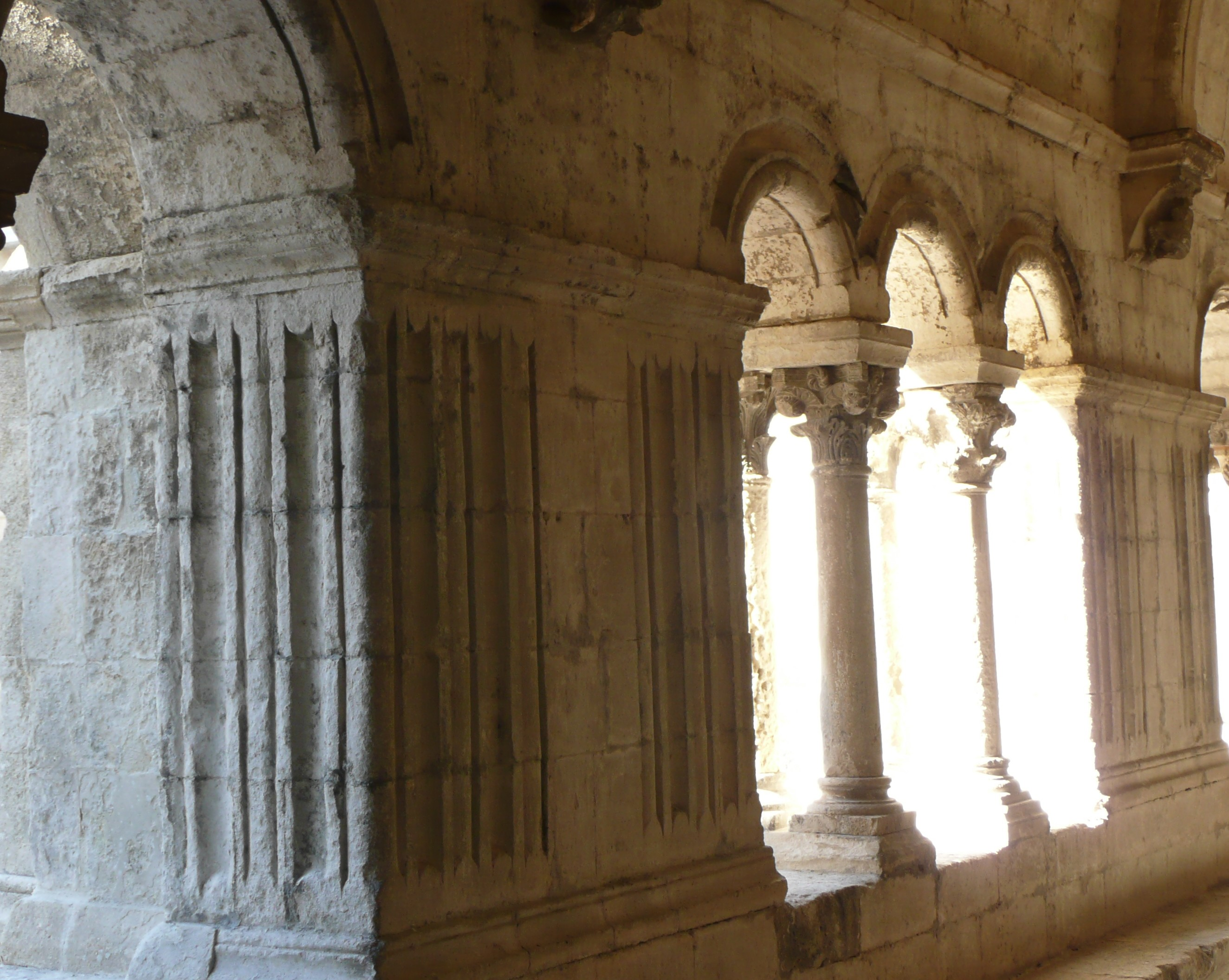
Galerie est, pile centrale cannelée.

En fonction des études stylistiques et historiques, il est possible de dater le cloître et sa construction. Le cloître est construit entre 1140 et 1290 et se trouve pratiquement terminé en 1182. La galerie nord, le début de la galerie est et la salle capitulaire auraient été terminés avant 1182. La galerie ouest suivrait de peu et précèderait l’achèvement de la galerie est. Enfin, la galerie sud serait la plus tardive et aurait été achevée au cours du XIIIe siècle. Toutefois, le décor de ce monument reste inachevé à l’époque romane et se poursuit tout le long du XIIIe siècleet du XIVe siècle. Enfin, le cloître est restauré au XIXe siècle par Henri Révoil une première fois en 1865-1866, puis en 1872-1873.
La galerie nord, la plus ancienne, a donc été édifiée lors de la deuxième campagne de construction en même temps que la nef de l'abbatiale, la salle capitulaire et la majeure partie de la galerie orientale. Sur le plan stylistique, son décor s'apparente beaucoup à celui du cloître Saint-Trophime d'Arles, avec la même ambiance antiquisante, caractéristique du XIIe siècle arlésien. Près de la porte menant à l'abbatiale, un enfeu de style flamboyant abrite le tombeau de l'abbé Jean Hugolen (mort en 1430). Au sol on peut remarquer d'autres éléments funéraires : dalles du XIIIe siècle, pierre tombale de dom Victor Capucy (mort en 1621), infirmier de l'abbaye, dalles portant la date de décès de religieux mauristes des XVIIe et XVIIIe siècles.

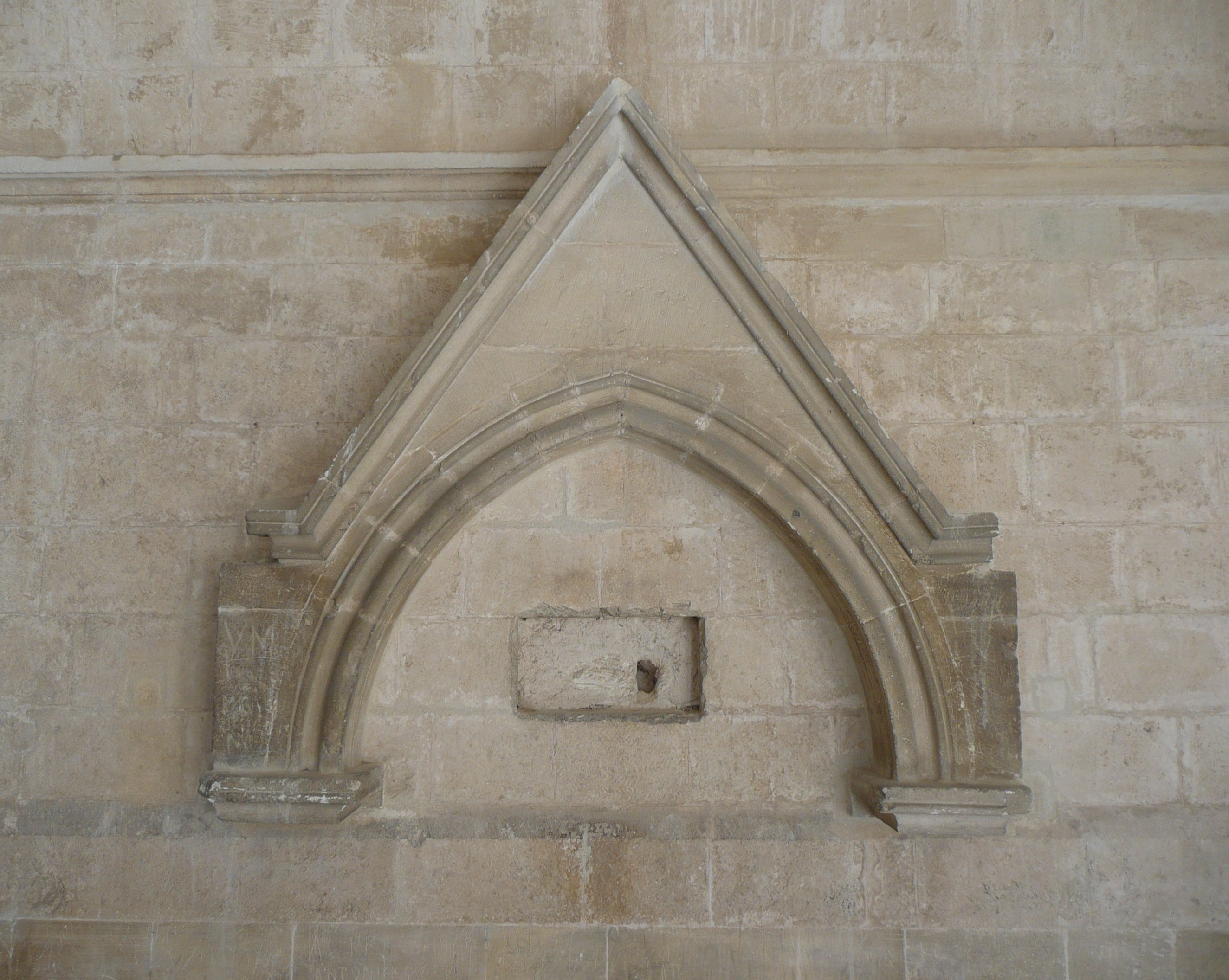
Galerie nord à côté du tombeau de Jean Hugolen.
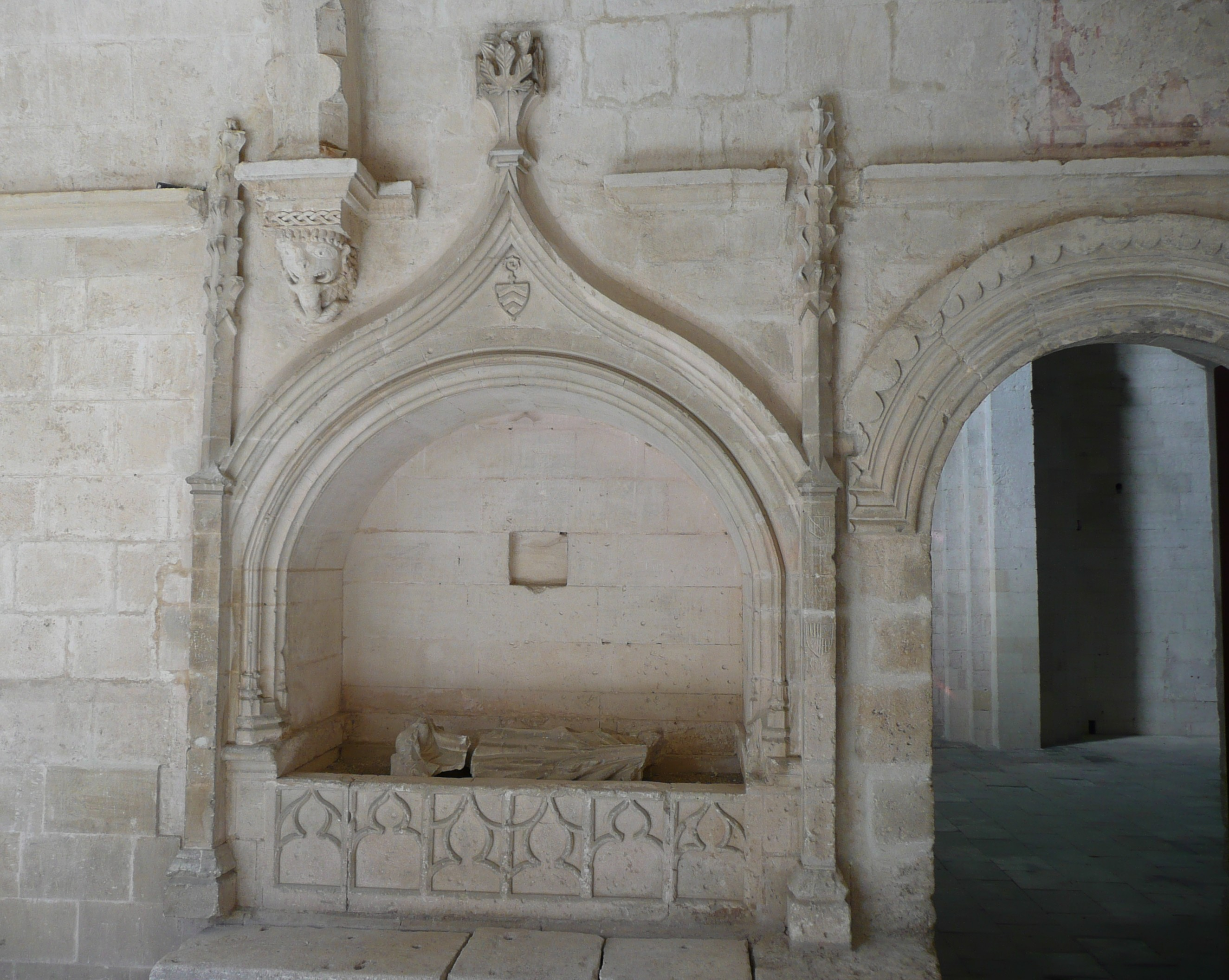
Enfeu du tombeau de l'abbé Jean Hugolen.
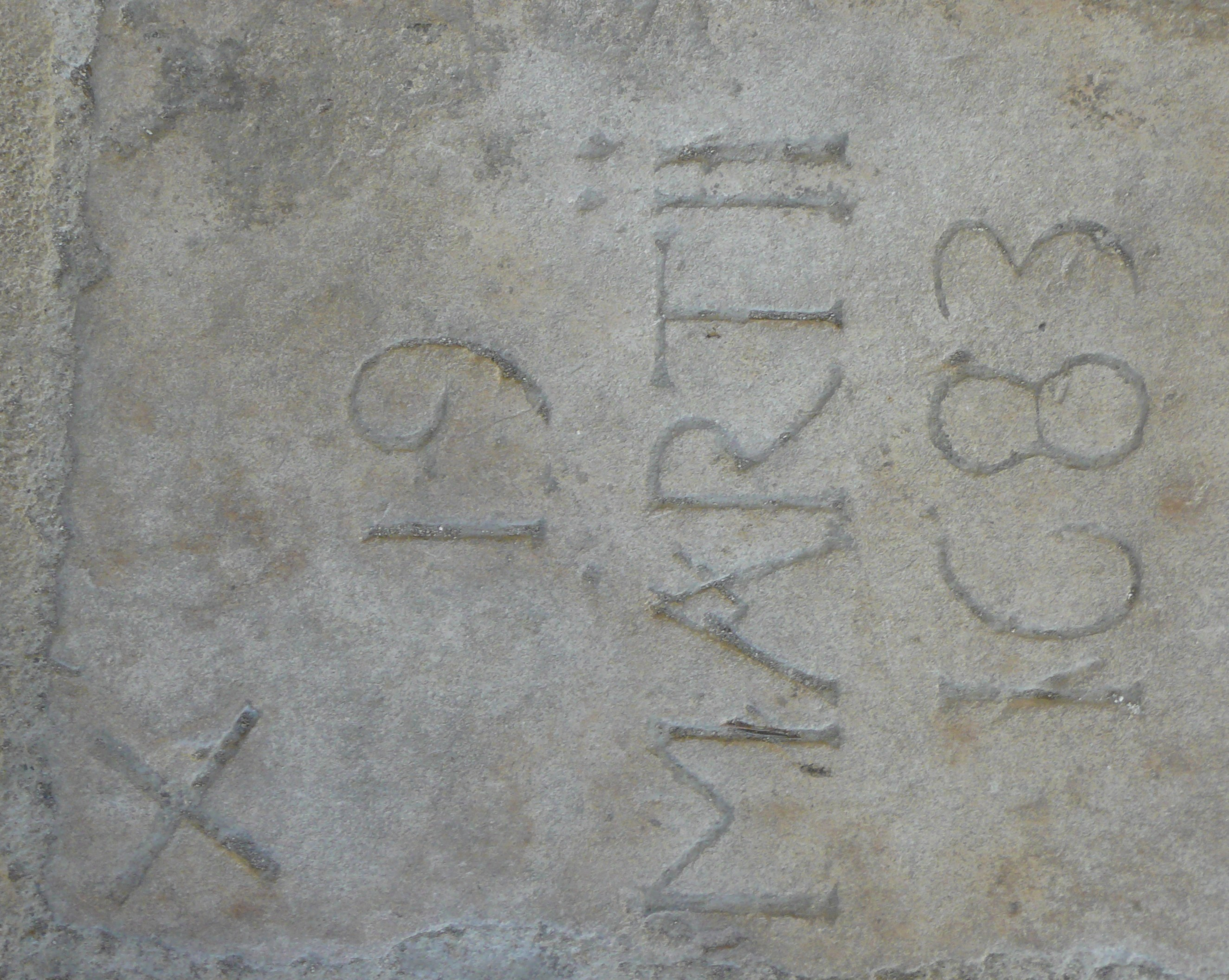
Dalle funéraire XVIIe siècle.
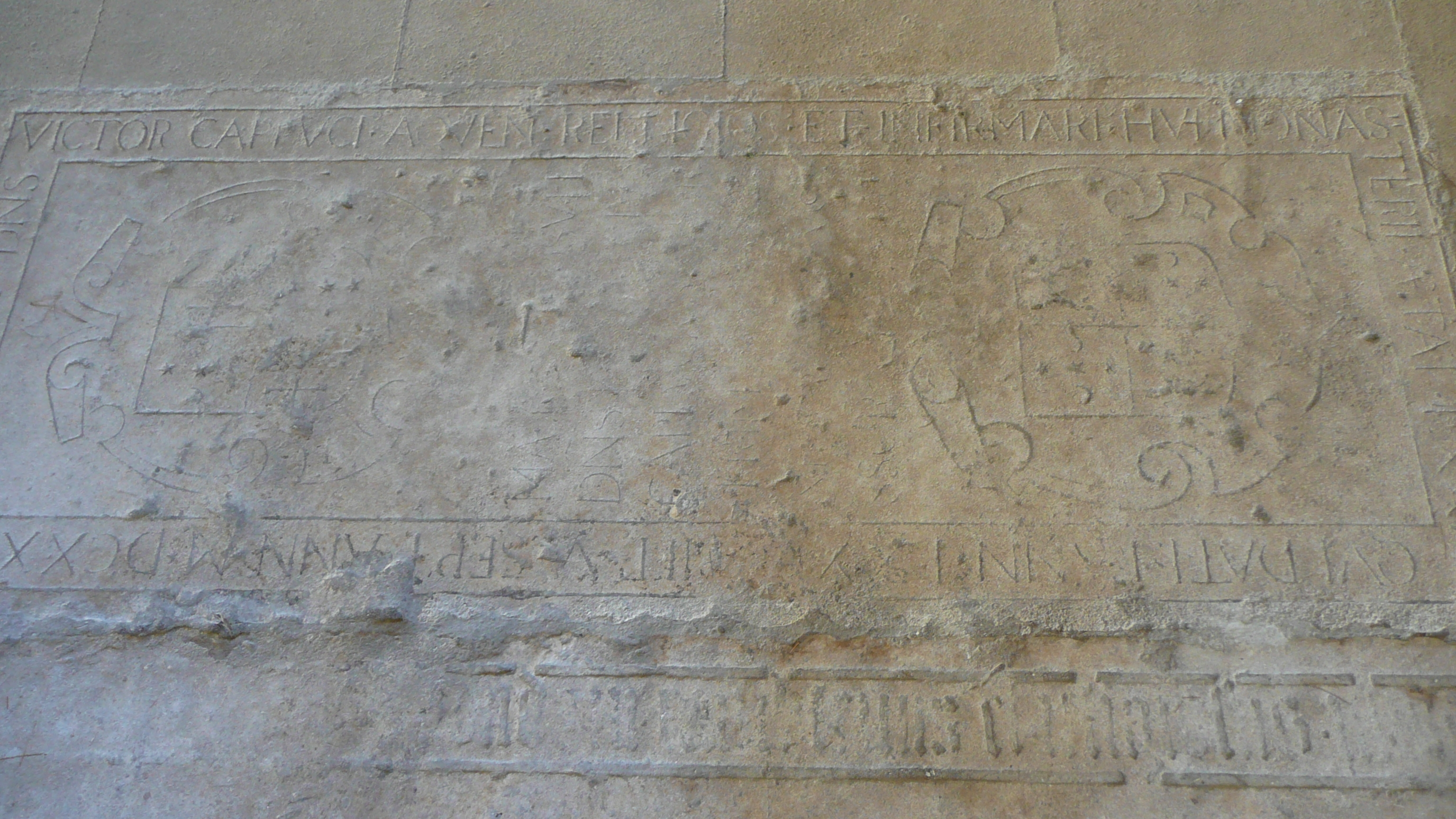
Pierre tombale de dom Victor Capucy.
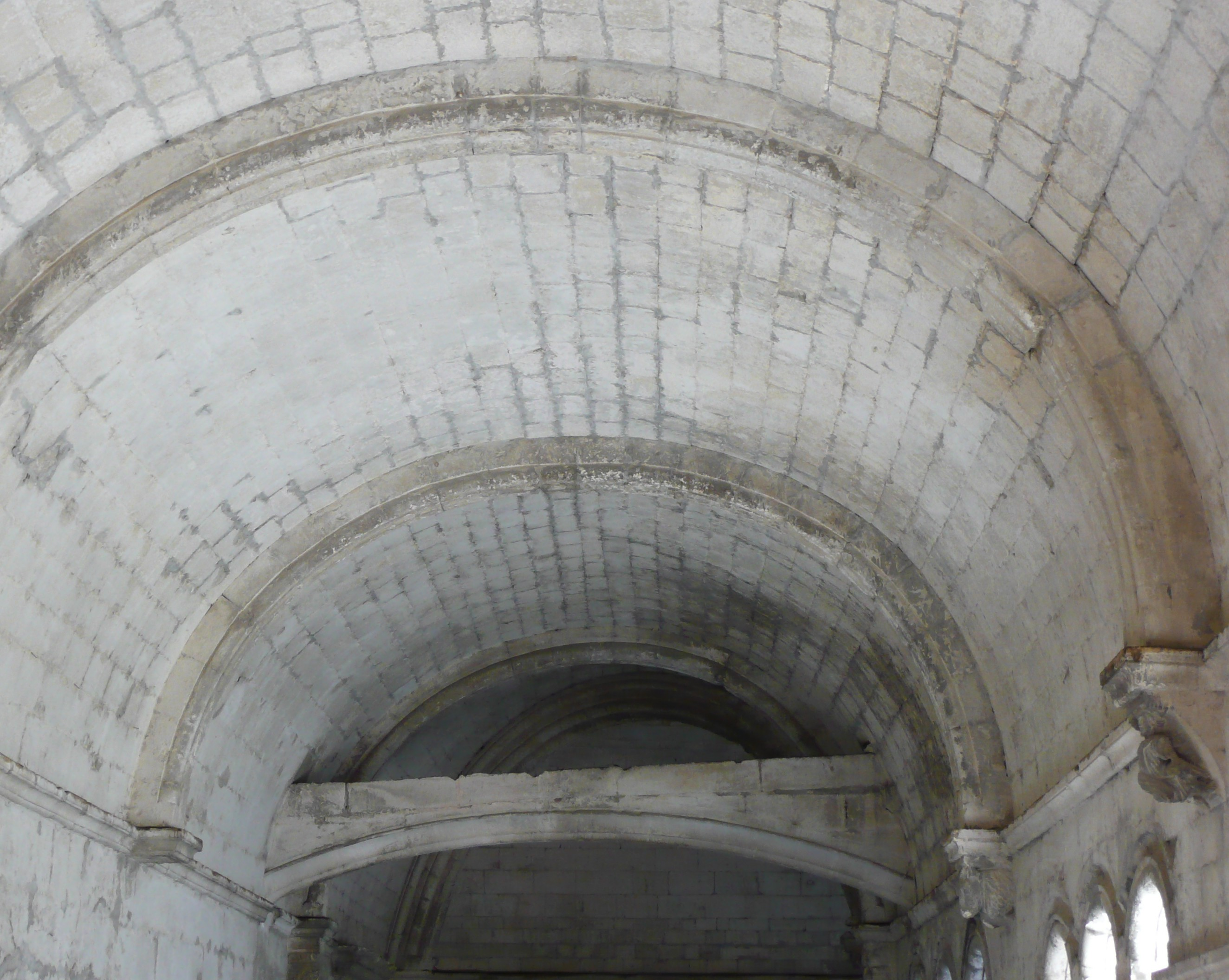
Galerie est, arc-aqueduc.

La galerie orientale s'ouvre avec l'enfeu des comtes de Provence : sous un fronton à deux rampants, un arc segmentaire orné de fleurons retombe sur deux chapiteaux à tête de monstres. C'est là qu'a été déposée en 1182, la dépouille du comte de Provence Raimond-Bérenger III, mort le 5 avril 1181, rejoint par les restes de Guillaume et Adélaïde, bienfaiteurs du monastère, comme probablement ceux de Geoffroy Ier, tous trois préalablement inhumés dans la toute première église Notre-Dame. On y trouve également les seuls chapiteaux romans épargnés par les saccages successifs, à décor végétal, comme ceux du cloître Saint-Trophime, hormis celui représentant la Tentation du Christ, en face de la porte de la salle capitulaire. La voûte de la travée la plus méridionale est traversée par un curieux arc (XIVe siècle) sans fonction porteuse, creusé d'une gouttière, et qui est en fait un petit aqueduc conduisant une partie de l'eau recueillie par l'impluvium vers une citerne extérieure au cloître près de la tour-donjon.
La salle capitulaire, parallèle au bras sud du transept, est un long rectangle, à moitié rupestre (parois méridionale et orientale), éclairé au sud par un grand oculus, communiquant au nord avec l'abbatiale ; elle est couverte d'une voûte en berceau soutenue par trois doubleaux reposant sur des consoles sauf celui du centre s'amortissant sur un pilastre.
La galerie ouest, profondément remaniée au XVIIIe siècle afin de pouvoir supporter les deux étages prévus par la reconstruction mauriste, a néanmoins conservé son ordonnancement intérieur, mais perdu sa belle façade sur cour. Les trois baies à triple arcature sur colonnettes géminées ont été remplacées par trois hautes fenêtres encadrées de massifs piliers fortifiés par des contreforts extérieurs. Heureusement, la voûte et son décor roman ont été préservés, notamment les consoles évoquant les quatre éléments (Mistral pour le Vent, Lune, Soleil, Feu) mais aussi la lutte contre le Péché (bêtes féroces dont la fameuse Tarasque, évocation provençale de Jonas et la baleine). D'autre part, sur le mur du fond, des graffiti médiévaux ont été mis en évidence par Albert Illouze en 1994 : différents navires du XIIIe siècle et des chevaux. À l'extrémité nord de cette galerie on trouve un modeste autel de pierre, seul vestige d'un espace dédié à la Vierge Marie. D'autres bâtiments conventuels et leurs annexes, adossés à cette galerie, ont disparu lors de la reconstruction mauriste afin d'aménager la liaison avec le nouveau monastère Saint-Maur.
La galerie sud, de construction plus récente, si elle conserve une structure romane, diffère des autres par ses éléments décoratifs. Les consoles arborent un bestiaire plus réaliste : âne, singe, dromadaire, aigle ; les arcs-doubleaux d'angle retombent sur des colonnes dont le fût porte une bague ; les chapiteaux décorés de feuilles de chou ou historiés sont taillés deux par deux dans un même bloc de pierre, et datent de la deuxième moitié du XIVe siècle, probablement contemporains du bâtisseur de la tour-donjon, l'abbé Pons de l'Orme, moine de l'abbaye marseillaise Saint-Victor. Les chapiteaux historiés rappellent par leurs thèmes (Annonciation, Couronnement de la Vierge, Pentecôte, Repas chez Simon le lépreux à Béthanie, combats de chevaliers) ceux des galeries gothiques du cloître Saint-Trophime. Au-dessus de la porte de l'escalier à vis menant au dortoir, on remarque les armoiries du cardinal Pierre de Foix, archevêque d'Arles et abbé de Montmajour de 1450 à 1463.

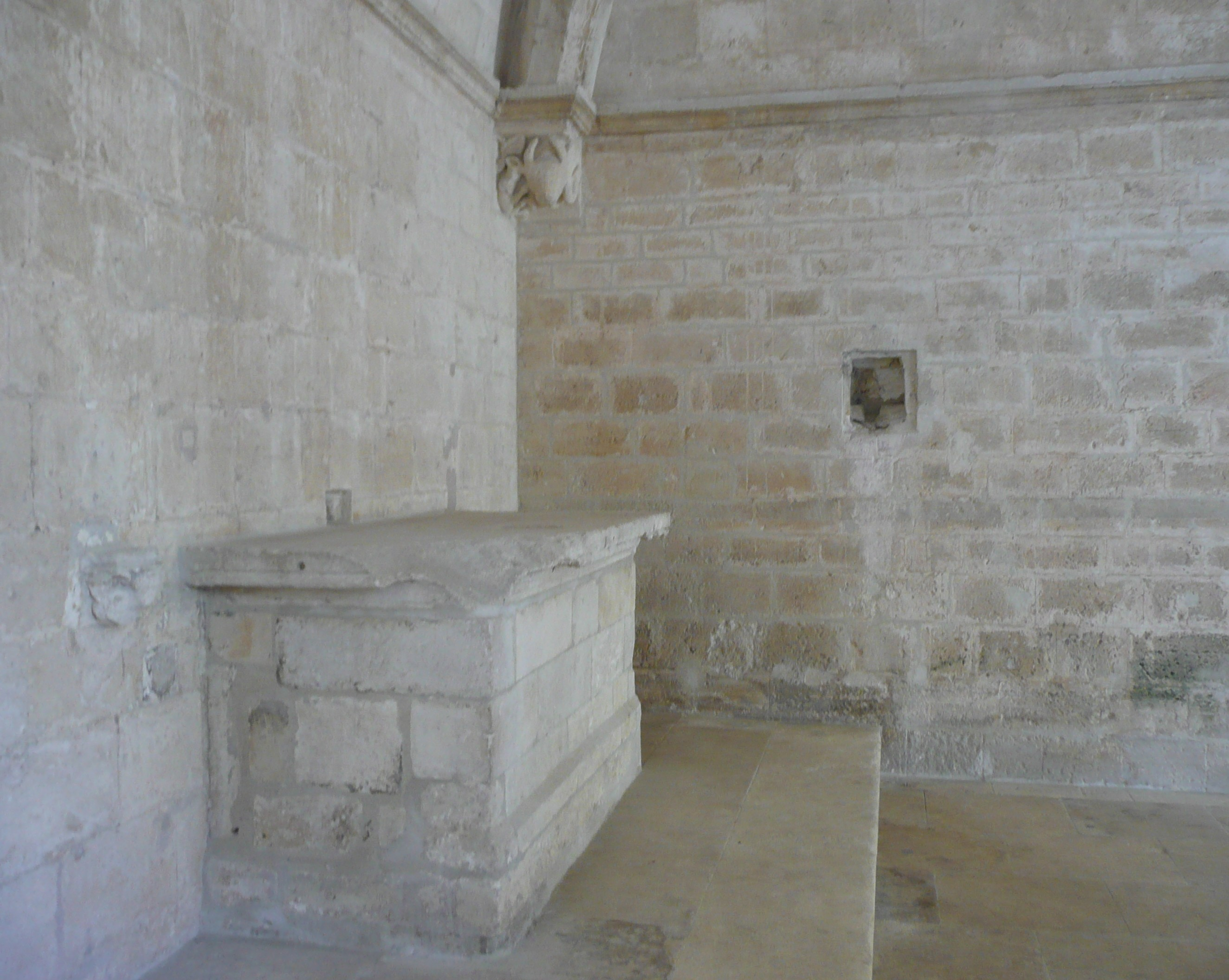
Angle nord-ouest, autel de Notre-Dame.
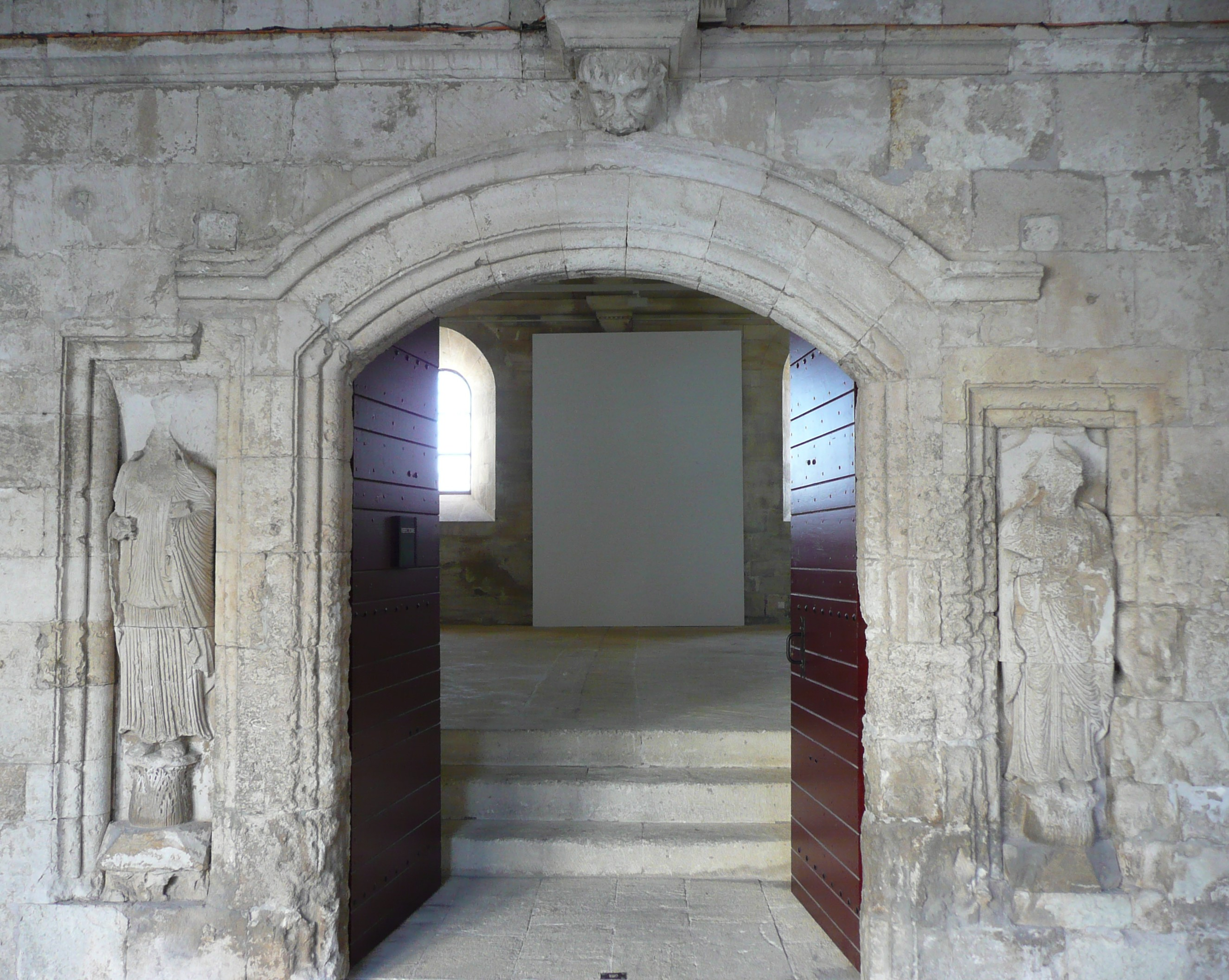
Galerie sud, porte du réfectoire.
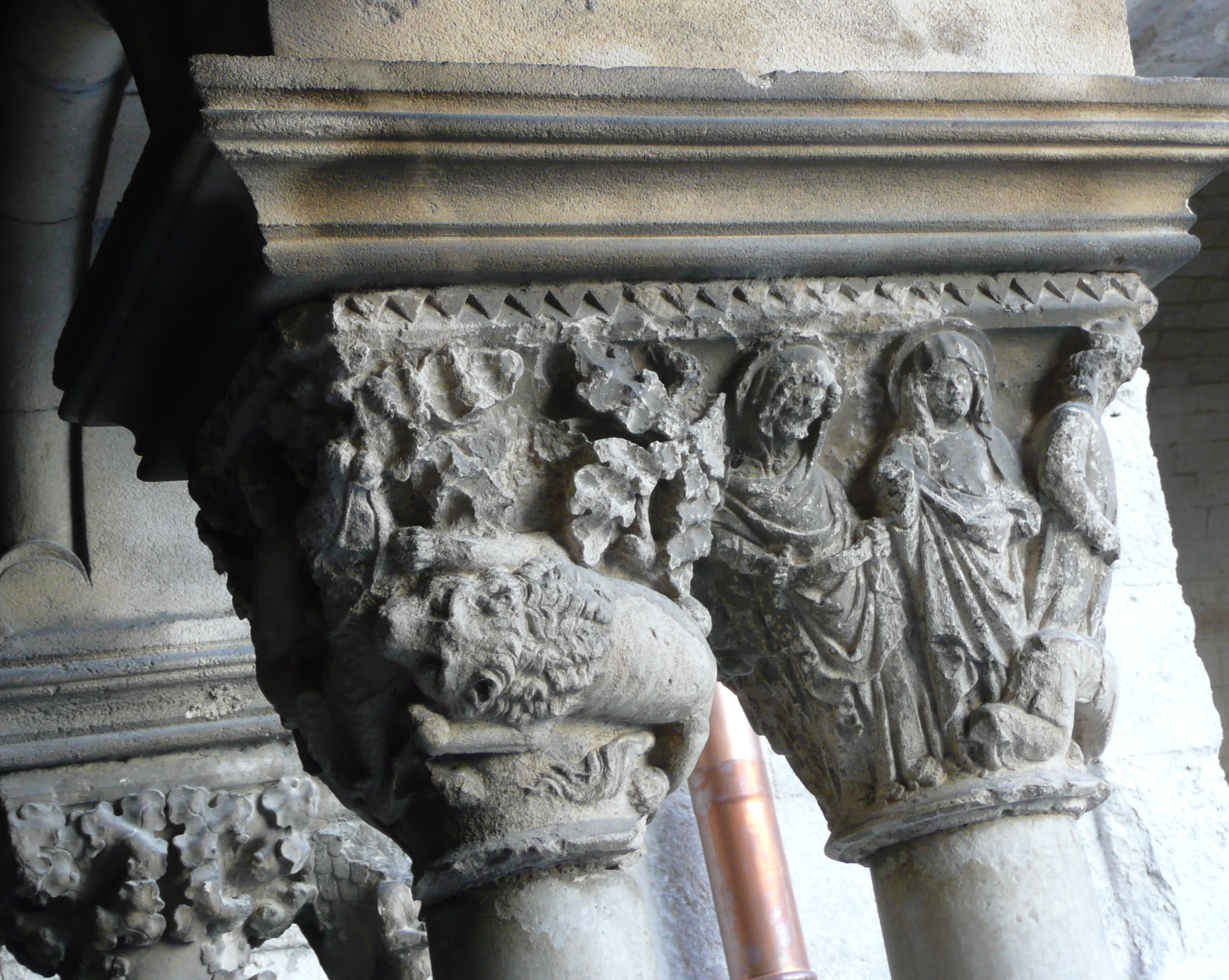
Galerie sud, repas chez Simon le lépreux à Béthanie.
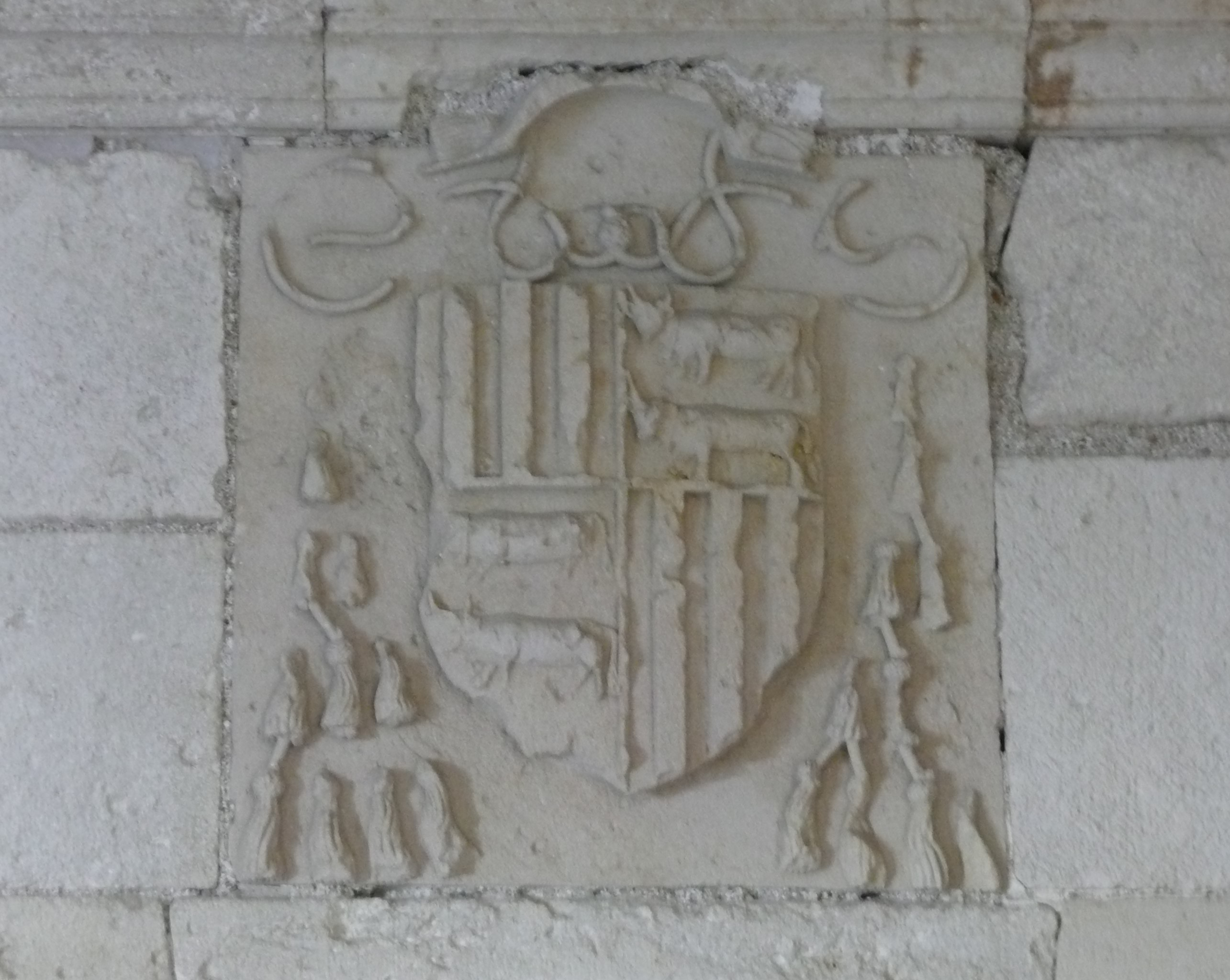
Galerie sud, armoiries du cardinal Pierre de Foix.
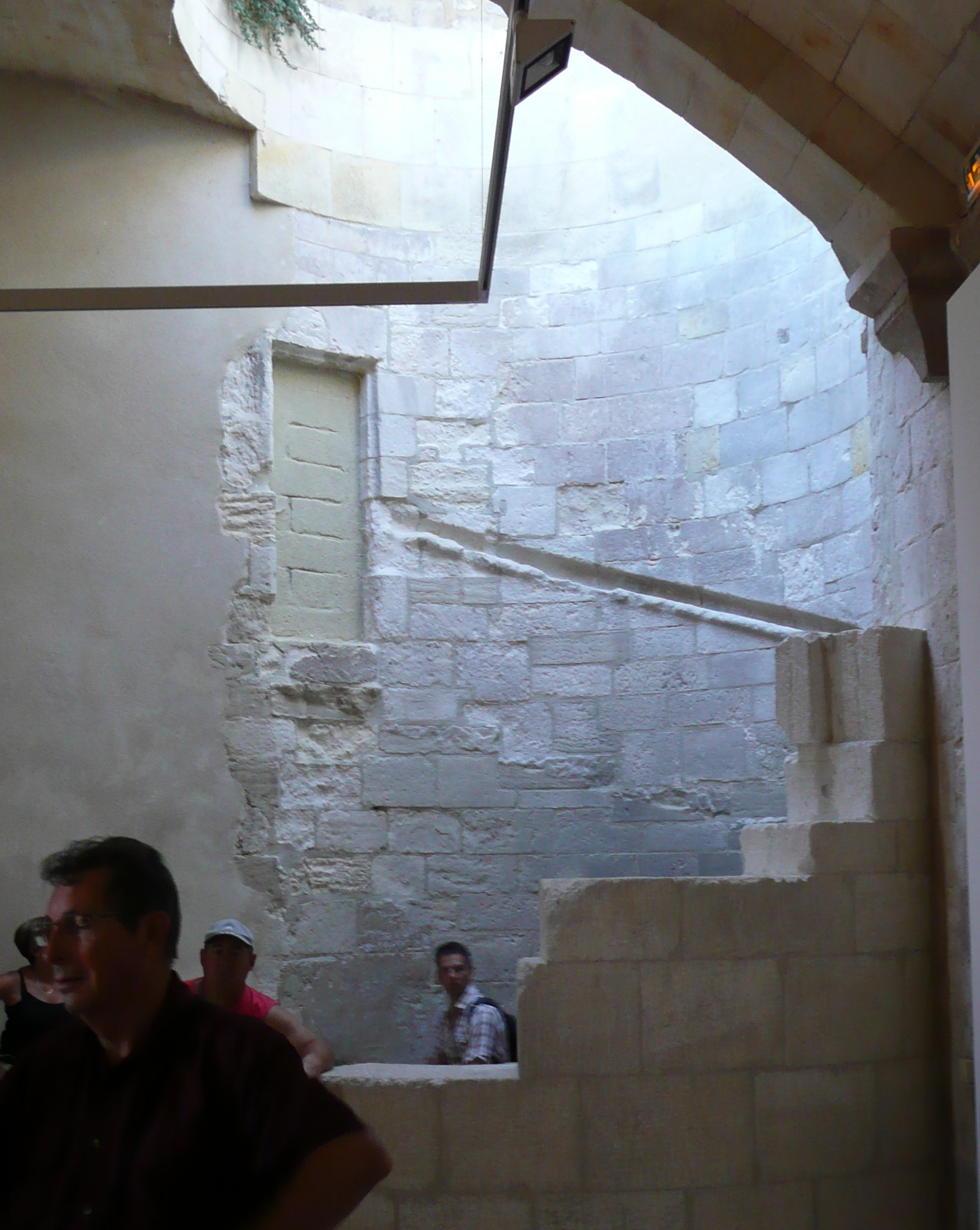
Escalier à vis du réfectoire desservant le dortoir.
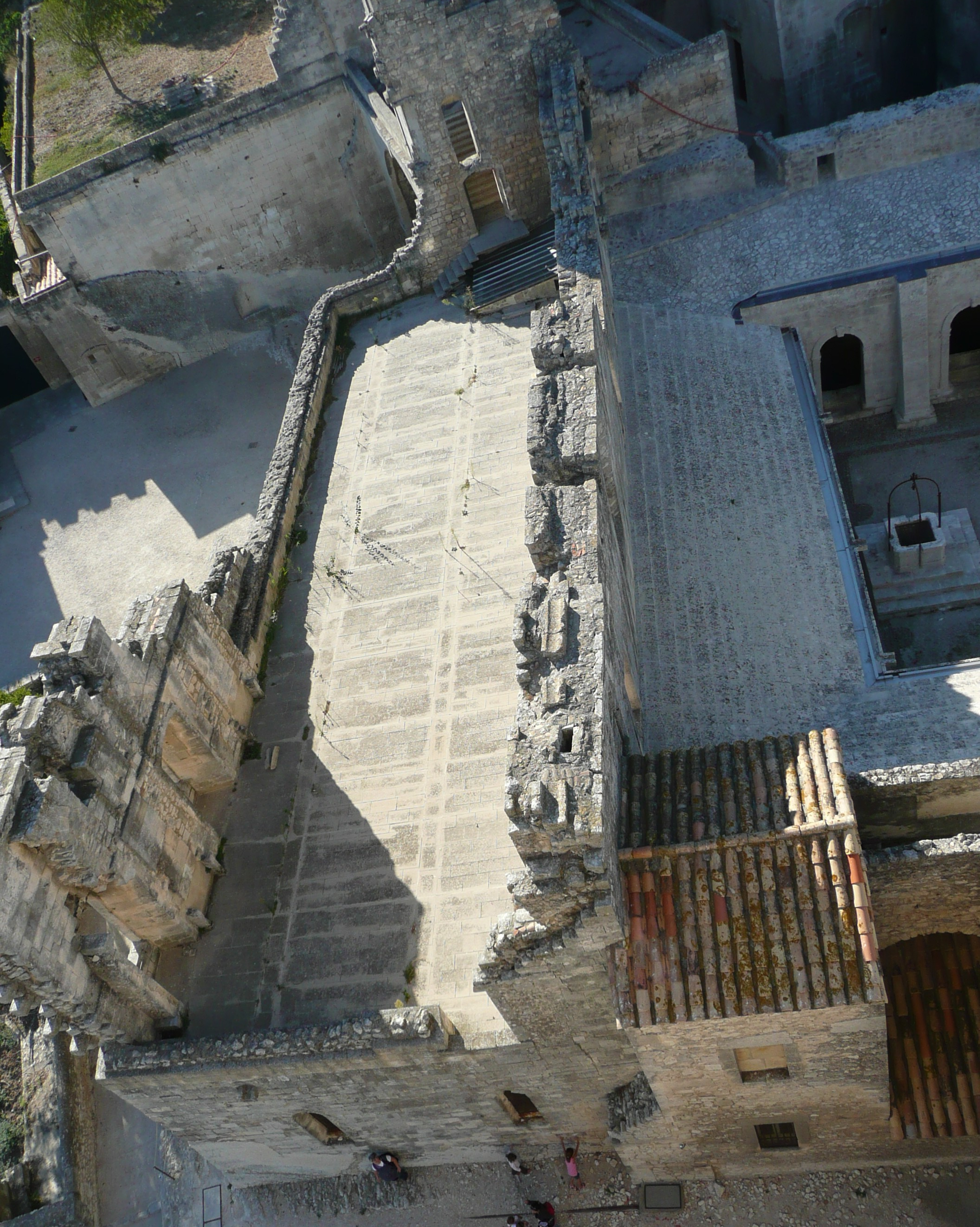
Vestiges du dortoir vu depuis la Tour.

Au centre de la galerie sud s'ouvre l'accès au réfectoire par une magnifique porte romane, remaniée au XIIIe siècle, surmontée d'une tête grotesque louchant vers la salle : Tantale, et flanquée de deux bas-reliefs romans, en pierre de Beaucaire, très mutilés, dans lesquelles certains voient le roi Salomon et la reine de Saba, d'autres les premiers bienfaiteurs du monastère, le comte Guillaume II de Provence et sa mère la comtesse Adélaïde d'Anjou. Ce réfectoire, de plan quasi rectangulaire, servant de contrefort à la galerie méridionale, est, comme le chapitre, aménagé en partie sur le rocher complété par des murs et est éclairé par des baies en plein cintre ménagées dans la façade sud ; il communique, à son extrémité ouest, par un escalier à vis dont on peut encore aujourd'hui voir l'implantation, avec le dortoir bâti au-dessus de lui et dont il ne reste qu'un petit pan de mur sud, un autre un peu plus grand au nord et la moitié du mur ouest.

#### Le Pardon de Montmajour et la chapelle Sainte-Croix
Selon la tradition, un fragment de la Vraie Croix, parvenu à Arles dès le IVe siècle, serait à l’origine de la relique que possédaient les moines de Montmajour. La vénération solennelle en aurait été établie en 1030, lorsque l’archevêque d’Arles consacra à la Sainte-Croix la première crypte de l’église primitive de Montmajour, accordant l’absolution de leurs péchés aux fidèles qui viendraient en pèlerinage le 3 mai, fête de l’Invention de la Sainte-Croix, et qui laisseraient une offrande pour l’achèvement de l’édifice. Malgré les difficultés d’accès à travers les marais, le pardon de Montmajour eut un tel succès qu’au XIIe siècle les moines, pour préserver leur sérénité, durent faire construire à l’extérieur de la clôture une chapelle-reliquaire sous le vocable de la Sainte-Croix pour cantonner la foule des fidèles à l'écart du monastère. De plus, ce pardon était une source considérable de revenus pour l’abbaye, mais aussi pour la ville d’Arles qui logeait les pèlerins et organisait le même jour une foire aux moutons sur la place de la Croisière.
Situé à peu de distance (200 m environ), à l'est de la clôture du monastère, ce petit chef-d’œuvre de l’art roman provençal se dresse isolé au cœur d’un cimetière rupestre dont les tombes orientées envahissent tout l’espace disponible jusqu’aux marches de l’escalier menant à l’entrée. Conçu sur le modèle d’un reliquaire, le petit édifice adopte un plan rayonnant en forme de quatre-feuilles ou quadrilobe symbolisant la Croix. L'ensemble du bâtiment est contrebuté de minces contreforts et entouré d'un cimetière laïc de tombes creusées dans la roche. Son unité architecturale montre qu'il fut construit en une seule phase. À l'intérieur, précédées à l’ouest d’un vestibule formant narthex, les quatre absides semi-circulaires voûtées en cul-de-four s’articulent sur une travée carrée voûtée en arc de cloître. À l’extérieur les quatre absidioles entourent le massif cubique dominant la croisée dont chaque côté se termine par un fronton triangulaire bordé d’une corniche elle-même soulignée par une file de denticules décorés de motifs végétaux ou géométriques en taille de réserve, traités avec une rare plénitude.

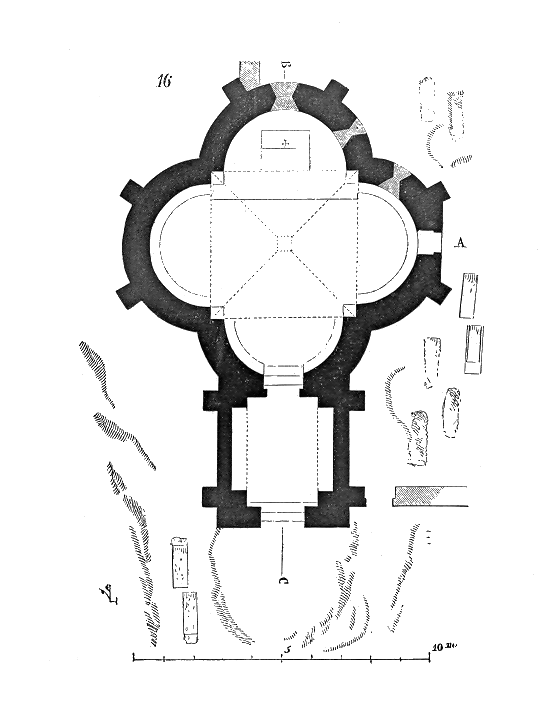
Plan.
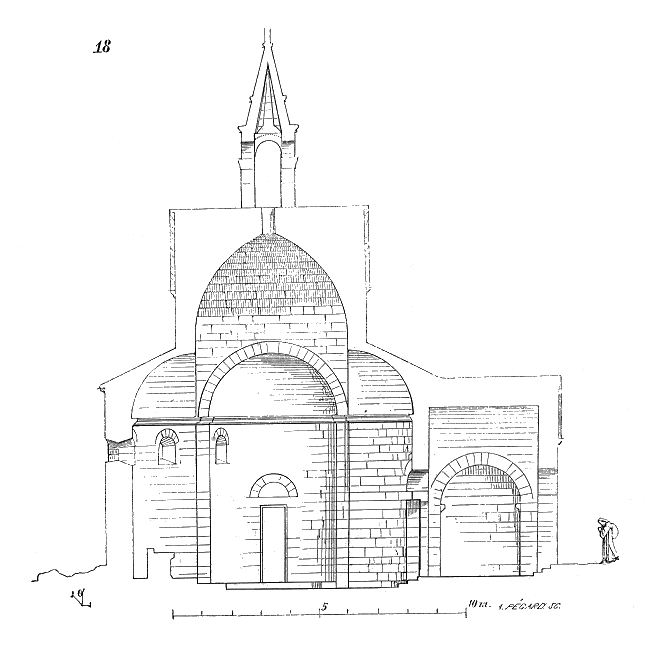
Coupe longitudinale.

D'après les marques retrouvées sur le parement intérieur et que l'on retrouve également dans la galerie nord du cloître, la chapelle aurait été érigée au moment de la mise en place du décor de cette galerie, c'est-à-dire vers 1170-1180, à la suite de la seconde phase de construction de l'abbatiale Notre-Dame.
Au XVe siècle on a essayé d'accréditer une légende rattachant la création de cette chapelle à Charlemagne sur les tombes de chevaliers francs morts contre les Sarrasins. Un faux a même été fabriqué par Jean de Pomo : l'inscription attestant la fondation, écrite en caractères du XVe siècle, se trouve encore au linteau de la porte d'entrée de la nef.

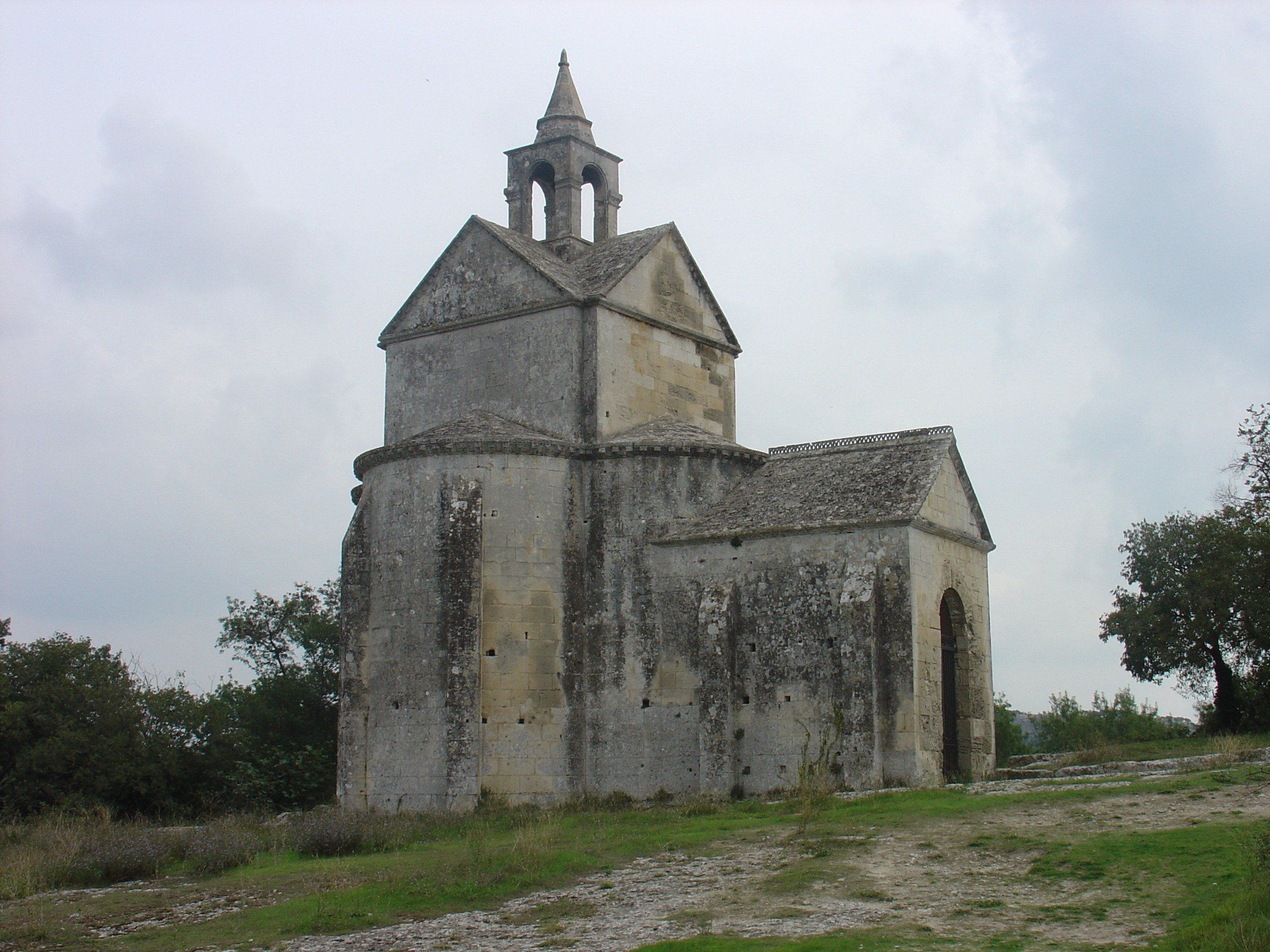
Chapelle Sainte-Croix.
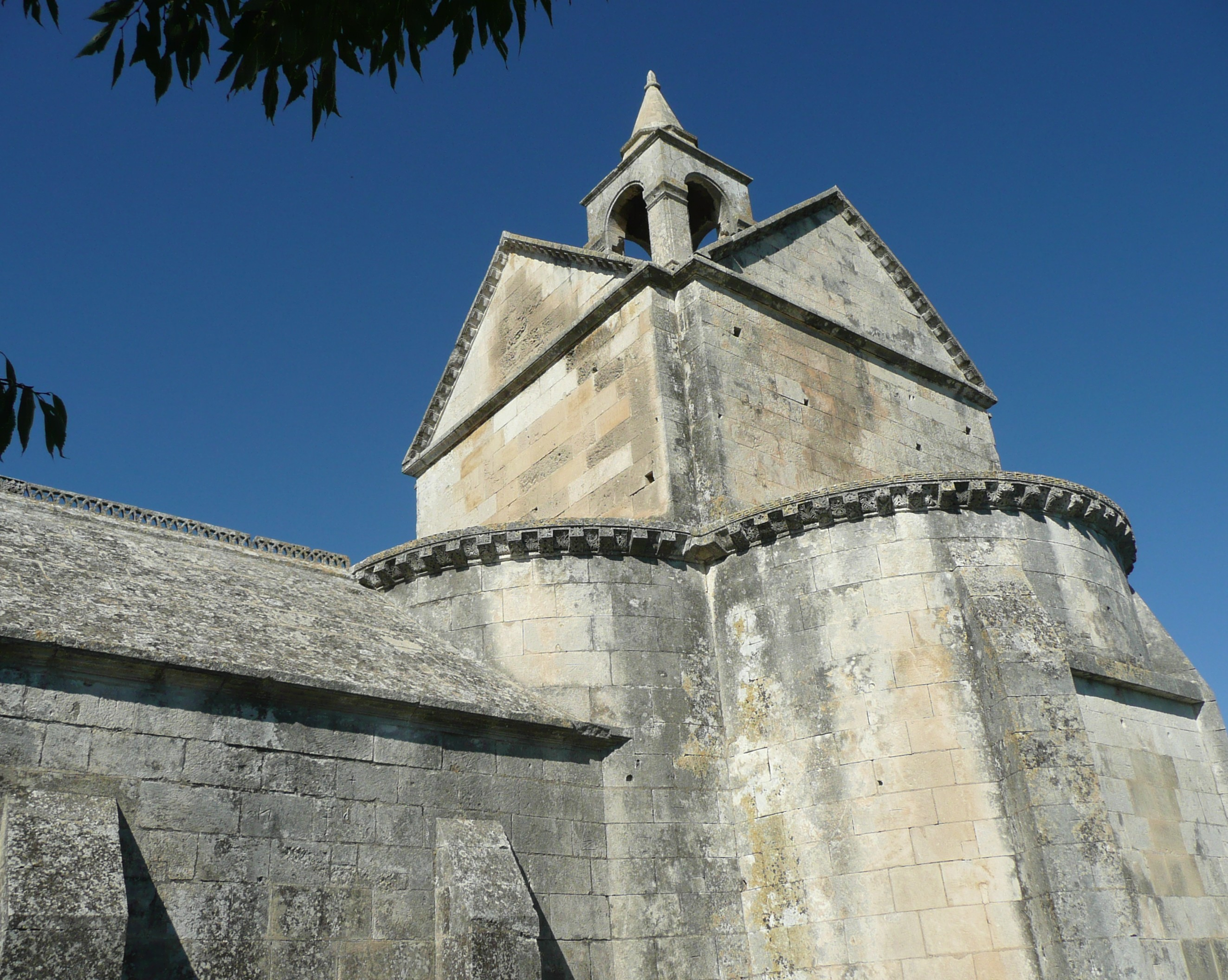
Côté sud.
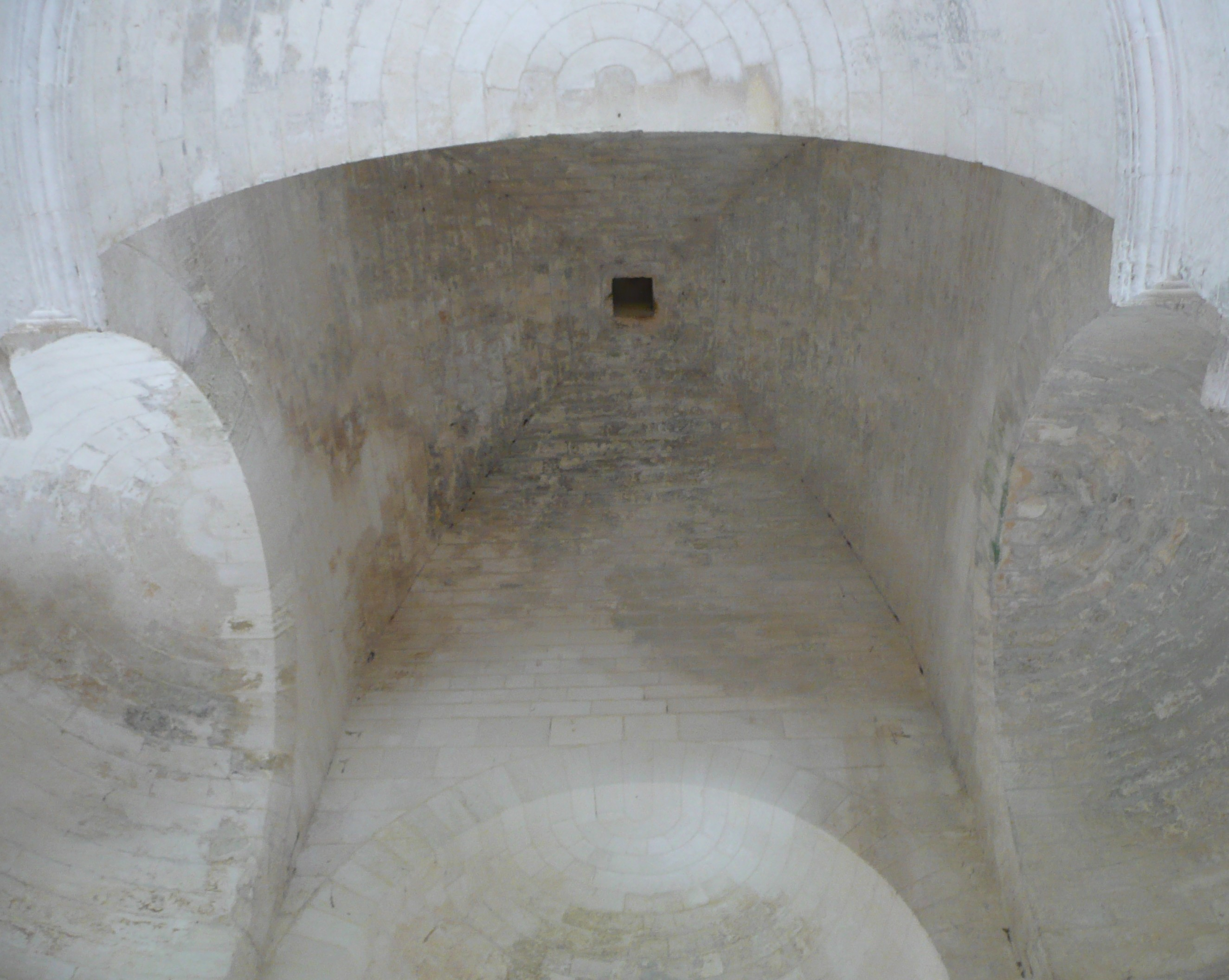
Nef en quatre-feuilles.
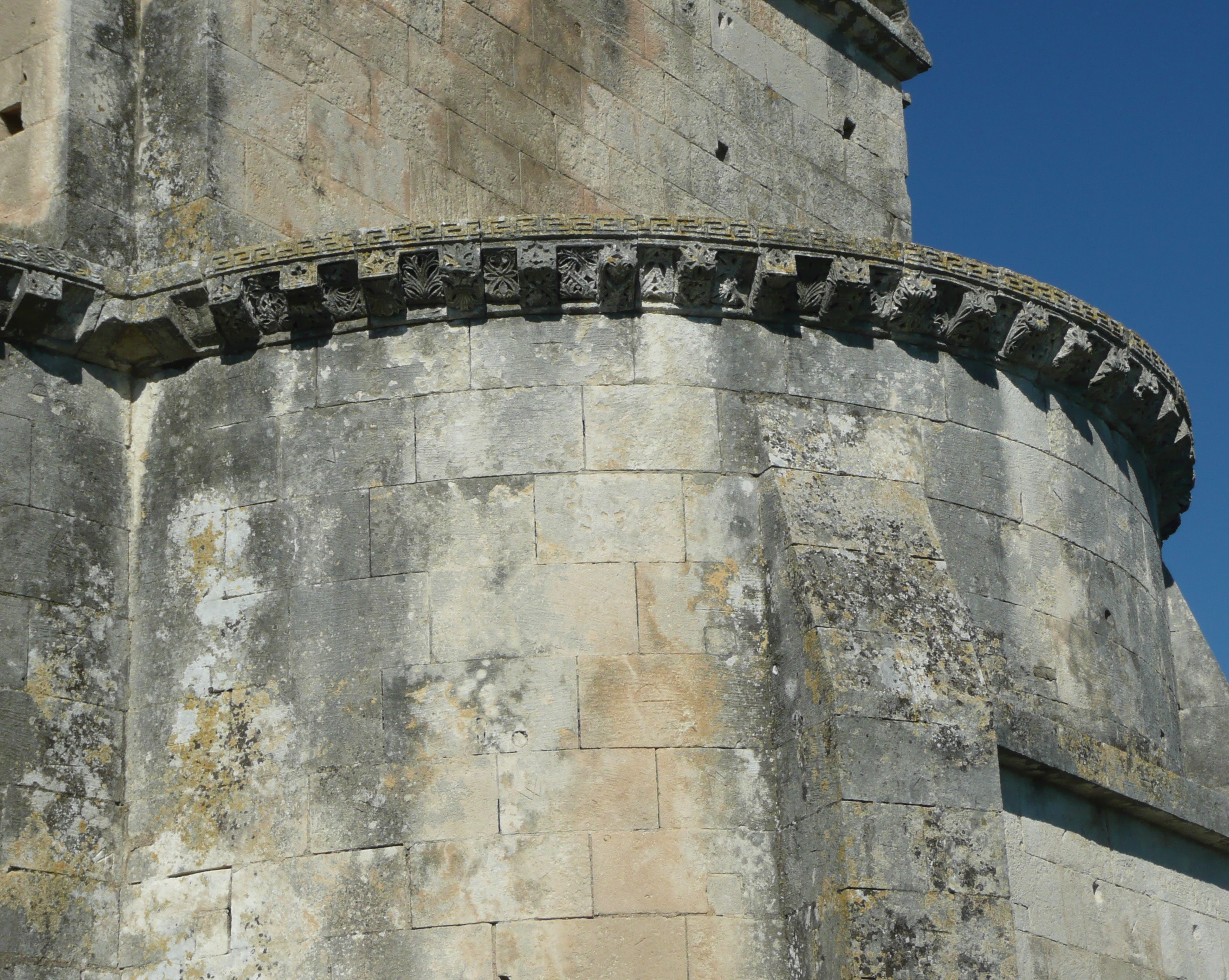
Toiture absidiole sud.

### La tour Pons de l'Orme et les fortifications

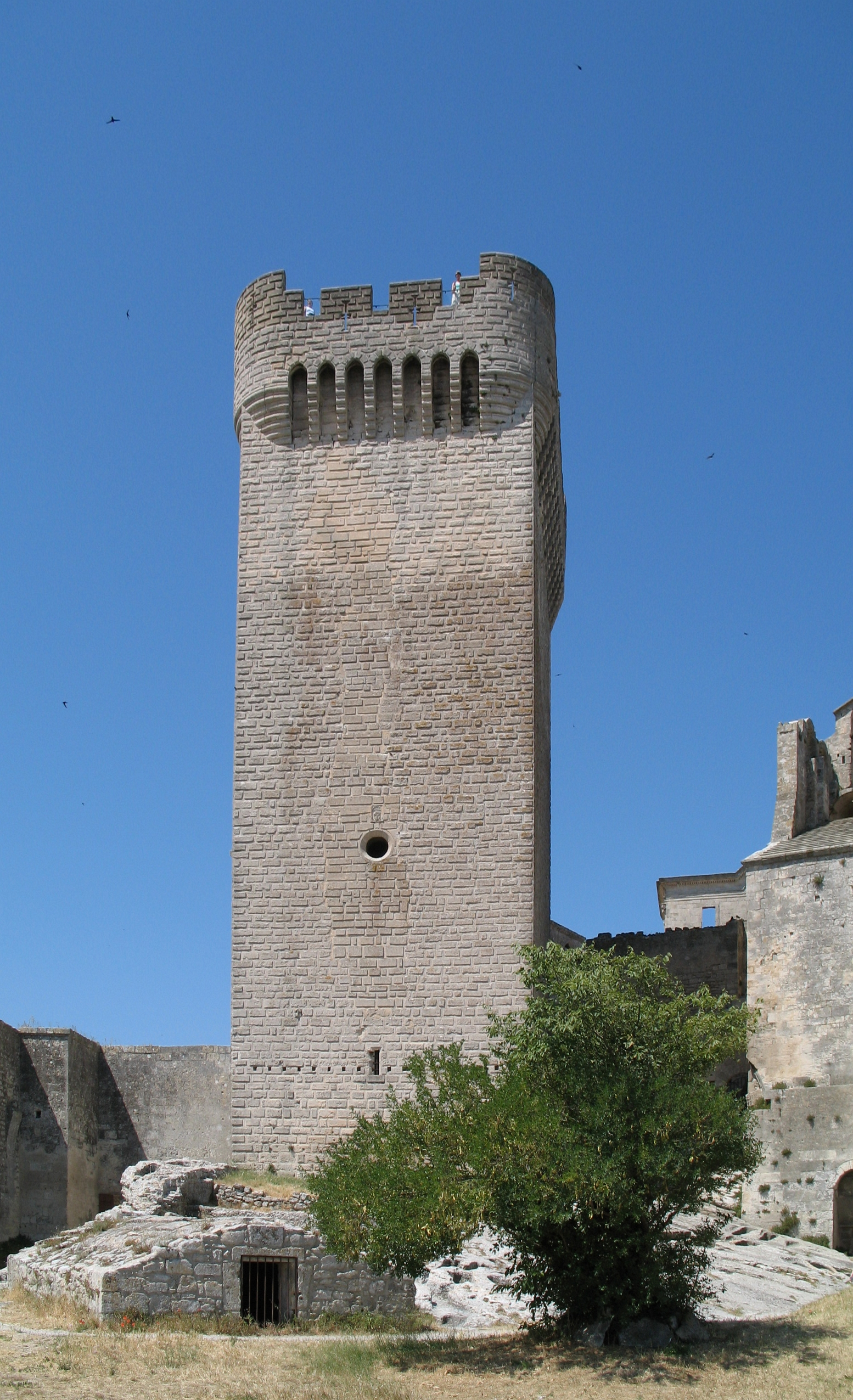
Montmajour, la Tour dite de Pons de l'Orme, construite au moment des grandes compagnies (XIVe siècle).

Château-fort abbatial, dit donjon-de-l'abbé, édifié vers 1365-1370,. La tour et les constructions des XIVe et XVe siècles sont des édifices construits par le maître d'œuvre Guillaume Helinc à l'initiative de l'abbé cardinal Pons de l'Orme (1368-1380) à partir de l'année 1369, c'est-à-dire à l'époque où les grandes compagnies, puis les troupes de Du Guesclin ravageaient la Provence. Aujourd'hui, le mur d'enceinte de l'époque a totalement disparu.
Véritable donjon, c'est une tour appareillée en bossages, de 26 mètres de haut, sur plan barlong avec ressaut à l'ouest correspondant à l'escalier à vis desservant les différents niveaux. Les armoiries de l'abbé (un orme porté par deux moines-anges) sont sculptées sur les deux faces opposées ouest et est alors qu'un autre bas-relief à l'étage supérieur représente Saint-Pierre. À l'intérieur, le rez-de-chaussée, creusé dans le rocher et voûté d'ogives, abrite un magasin à vivres et un puits-citerne ; l'étage supérieur était originellement divisé en trois niveaux grâce à des planchers en bois ; une voûte identique porte la terrasse défendue par un crénelage à mâchicoulis (restauré en 1946), lui-même supporté par des consoles à ressaut, les angles étant renforcés par des ouvrages courbes en encorbellement percés d'archères.

### Le monastère Saint-Maur

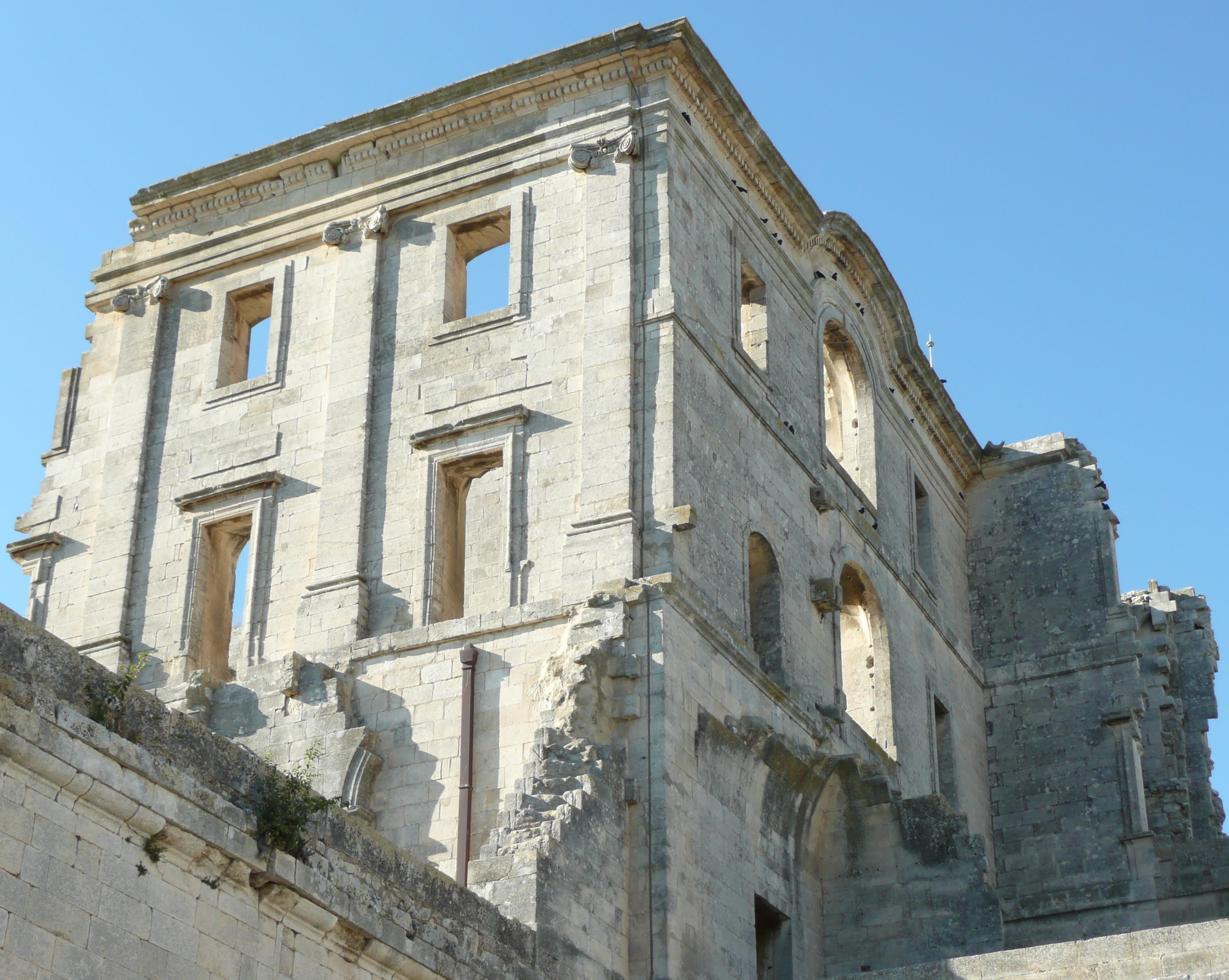
Angle sud-est.

De nouveaux lieux réguliers (réfectoire, dortoir, bibliothèque et logis pour les hôtes) sont édifiés au couchant par la congrégation de Saint-Maur à partir de 1703, sur les plans de Pierre II Mignard. Ils sont reliés aux bâtiments médiévaux au moyen d'un « grand arceau » qui enjambe hardiment l'ancienne basse-cour. Endommagés lors d'un violent incendie en 1726, ils sont immédiatement réparés puis encore amplifiés à partir de 1748. Vendus comme bien national sous la Révolution en 1791, ils sont démantelés et servent de carrière au début du XIXe siècle ; en mauvais état, les parties
« sauvables » ont été restaurées en 2012.
D'esprit résolument moderne avec sa conception verticale à niveaux superposés, cette construction témoigne d'un grand classicisme, s'imposant plus par ses proportions que par l'exubérance de sa décoration. Sa façade sud rythmée par de grandes arcades était ornée de pilastres à chapiteaux ioniques couronnés par un entablement à denticules, la toiture, charpentée, étant en tuiles canal. Sa façade nord est décorée de tables en saillie séparant les fenêtres des deux derniers niveaux. Les façades latérales comportaient deux grandes baies en plein cintre éclairant le couloir central desservant les cellules des moines.
Le monastère mauriste s'ordonne sur cinq étages, les deux premiers, sis en entresol par rapport à la grande terrasse sud et au niveau de la l'ancienne basse-cour, abritaient les communs : cellier, boulangerie, four à pain, salon pour les hôtes, et communiquaient avec les trois étages résidentiels par un petit escalier de service. De plain-pied avec la terrasse sud par une galerie à voûtes d'arêtes bordée de grands arcs, le premier étage résidentiel, séparé des communs par un bandeau plat ceinturant la terrasse et la face sud du sommet du grand arceau, abritait la cuisine, le lavabo, le réfectoire et trois salons (vert, du Roi et d'hiver). Les deux étages supérieurs étaient réservés aux cellules des moines, des convers et des novices ainsi qu'aux pièces d'étude (bibliothèque, salles d'étude, archives). Une nouvelle abbatiale devait compléter le bâtiment à l'ouest, mais ne fut jamais mise en chantier, et des vingt-cinq travées prévues en façade méridionale, seize furent réalisées (70 mètres de long) dont deux seulement subsistent de nos jours.
Cet ensemble « monobloc » totalisait à l'origine une superficie de 8 000 mètres carrés cumulés sur cinq étages, avec plus de soixante fenêtres, et deux cages d'escalier monumentales, ce qui en faisait le plus vaste monastère mauriste du sud-est de la France avec l'abbaye Saint-André de Villeneuve-lès-Avignon.
C'est au cours de cette même campagne de construction que l'ancien dortoir, situé au-dessus du réfectoire médiéval, est transformé en « infirmerie » destinée à recueillir les religieux malades ou trop âgés. Il ne reste presque rien de ces dispositions.

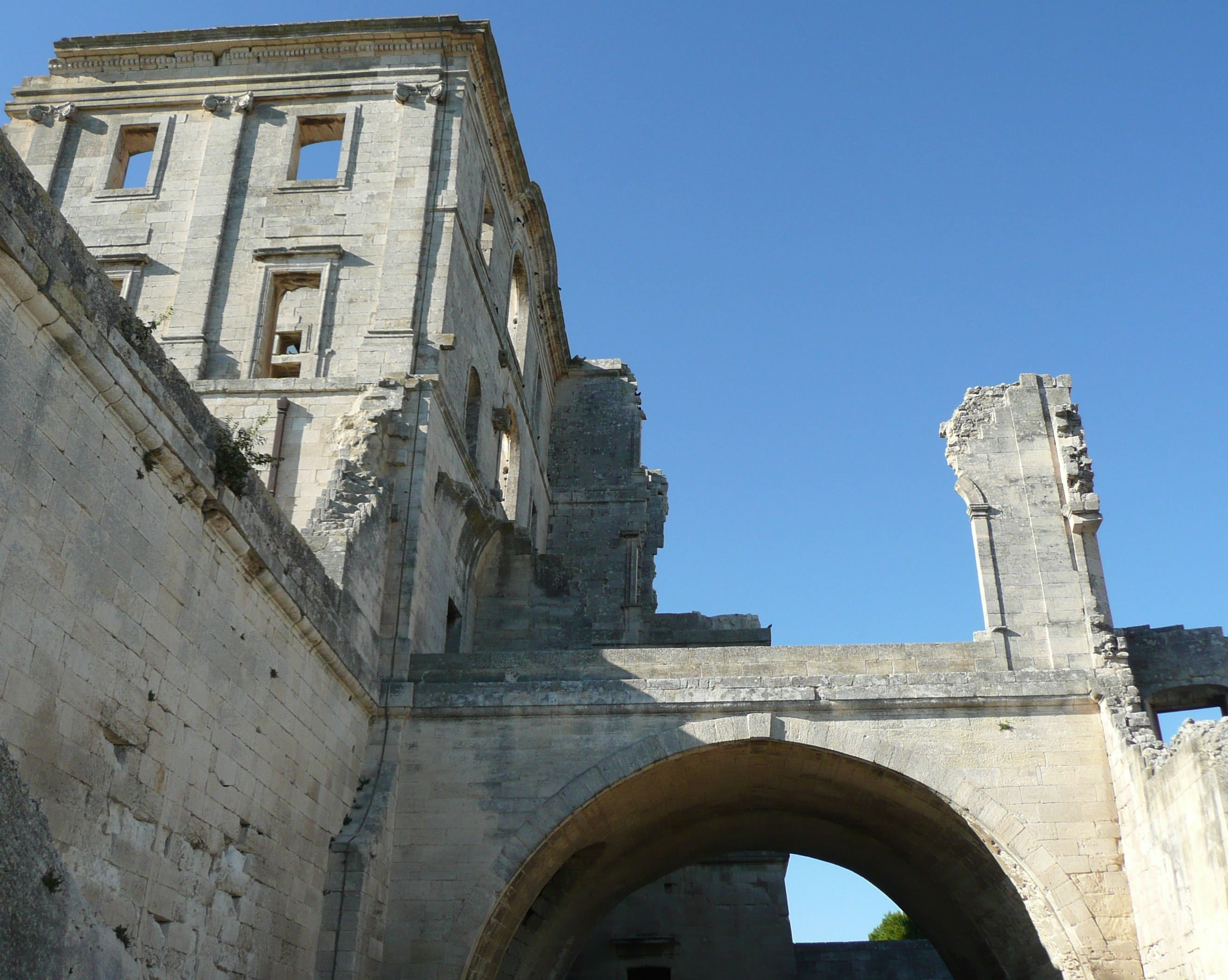
Arceau monumental entre les parties médiévale et mauriste.
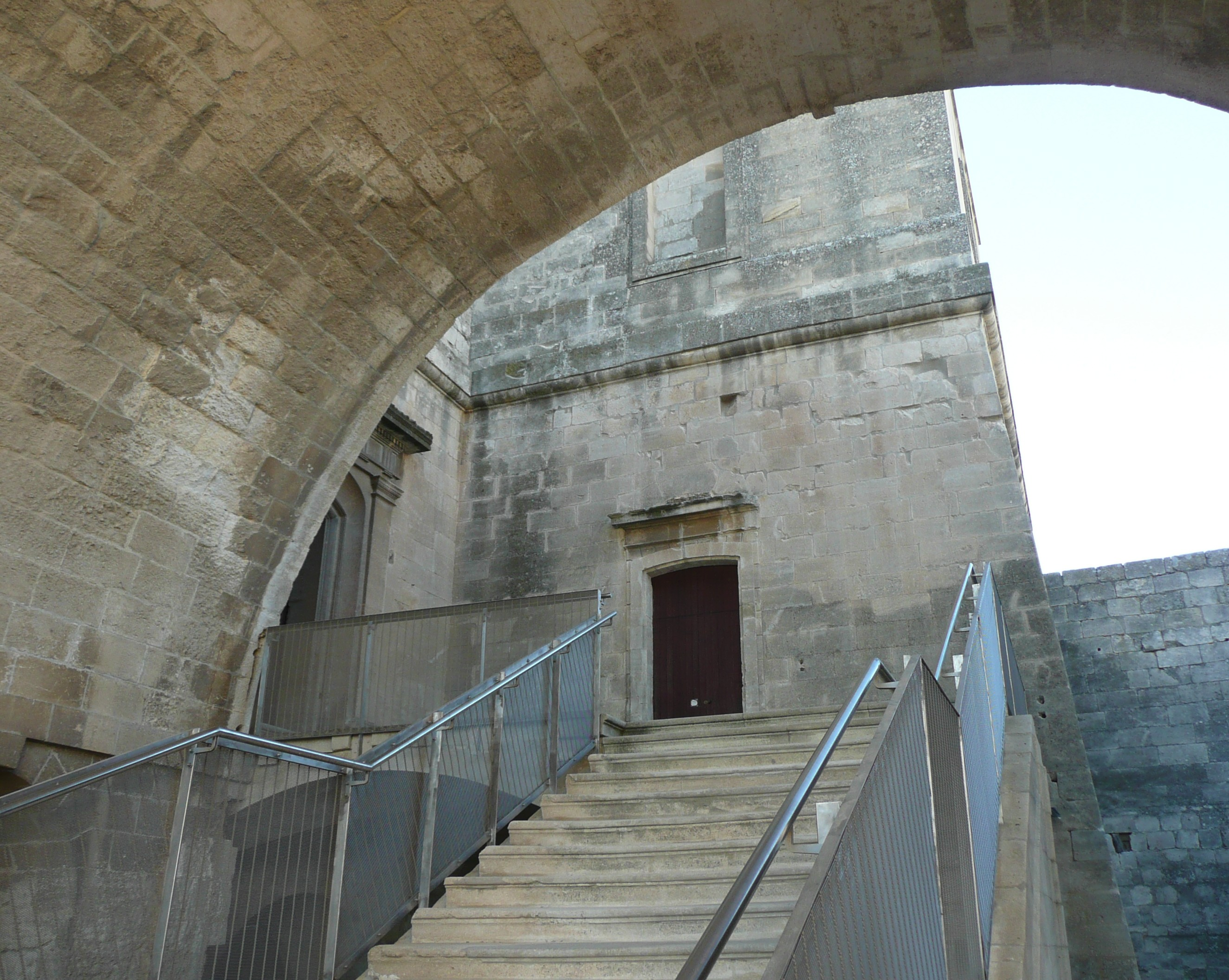
Escalier monumental.
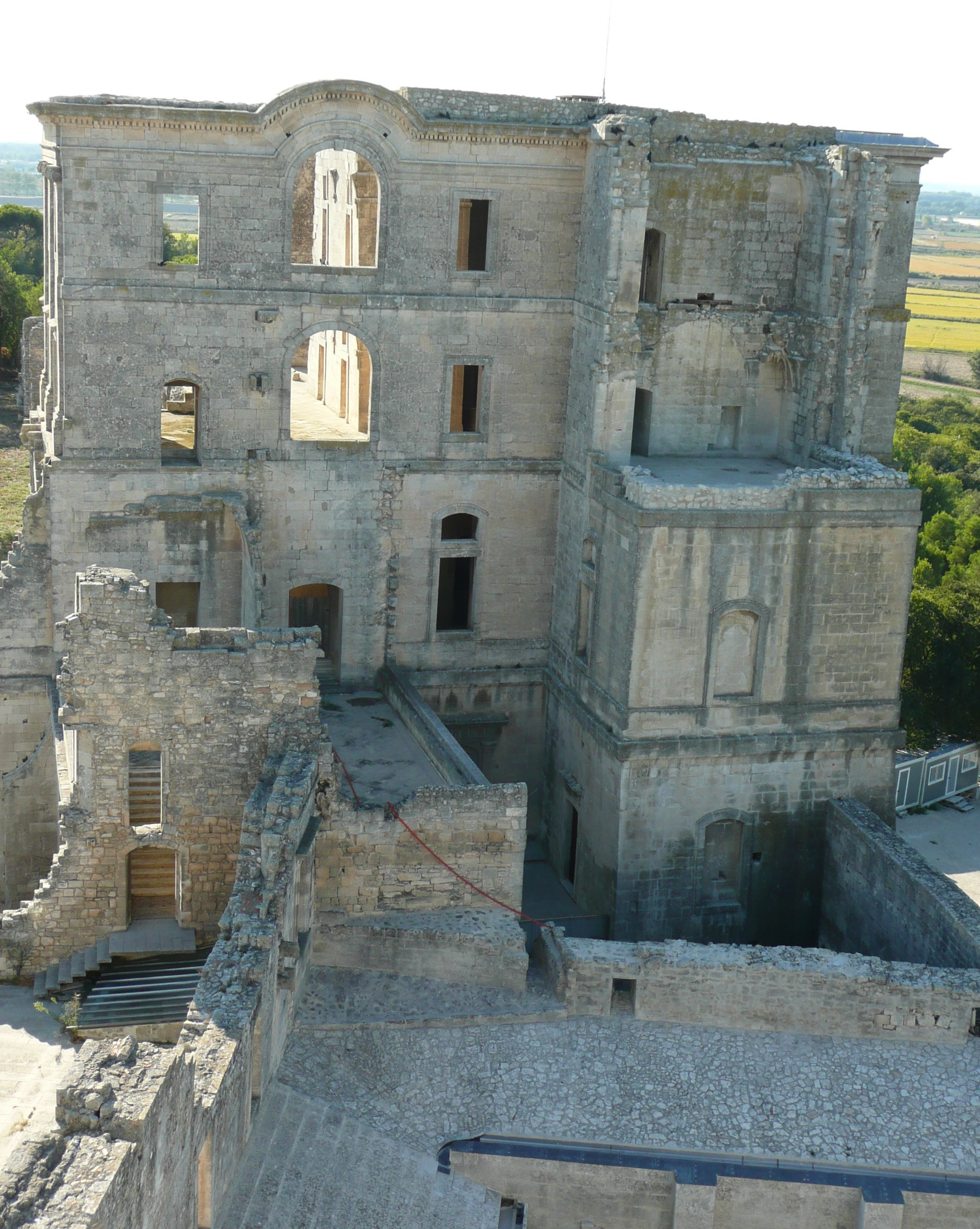
Vue d'ensemble depuis la tour.
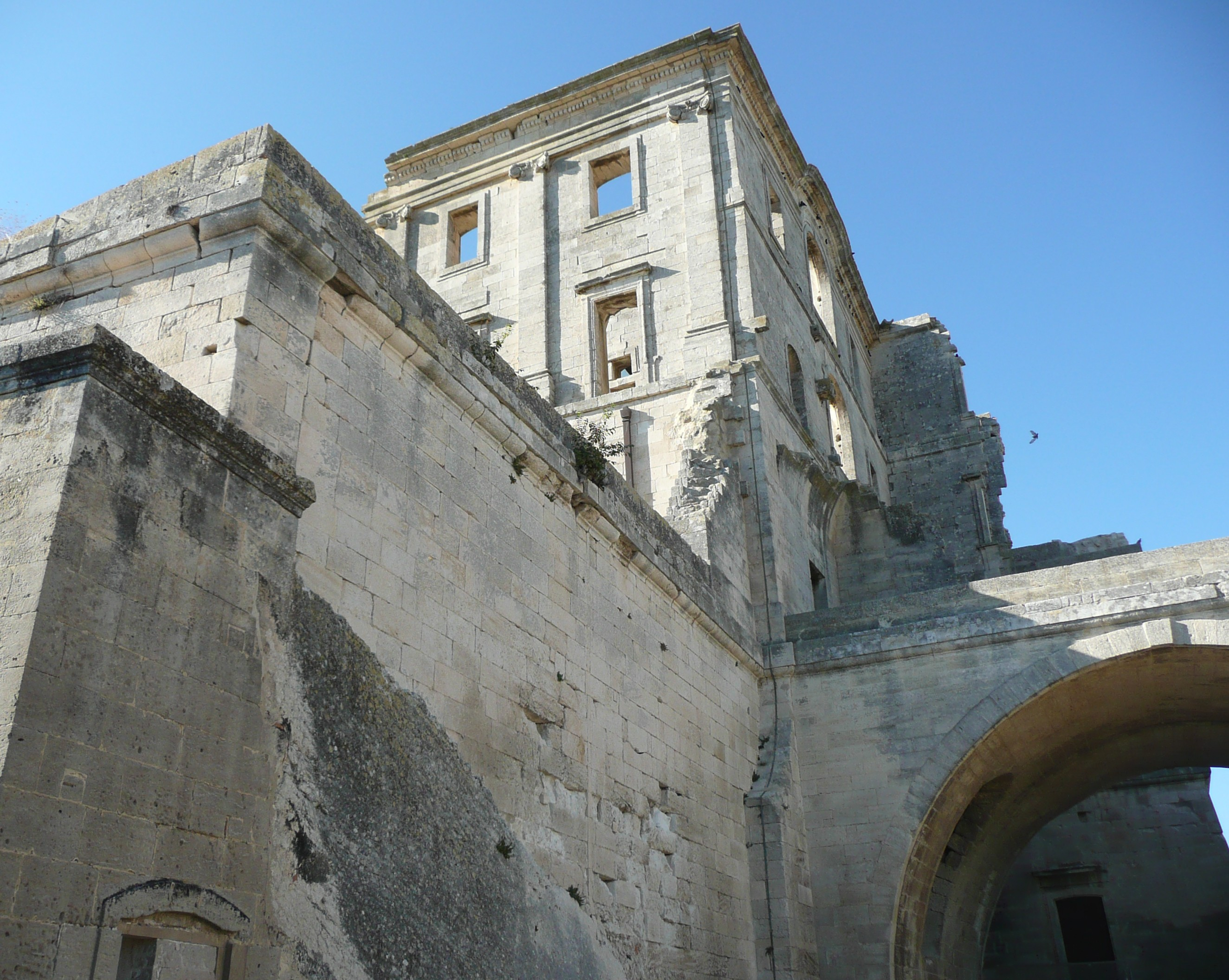
Mur de soutènement de la terrasse sud.
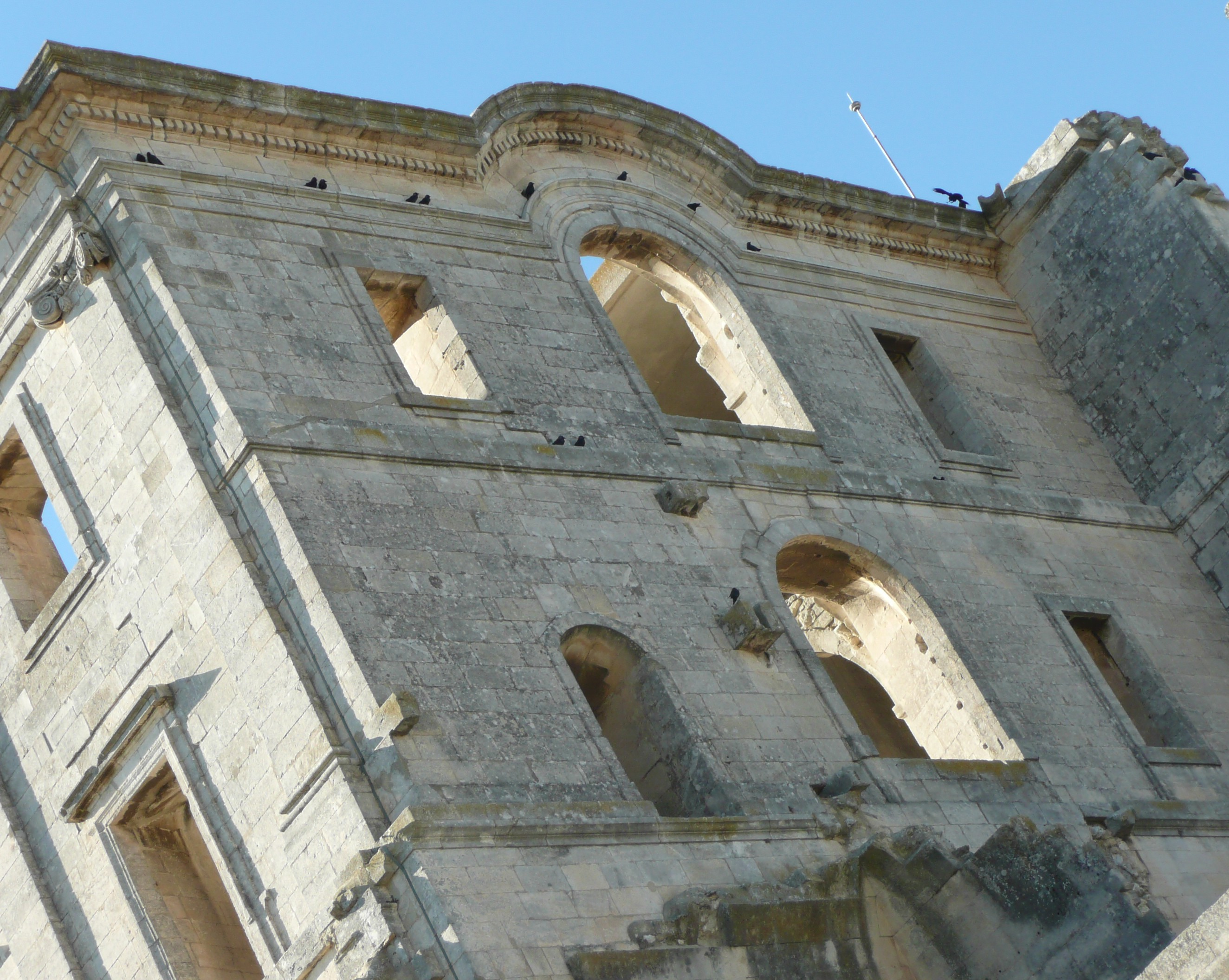
Façade est des deux derniers étages.
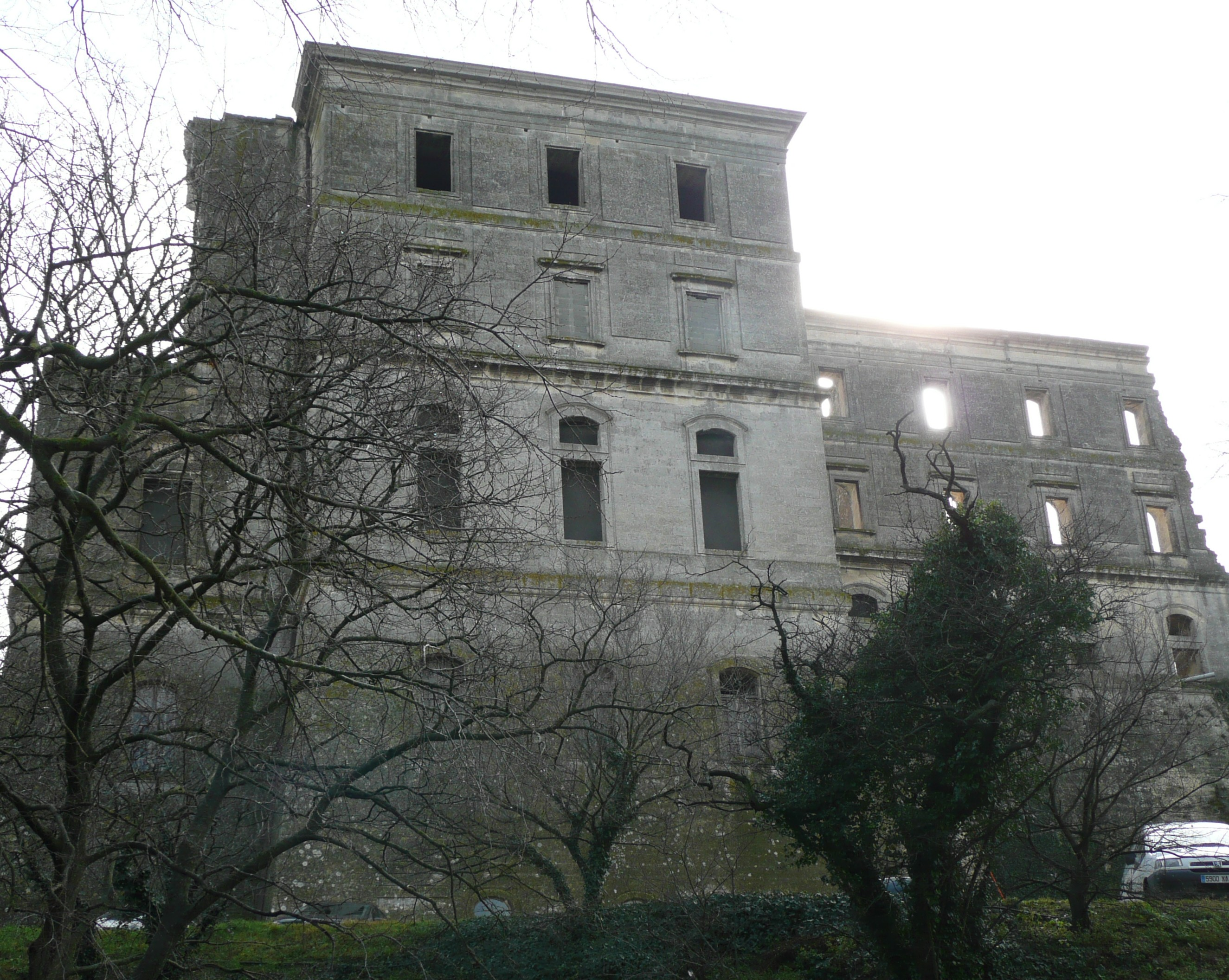
Façade nord.

## Abbés
Selon la règle de saint Benoît, l'abbé doit être élu par la communauté des moines, toutefois cela ne fut pas toujours le cas. Dans un premier temps on trouve ainsi des abbés nommés par le comte, l'archevêque ou le pape, ou encore en provenance d'autres monastères tels celui de Saint-Victor ou du Mont-Cassin. Au XVe siècle, le titre d'abbé est porté par les cardinaux-archevêques d'Arles et à partir du XVIe siècle, à la suite du concordat de Bologne de 1516, le titre abbatial est décerné par le roi.

### Les premiers abbés
- 955-963 : Norgalde, suppreamus monachorum[51]
- 963-978 : Mauring[52],[53].
- 978-993 : Pons, ancien prévôt de l'église d'Arles, succède à Mauring ; son nom ne figure que dans une seule charte et dans un antique obituaire[54]. D'après J.P Poly, il serait l'ancien prieur de l'abbaye et meurt un 1er janvier, probablement en 993[53].
- À la mort de Pons, un conflit éclate entre les moines qui souhaitent Riculf comme nouvel abbé et le comte Roubaud et la comtesse Adelaïde qui imposent Paul, un moine de l'abbaye de Saint-Gilles ; une bulle du pape Grégoire V sollicité par les moines tranche finalement en avril 998 en faveur de Riculf, malheureusement décédé peu auparavant, le 1er mars 998[53].
- 993-998 : Paul[54].
- 998-1000? : Riculf ou Riculfe, évêque de Fréjus et neveu de Teucinde ; d'après Martin Aurell, il serait abbé de Montmajour après 993[55] et selon Jean-Pierre Poly, il serait décédé le 1er mars 998[53].
- 1000-1008 : Archinric ou Archindric[56],[57] ; il se trouvait déjà à Montmajour autour de 1005[58],[59] ; J.-P. Poly précise que cette nomination se passe le 5 février de l'an mil[53].
- 1008-1022 : Raimbert ou Rambert, élu le 20 avril, le jour de la dédicace de l'église Sainte-Croix, est le 7e abbé de Montmajour[53].
- 1022-1029 : Josmar, mentionné comme moine de l'abbaye en 1009 ; d'après J.-P. Poly, il est mort le 29 mars 1029[53].
- 1029-1052 : Benoît ; il participe au plaid organisé le 12 août 1040 par l'archevêque d'Arles Raimbaud de Reillanne pour régler l'affaire de la donation des terres de Fontvieille qui opposait d'une part l'abbaye de Saint-Victor et les vicomtes de Marseille et d'autre part l'abbaye de Montmajour, les comtes de Provence et les chevaliers d'Arles[60].
- 1052-1053 : Audibert, déposé par l'archevêque d'Arles, Raimbaud de Reillanne associé à plusieurs grands dont Uc des Baux[61].
- 1053-1058 : administration de l'abbaye sous l'autorité de l'archevêque Raimbaud de Reillanne[61].
- 1058-1080 : Rolland ou Roland[62] ; il est nommé par l'archevêque d'Arles, Raimbaud de Reillanne[61] ; il est cité en 1067 par Jean-Pierre Poly, lorsque les Arlésiens défrichent les marais de Montmajour[63]. Ce même auteur indique la date de 1059 et précise que Roland est nommé en même temps abbé de Saint-André d'Avignon[64].
- 1080-1080 : Bermond dit aussi Brémond[65], proche de l'archevêque d'Arles Aicard. Il est destitué avec son protecteur au concile d'Avignon de 1080.
- 1080-1081 : Guillaume Ier (Guilhem) ; placé à la tête de l'abbaye par le comte de Provence Bertrand II[66].
- 1081-1090 : Richard, oncle maternel de l'archevêque d'Arles Aicard ; il avait pris le parti du pape et du comte dans le conflit les opposant à son neveu. Abbé de Saint-Victor, il est placé à la tête de l'abbaye de Montmajour par le pape Grégoire VII par la bulle du 18 avril 1081[67].
- 11??-1130 : Pierre Ier.
- 1130-1153 : Pons II.
- 1153-11?? : Pierre II.
- vers 1167 : Girinus.
- vers 1180 : Jean Ier.
- 118?-1193 : Guillaume II.
- 1193-1203 : Foulques de Cabannes.
- 1203-1234 : Guillaume de Bonnieux ; en 1204, il se rend à Rome pour recevoir l'investiture spirituelle et temporelle[68].
- 1234-1240 : Guy[69]
- 1240-1257 : Raymond Ier[70]
- 1257-1259 : Raymond II de Pastea alias d'Ansouis[71].
- 1259-1260 : Guillaume de Ronnis, administre pendant un an l'abbaye sans avoir reçu la confirmation de son titre[72].
- 1260-1265 : vacance ; l'abbaye est administrée par les frères mendiants d'Arles[73].
- 1266-1286 : Bernard de Montmirat, nommé par le pape Clément IV.
- 1287-1297 : Étienne de Sola de Montarene (décès en 1298). Moine de Saint-Gilles du Gard (1288), il n'appartenait pas à la communauté de Montmajour.
- 1298-1316 : Bertrand de Maussang, mort en 1316 ; la chapelle Notre-Dame-le-Blanche, incluse dans l'église Notre-Dame, contient sa sépulture.
- 1316-1317 : Isnard de Pontevès. Abbé du Mont-Cassin (1316), il n'appartenait pas à la communauté de Montmajour.
- 1318-1328 : Guillaume de Cadolle.
- 1328-1338 : Raymond de Boulbon.
- 1338-1348 : ?
- 1348-1353 : Pierre de Canillac[74].
- 1353-1361 : Jaubert de Livron[75], mort en 1361.
- 1361-1363 : Louis de Bollène.
- 1363-1368 : Pierre de Bagnac.
- 1368-1380[76] : Pons de l'Orme, mort en 1382 ; il est le bâtisseur de la tour sur laquelle figurent ses armes. Moine (cellerier ?) de Saint-Victor de Marseille (1368), il n'appartenait pas à la communauté de Montmajour. En 1380, il retrouvera l'abbaye de Saint-Victor dont il sera l'abbé jusqu'en 1383.
- 1380-1384 : Pierre ; il administre l'abbaye par procureur[77].
- 1384-1385 : Bernard Odoli ; sous cet abbé les revenus de l'abbaye sont retenus par le pape Clément VII[78].
- 1385-1391 : Faydit d'Aigrefeuille, cardinal et évêque d'Avignon ; il meurt à Avignon le 2 octobre 1391 et les affaires de l'abbaye pendant la vacance du siège, sont dirigées par l'archevêque de Toulouse: Pierre de Saint Martial, camérier de Clément[79]
- 1391-13?? : Vacance.
- 13??-1401 : Galéot Tarlat ; toutefois, d'après les notes de Chantelou, il serait mort à Assise en 1396 ou à Avignon en 1398[79].
- 1401-1405 : Foulques de Rochechouart.
- 1406-1430 : Jean Hugolin, mort en 1430.

### L'époque des archevêques
- 1431-1450 : Louis Aleman, cardinal et archevêque d'Arles[80].
- 1450-1462 : Pierre de Foix, cardinal et archevêque d'Arles.
- 1462-1475 : Philippe de Lévis, cardinal et archevêque d'Arles.
- 1475-1489 : Eustache de Lévis, cardinal et archevêque d'Arles.
- 1489-1499 : Nicolas de Cibo, archevêque d'Arles.
- 1499-1504 : Rodolphe Boniface.
- 1505-1546 : Claude de Poitiers.

### Après le concordat de Bologne de 1516
Le concordat de Bologne est signé le 18 août 1516, lors du Ve concile du Latran, entre le Pape Léon X et le chancelier Antoine Duprat qui représente le roi de France François Ier. Ce concordat met fin à la Pragmatique Sanction de Bourges et tempère le gallicanisme. Il généralise également la mise en place dans le royaume de France du régime de la commende.
- 1547-1564 : Aymar de Maugiron
- 1564-1568 : Vacance
- 1568-1582 : Jean-François de Purpurat de Lucerne
- 1582-1590 : Claude d'Anselme de Blauvac
- 1590-1592 : Dominique Grimaldi
- 1592-1593 : Guillaume d'Avançon, archevêque d'Embrun
- 1593-1608 : Guillaume de Corty
- 1608-1616 : Joseph-Charles d'Ornano
- 1616-1629 : Jean Sicard
- 1629-1632 : Camille Savary de Brèves
- 1632-1643 : Jean-Baptiste-Gaston Savary de Brèves[81]. Il échange en 1643 l'abbatiat avec le suivant.
- 1643-1657 : Alexandre Bichi, évêque de Carpentras, nonce apostolique en France et cardinal[82],[83],[84].
- 1657-1718 : Charles Bichi, cardinal[82], neveu du précédent.
- 1718-1735 : Louis-Aloph de Rouault de Gamaches[85],[86]
- 1735-1761 : Claude-François de Montboissier de Beaufort-Canillac[87].
- 1761-1786 : cardinal Louis-René-Edouard de Rohan, le dernier abbé.

## L'abbaye et les arts
Elle est en 1967, le principal lieu de tournage du film Le Lion en hiver réalisé par Anthony Harvey, adapté de la pièce éponyme créée à Broadway par James Goldman, avec Peter O'Toole, en Henri II Plantagenêt, Katharine Hepburn, en Aliénor d'Aquitaine, et deux acteurs apparaissant pour la première fois au cinéma : Anthony Hopkins, jouant Richard avant qu'il ne devienne Richard Cœur de Lion, et Timothy Dalton, dans le rôle de Philippe II Auguste. En 2007, elle apparait également comme décor des derniers épisodes de la série d'été de TF1 Mystère et en 2023, elle sert de lieu de tournage pour la première saison de la série The Walking Dead: Daryl Dixon.
L'abbaye et ses ruines ont inspiré de nombreux artistes.

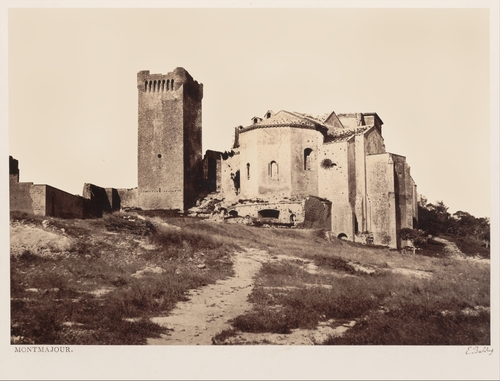
Abbaye de Montmajour, Édouard Baldus, 1862.
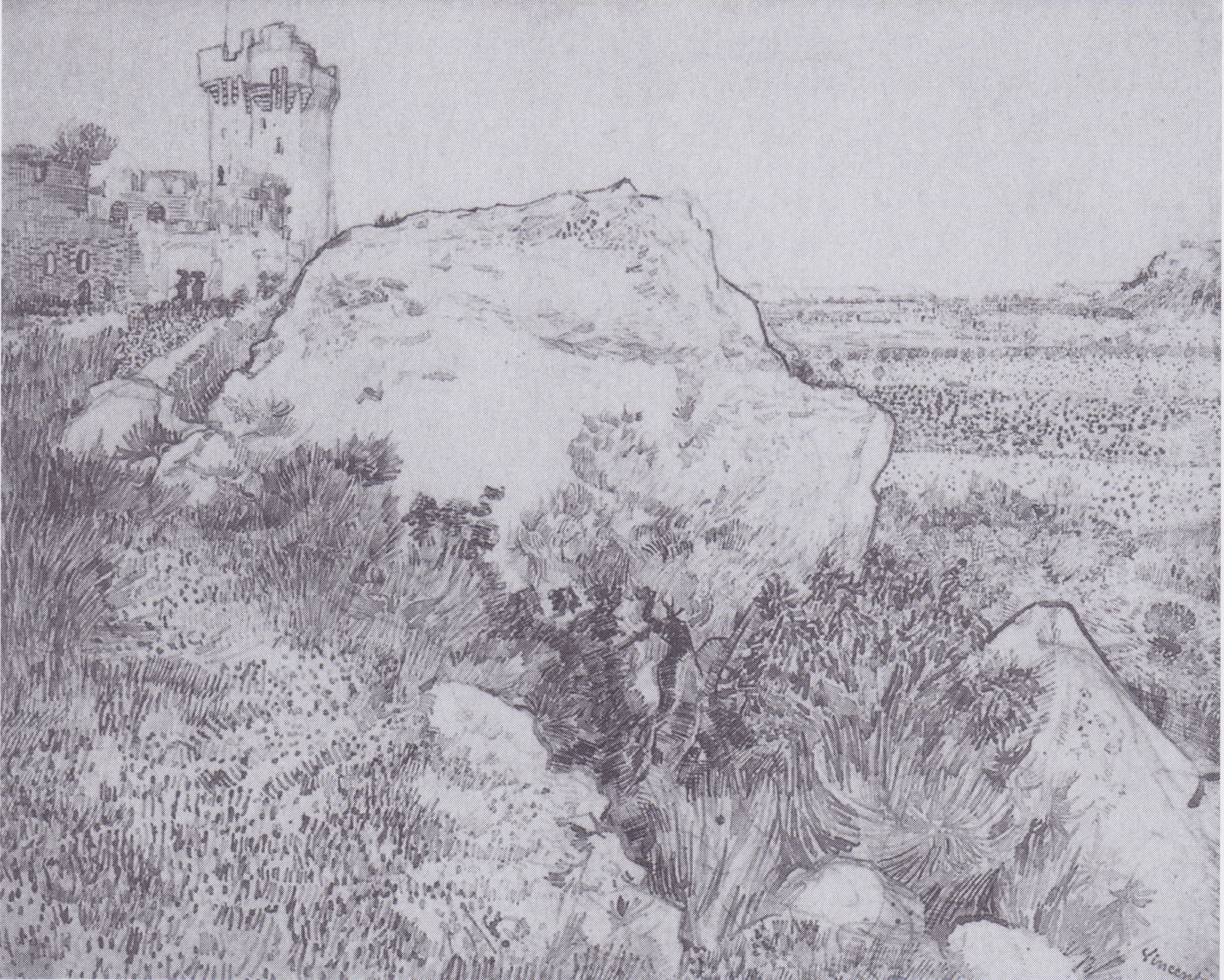
Collines avec les ruines de Montmajour, Vincent van Gogh, juillet 1888.
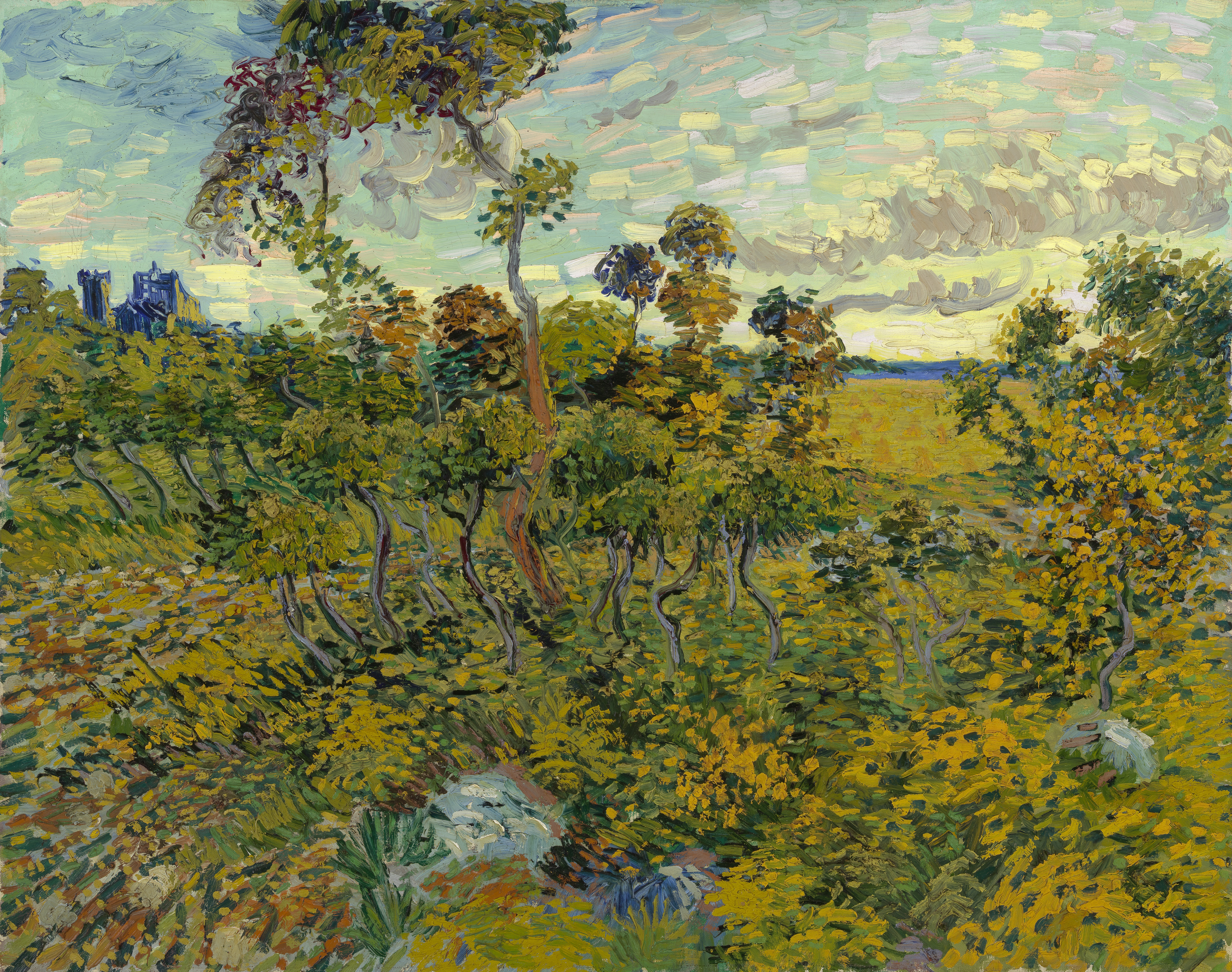
Coucher de soleil à Montmajour, Vincent van Gogh, juillet 1888.

Van Gogh décrit l'abbaye à son frère Théo dans une lettre du 5 juillet 1888 : 

« Hier j'étais au soleil couchant dans une bruyère pierreuse où croissent des chênes très petits et tordus, dans le fond une ruine sur la colline et dans le vallon du blé.

C'était romantique, on ne peut davantage, à la Monticelli, le soleil versait des rayons très jaunes sur les buissons et le terrain, absolument une pluie d'or. Et toutes les lignes étaient belles, l'ensemble d'une noblesse charmante.

On n'aurait pas du tout été surpris de voir surgir soudainement des cavaliers et des dames revenant d'une chasse au faucon ou d'entendre la voix d'un vieux troubadour. Les terrains semblaient violets, les lointains bleus. J'en ai rapporté une étude d'ailleurs mais qui reste bien en dessous de ce que j'avais voulu faire. »